# Ilià Repin
Ilià Iefímovitx Repin (en rus, Илья́ Ефи́мович Ре́пин; en ucraïnès: Ілля Юхимович Рєпін) (5 d'agost del 1844, Txugúiev, Gubèrnia de Khàrkiv, Imperi Rus - 29 de setembre del 1930, Kuokkala, Finlàndia, ara Repino, Rússia) fou un destacat pintor i escultor rus del moviment artístic Peredvíjniki. Les seves obres, emmarcades en el realisme, contenen sovint una gran profunditat psicològica i exhibeixen les tensions de l'ordre social existent A les acaballes dels anys 20 va començar a publicar-se a l'URSS tot de treballs detallats sobre la seva obra i uns deu anys després va ser un exemple a seguir per als artistes del realisme socialista.

## Vida i obra

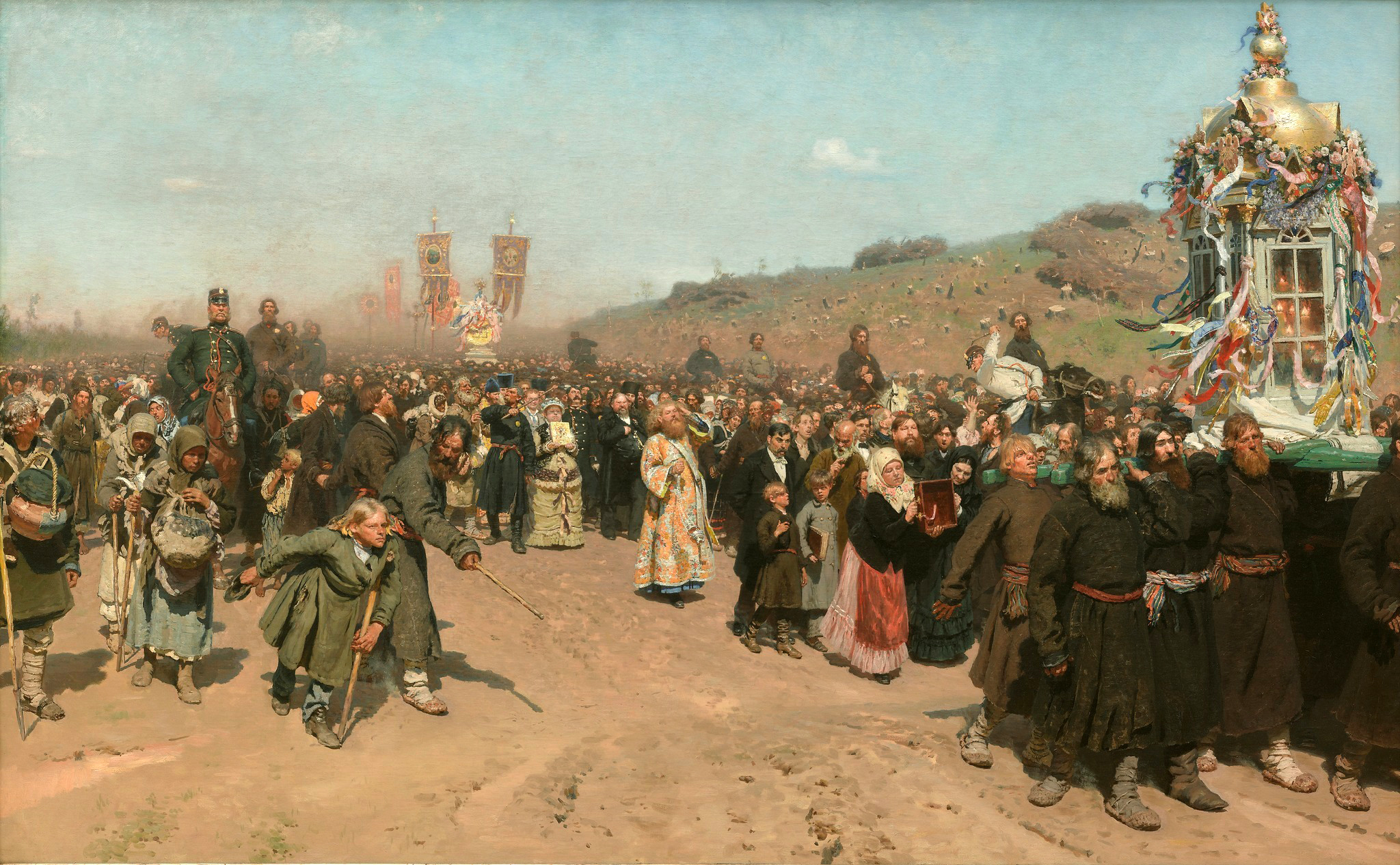
Processió de Pasqua a la regió de Kursk (1880-83).

Ilià Repin va néixer a Txugúiev, Khàrkov, al centre de la regió històrica d'Ucraïna Sloboda.
El seu pare, Iefim, era un colon i militar que es dedicava al conreu de la terra, però estava obligat al deure militar. Repin comença a tenir contacte amb la pintura com a aprenent amb tretze anys al taller d'un artista local dedicat a les icones anomenat Ivan Bunakov. El 1866 es traslladà a Sant Petersburg i ingressà a l'Acadèmia Imperial de les Arts.
Amb la seva primera obra mestra, La resurrecció de la filla de Jaire, va guanyar la medalla d'or d'un concurs de l'Acadèmia i, per tant, una beca per estudiar a França i a Itàlia. Així és com Repin va arribar a viure a París, on va rebre la influència de la pintura impressionista, que va tenir importants conseqüències sobre la seva forma de fer servir la llum i el color. Tanmateix, el seu estil continuà essent més aviat proper al dels mestres de la vella escola, especialment a Rembrandt, i mai no va arribar a esdevenir un impressionista. Al llarg de la seva carrera va retratar gent normal, tant ucraïnesos com russos, tot i que durant els seus últims anys també representà a les seves obres membres de l'elit de l'Imperi Rus, la intel·liguèntsia, l'aristocràcia i fins i tot l'Emperador Nicolau II.

### Els Pintors Itinerants
El 1878 Repin va unir-se a la Societat d'Exposicions Artístiques Itinerants, també coneguda com Els Itinerants (en rus Peredvíjniki) que a l'època en què Repin va arribar a la capital russa es varen rebel·lar contra el formalisme de l'Acadèmia.  La fama de Repin va estendre's a partir del seu Els sirgadors del Volga, una obra que denunciava d'una manera impactant la dura tasca d'aquestes persones. Des del 1882 va viure a Sant Petersburg, fent freqüents visites a la seva terra natal, Ucraïna, i ocasionalment uns quants viatges a l'estranger.

### Temes històrics i contemporanis
Poc abans de l'assassinat de l'Emperador Alexandre II el 1881, començà a pintar una sèrie de quadres relacionats amb el moviment revolucionari rus: Negativa a confessar-se, Arrest d'un propagandista, La trobada dels revolucionaris i No l'esperaven, que és, aquesta última, la seva obra mestra sobre aquest tema, ja que s'hi representa la sorpresa dels membres d'una família quan reben a casa un exiliat polític.
La seva obra Processió de Pasqua a la regió de Kursk és sovint considerada un arquetip de l'estil nacional rus, mostrant diverses classes socials i les tensions entre elles, dins el context de la pràctica d'una tradició religiosa i unides en un avanç lent però continu.
El 1885 Repin acabà una de les seves pintures de més intensitat psicològica, Ivan el Terrible i el seu fill. Aquest oli mostra un horroritzat Ivan IV que abraça el seu fill agonitzant, al qual acaba de pegar i ferir mortalment en un excés de fúria. La mirada d'esfereïment d'Ivan contrasta amb l'expressió de serenitat del seu fill.

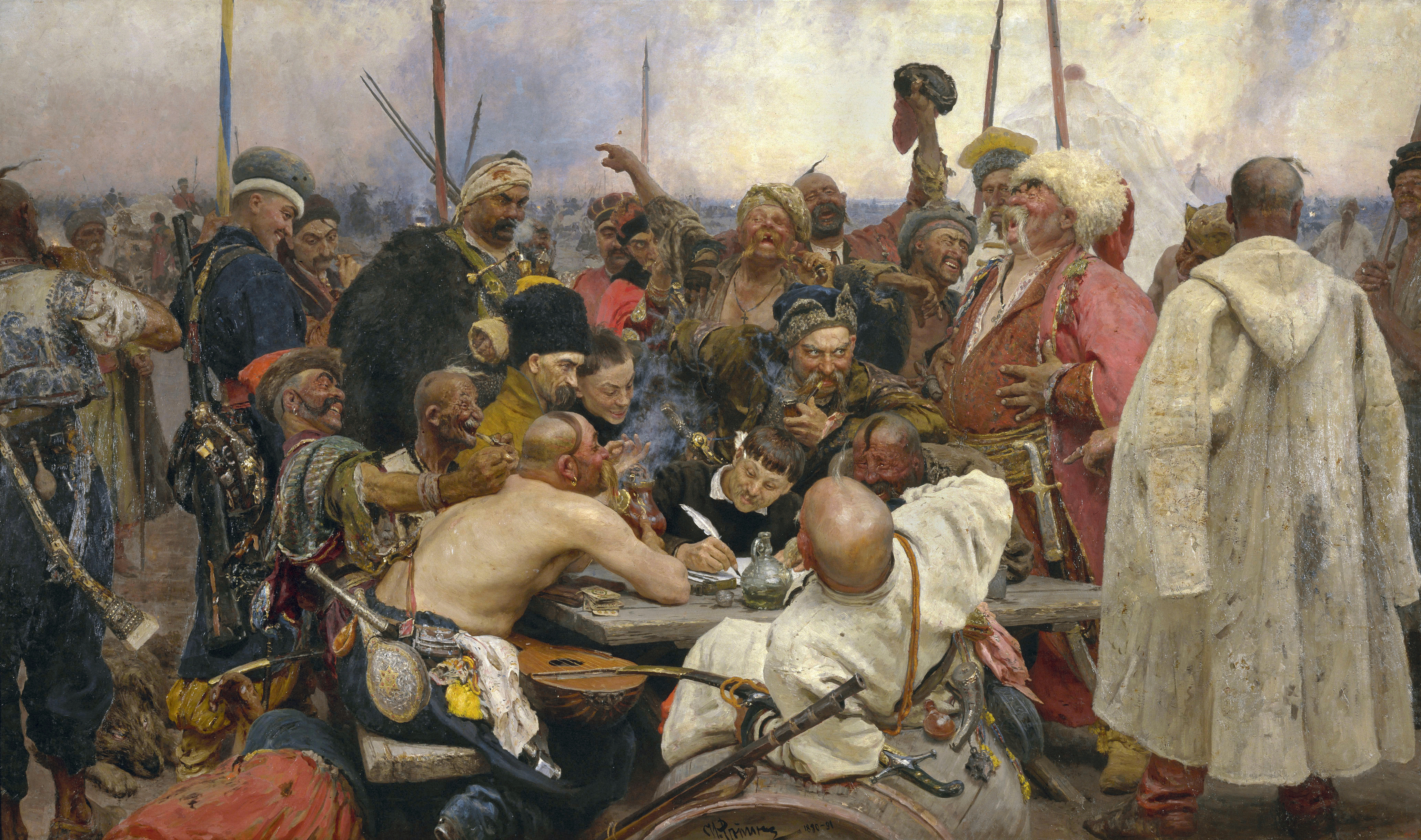
Els cosacs de Zaporíjia escriuen una carta al sultà de Turquia (1880-91)

Una de les pintures més complexes de Repin, Els cosacs de Zaporíjia escriuen una carta al sultà de Turquia, va tenir enfeinat l'artista durant molts anys, entre 1880 i  1891i  és en gran manera fruit d'una investigació duta a terme conjuntament amb l'historiador Dmitri Iavornitski, amb qui va haver de viatjar diverses vegades a la regió dels cosacs de Zaporíjia. Repin va concebre aquesta obra com un estudi en clau d'humor, però també pensava que recollia els ideals de la llibertat, la igualtat i la fraternitat, és a dir, el republicanisme dels cosacs ucraïnesos. Irònicament, el quadre fou adquirit immediatament per l'Emperador, que pagà trenta-cinc mil rubles (una quantitat força alta en aquella època). Una altra versió, realitzada entre els anys 1889 i 1896, es conserva al Museu de Belles Arts de Khàrkiv. A més a més, Repin pintà dos esbossos a l'oli per al quadre, un d'ells es troba a la Galeria Tretiakov i l'altre al Museu Nacional d'Art de Belarús, a Minsk.
Ja adult, Repin retratà molts dels seus il·lustres compatriotes, com el novel·lista Lev Tolstoi, el científic Dmitri Mendeléiev, el jurista i polític Konstantín Pobedonóstsev, el filantrop i mecenes Pàvel Tretiakov, els compositors Modest Mússorgski, Aleksandr Borodín, Aleksandr Glazunov, Mikhaïl Glinka i Anton Rubinstein, i el poeta i pintor ucraïnès Taràs Xevtxenko.
El 1900 el govern de Rússia li va encarregar-li la seva obra més gran: un oli de 400 a 877 centímetres que representés una sessió solemne del Consell d'Estat de l'Imperi Rus.

## Retrats
Repin destacava especialment en la pintura de retrats. Va realitzar més de tres-cents retrats en la seva carrera. Va pintar la majoria de personatges polítics, escriptors i compositors notables del seu temps. Una excepció va ser Dostoievski, el misticisme del qual Repin no va apreciar gens. De cada retrat en feia o set esbossos previs. Va haver de convèncer un Tolstoi reticent perquè es deixés retratar treballant al camp amb els peus nus, com feia habitualment.
Repin va buscar constantment noves tècniques i continguts per donar més plenitud i profunditat a la seva obra.  Tenia un conjunt de temes preferits i un cercle limitat de persones els retrats de les quals pintava. Però tenia un profund sentit del propòsit en la seva estètica, i el gran do artístic de sentir l'esperit de l'època i el seu reflex en la vida i els caràcters dels individus. La recerca de la veritat i d'un ideal de Repin el va portar en diverses direccions artísticament, influenciat per aspectes ocults de les experiències socials i espirituals, així com per la cultura nacional. Com la majoria dels realistes russos de la seva època, Repin sovint basava les seves obres en conflictes dramàtics, extrets de la vida o la història contemporànies. També va utilitzar imatges mitològiques amb un fort sentit del propòsit; algunes de les seves pintures religioses es troben entre les seves més importants.

## Repin i Ucraïna
Entre els anys 1870 i 1880 va visitar Txuguiev i va reunir materials per a les seves futures obres. Allà, va pintar el seu Axidiaca.
Les pintures de Repin inspirades en la cultura ucraïnesa són:

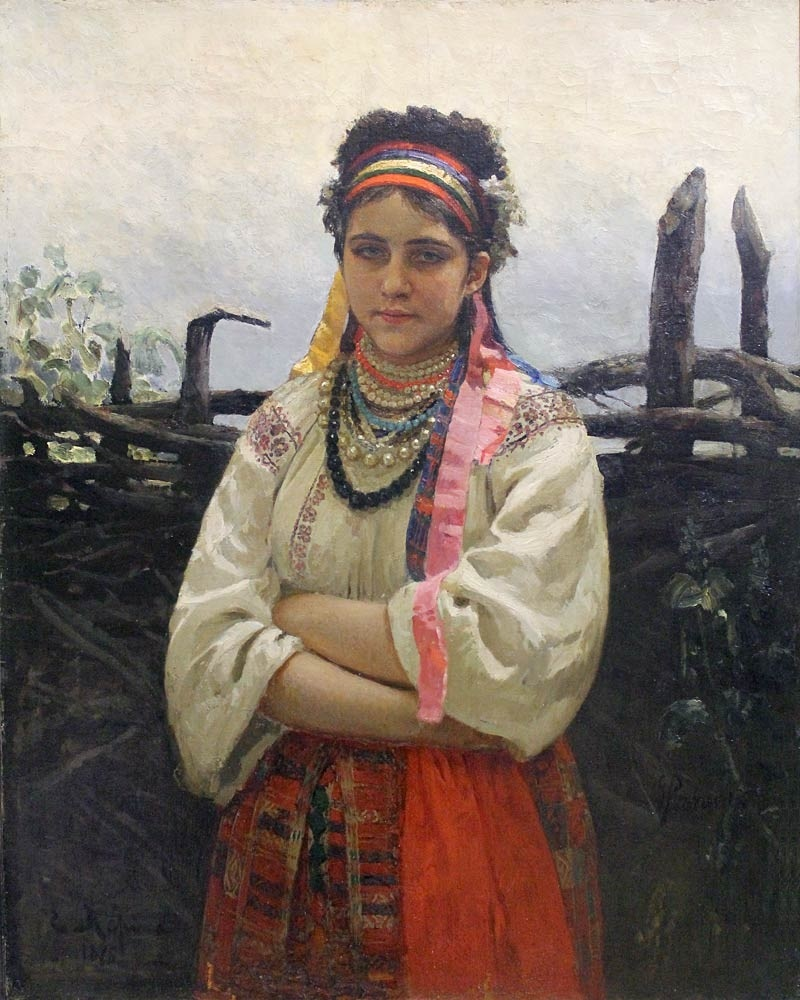
Noia ucraïnesa al costat de la tanca de Repin (1876), Museu Nacional d'Art de Letònia
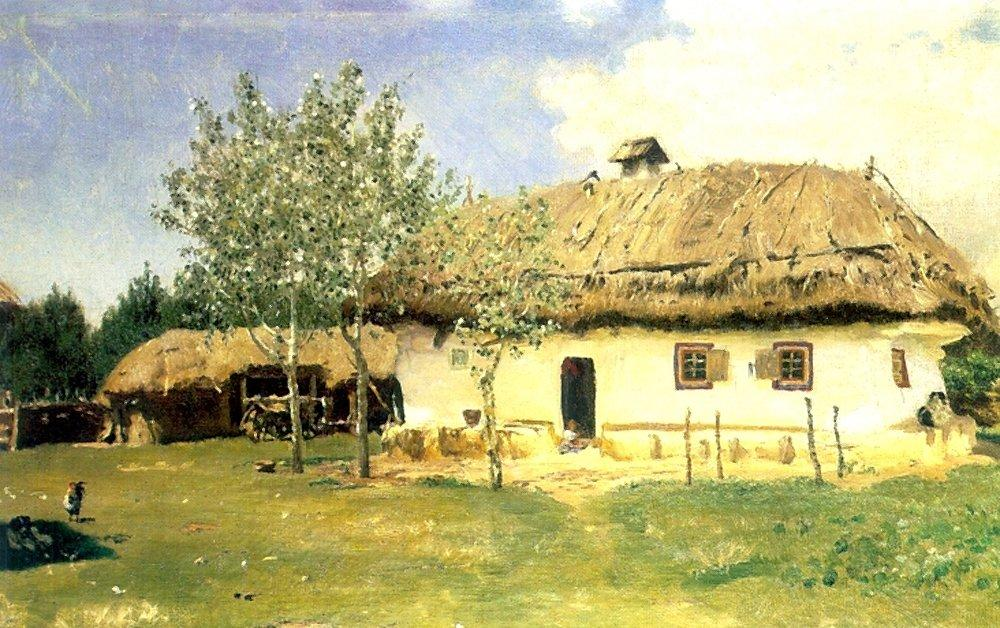
Casa de pagès tradicional ucraïnesa pintada per Repin (1880), Galeria Nacional d'Art de Kíiv
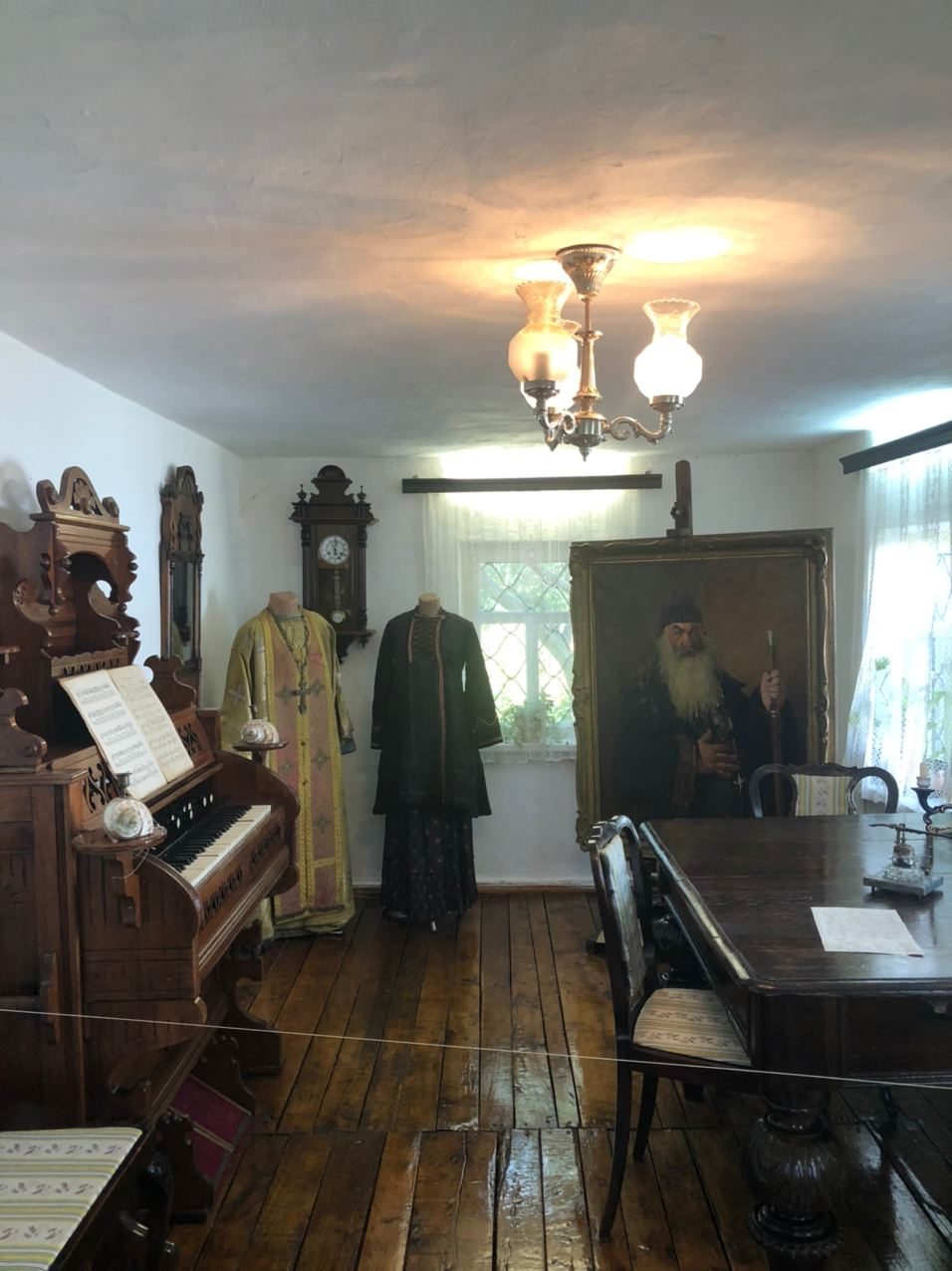
Museu Repin a Txuhuiv

El Museu Repin, al seu lloc de naixement, Txuhuiv, presenta objectes i obres dels seus primers anys a Ucraïna.
- Home amb un ull dolent (1876)
- Noia ucraïnesa al costat de la tanca (1876)
- Poble de Mohnachi prop de Txuhuiv (1877)
- Portret de M. Murashko (1877)
- Cosacs zaporoges escrivint una carta al Sultà (1880–1891, dues versions: Sant Petersburg i Kharkiv)
- Vetxornitsi (1881)
- Dona de poble ucraïnès (1886)
- Retrat de Taràs Xevtxenko (1888)
- Haydamaka (1902)
- Cosacs al mar Negre (1908)
- Prometeu (1910, després del poema de T. Xevtxenko)
- Hopak (1930)

Repin era membre del comitè, creat per crear un monument al pintor i poeta Taràs Xevtxenko, a qui va anomenar apòstol de la llibertat. Va il·lustrar novel·les com Taràs Bulba i Sorochinsky Fair de Nikolai Gógol (1872–82) i Zaporissia en les restes d'antigues llegendes i persones de Dmitro Iavornitski (1887), i va dibuixar nombrosos esbossos d'arquitectura, així com diferents aspectes de la cultura ucraïnesa. Entre els coneguts de Repin hi havia una sèrie de pensadors destacats de l'època, com Marko Kropivnitskii, Mikola Muraxko i Dmitro Iavornitski.
Repin va ajudar el comitè de la Unió d'Arts Visuals a Mikolaiv. També va ser membre honorari de la Unió de Literatura i Art, així com de la Unió de les Antiguitats i l'Art de Kíev. Va donar suport a nombrosos pintors, les escoles d'art de Murashko a Kíiv, M. Rajevska-Ivanova a Khàrkiv i l'escola d'art d'Odessa.
En una de les seves últimes cartes va escriure: «Amables, estimats compatriotes […] us demano que cregueu en el sentit de la meva devoció i la meva pena infinita de no poder anar a viure a una Ucraïna dolça i alegre […] Us estimo des de la infància, Ilya Repin». El pintor va ser enterrat al turó de Txuguiev, dins la seva finca a Penates.

## Estil i tècnica

Pintures
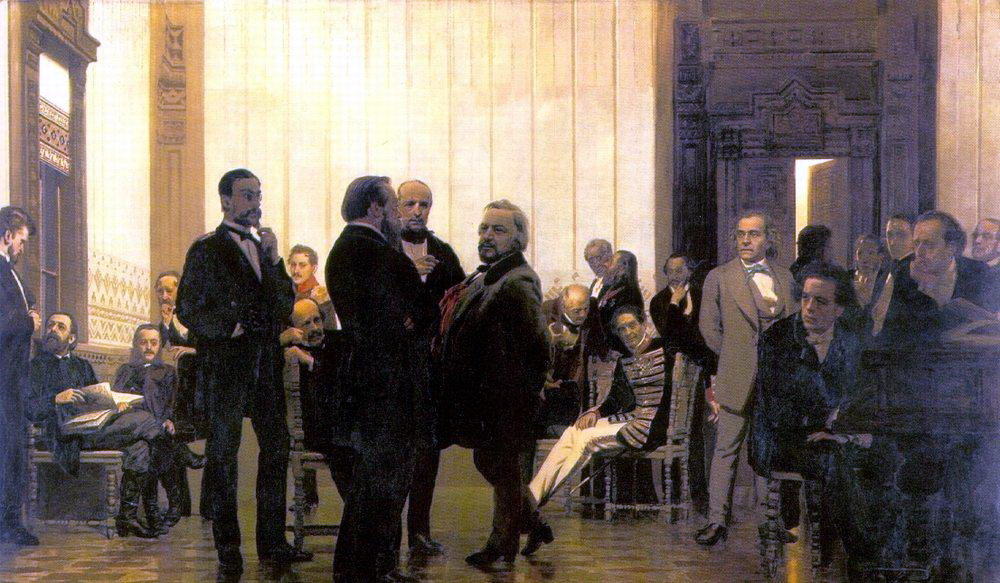
Compositors eslaus (1871)
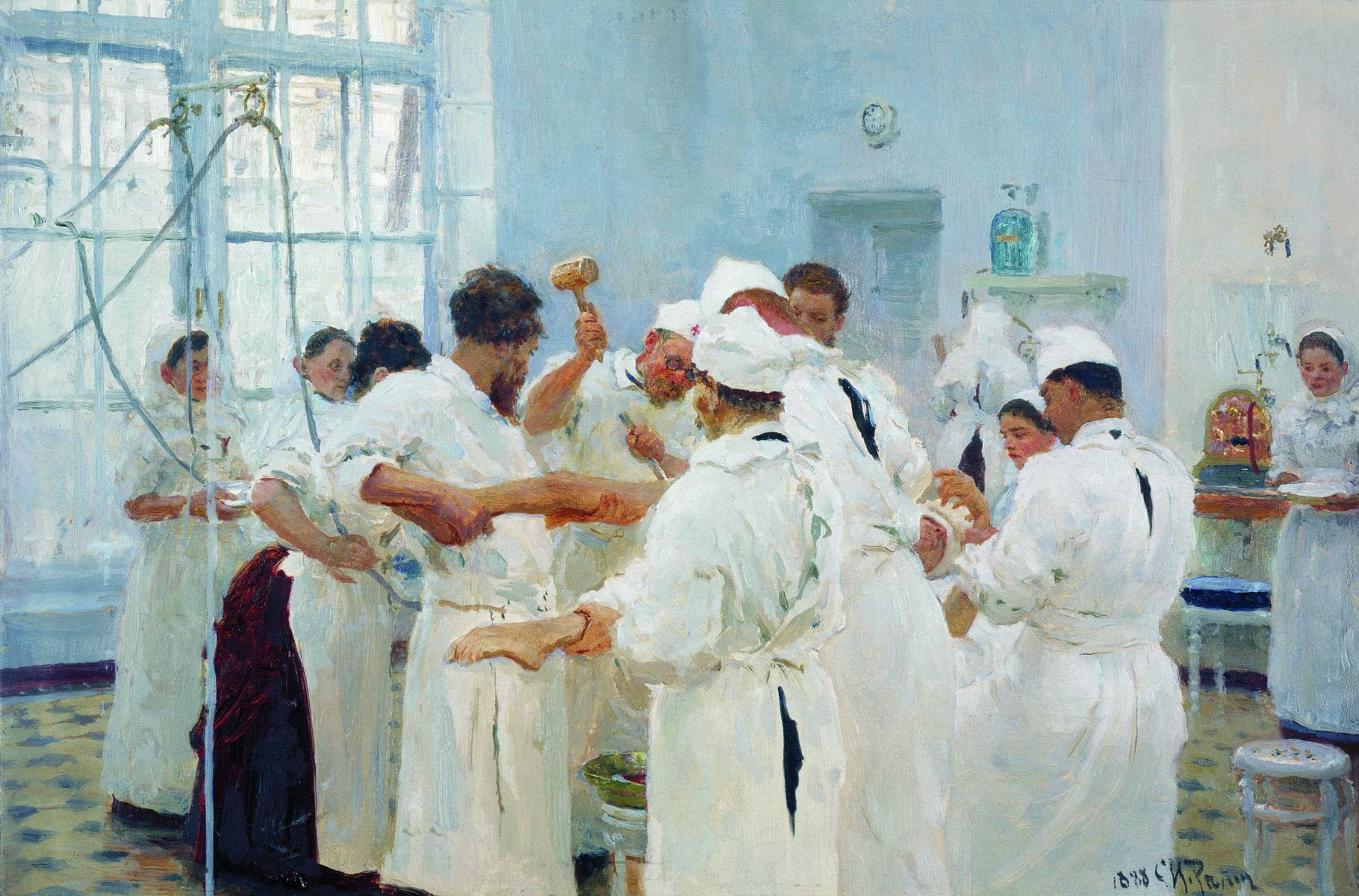
El cirurgià Evgeni Vasilievitx Pavlov al quiròfan (1888)
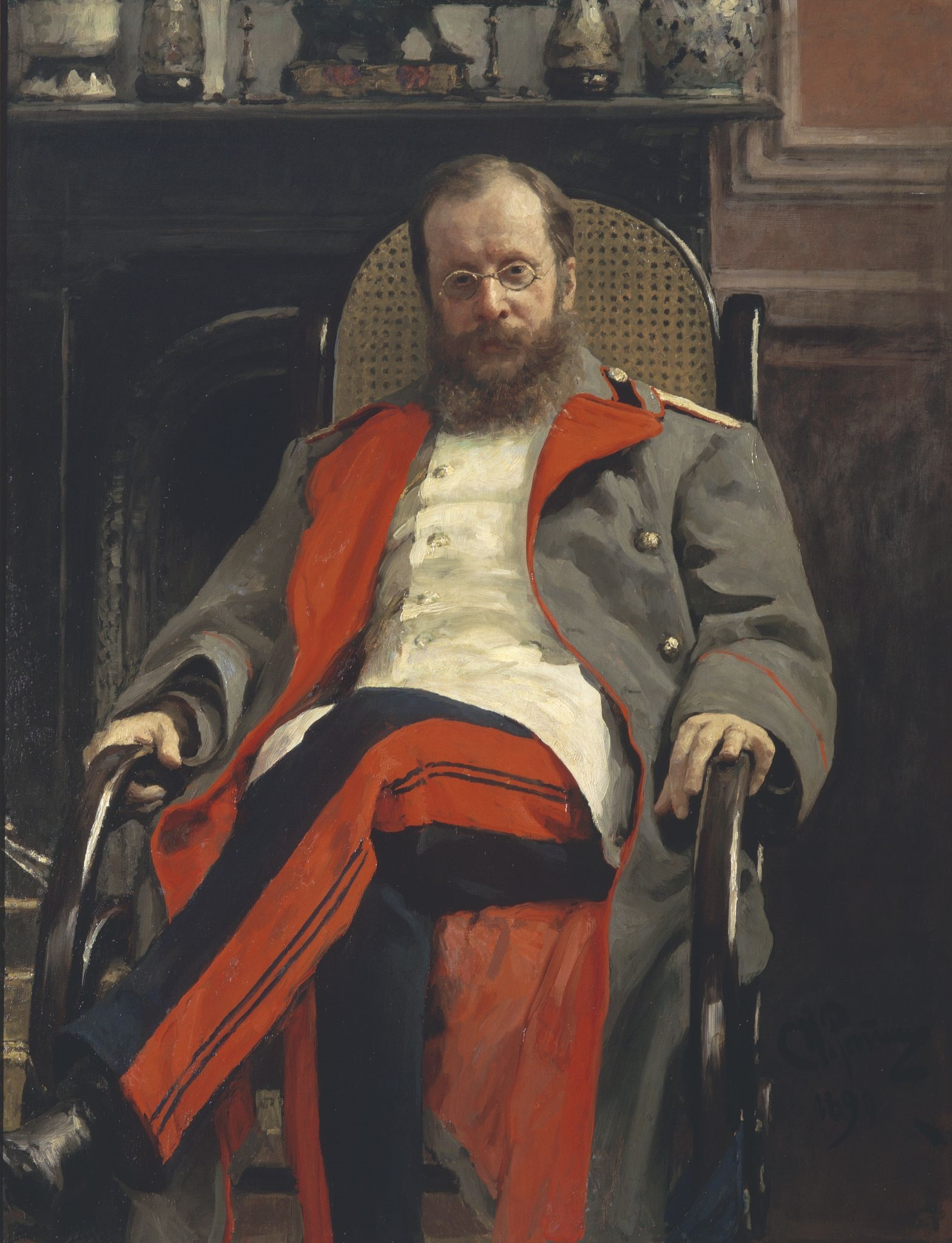
Retrat del compositor César Cui (1890)
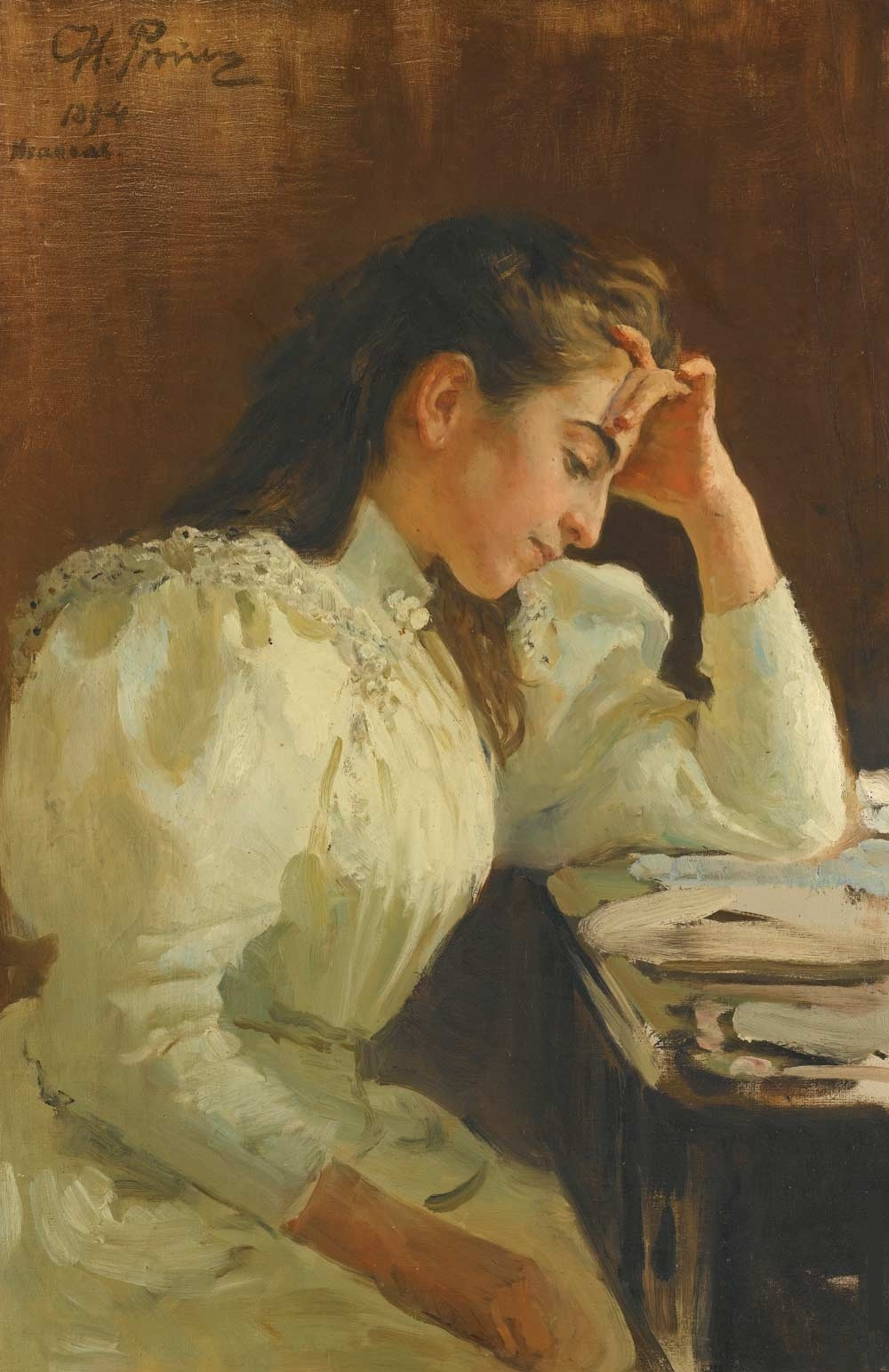
Dona napolitana (1894)
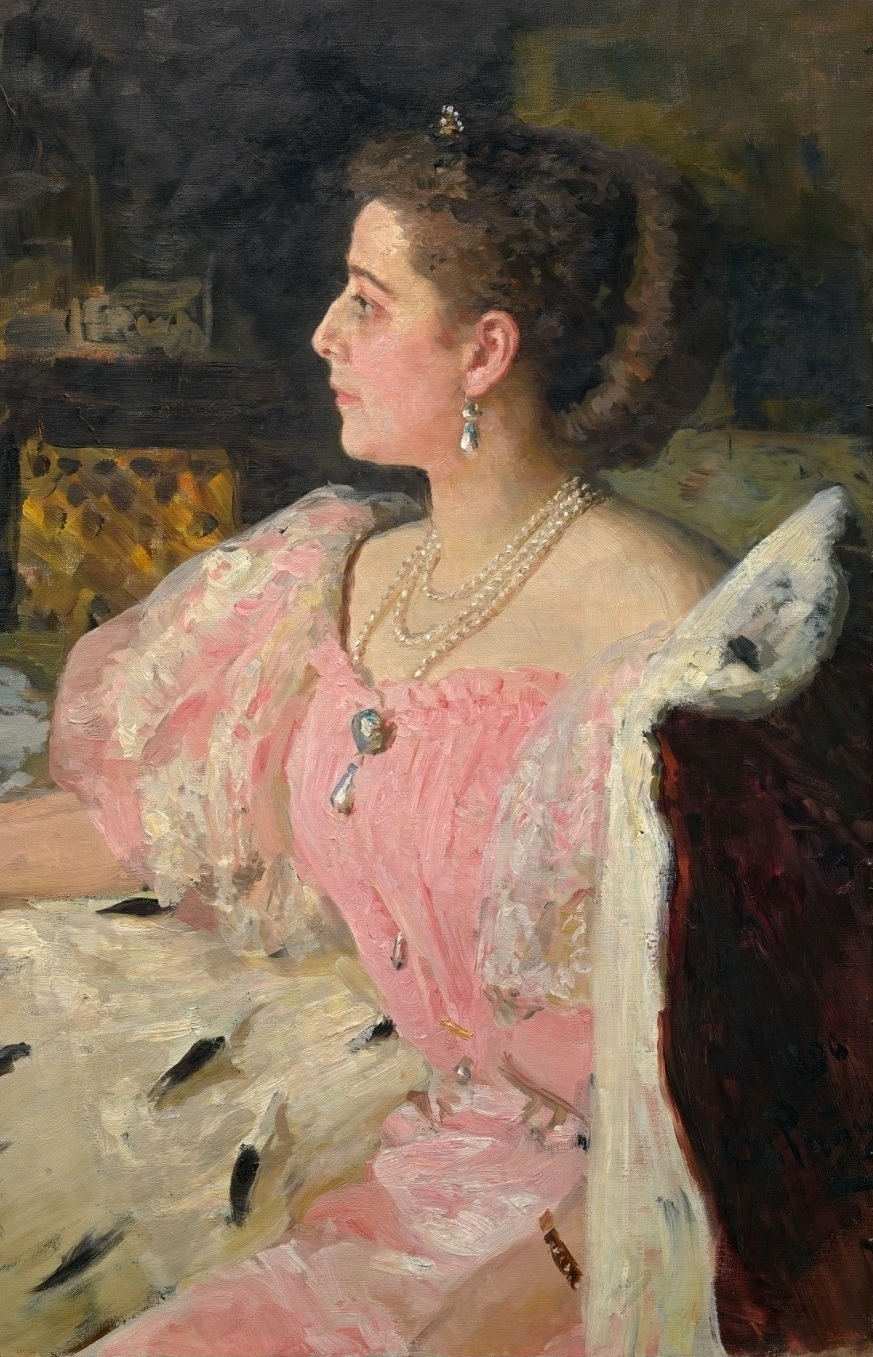
Retrat de la comtessa Natalia Petrovna Golovina (1896)
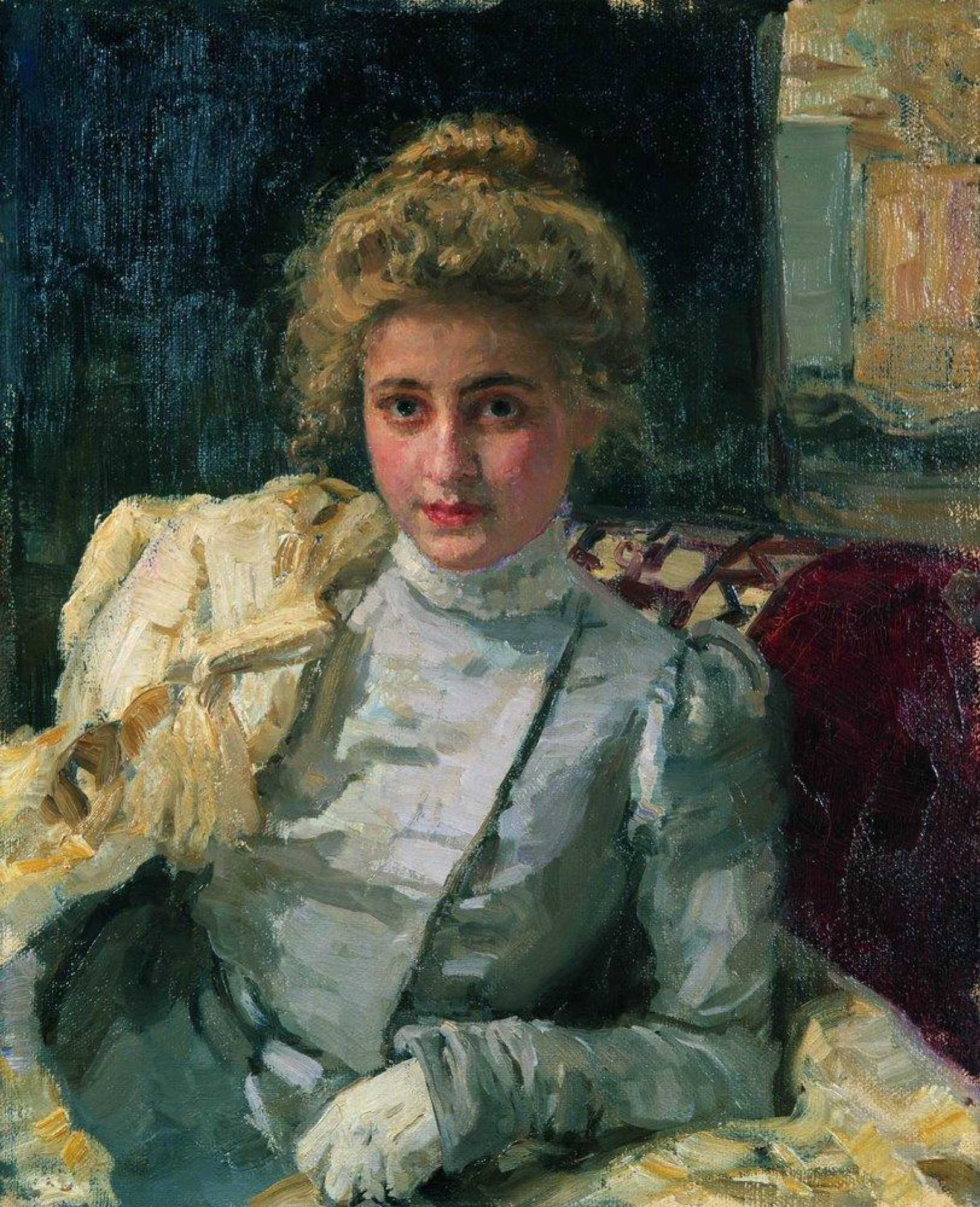
La dona rossa (1898, retrat de Tevaxova)
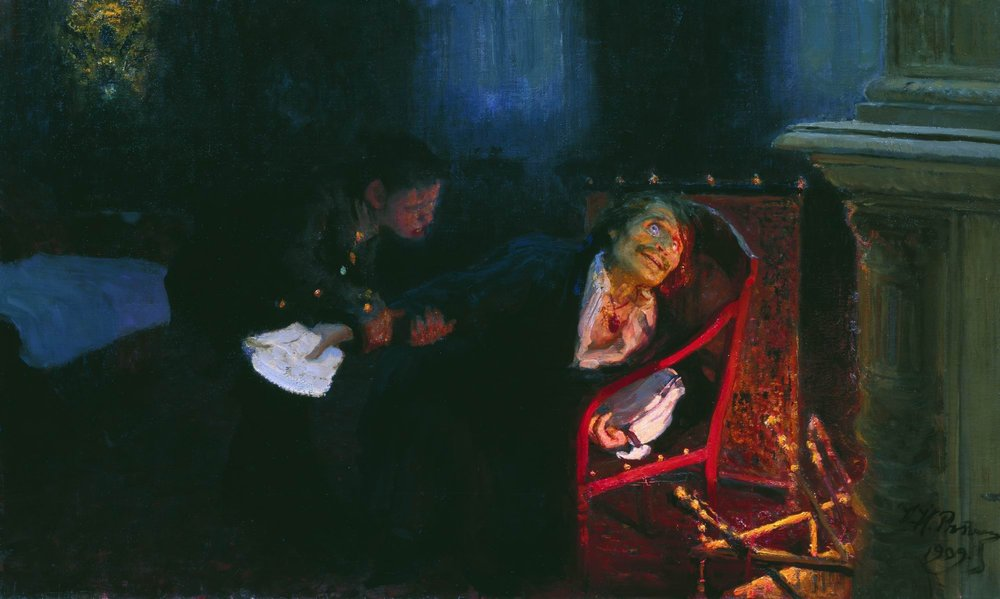
Gogol cremant el manuscrit de la segona part de Les ànimes mortes (1909)

Repin va buscar constantment noves tècniques i continguts per donar més plenitud i profunditat a la seva obra. Tenia un conjunt de temes preferits i un cercle limitat de persones els retrats de les quals pintava. Però tenia un profund sentit del propòsit en la seva estètica, i el gran do artístic de sentir l'esperit de l'època i el seu reflex en la vida i els caràcters dels individus. La recerca de la veritat i d'un ideal de Repin el va portar en diverses direccions artísticament, influenciat per aspectes ocults de les experiències socials i espirituals, així com per la cultura nacional. Com la majoria dels realistes russos de la seva època, Repin sovint basava les seves obres en conflictes dramàtics, extrets de la vida o la història contemporània. També va utilitzar imatges mitològiques amb un fort sentit del propòsit; algunes de les seves pintures religioses es troben entre les seves obres més importants.
El seu mètode era el contrari de l'enfocament general de l'impressionisme. Produia obres lentament i amb cura, que eren resultat d'un estudi exhaustiu i detallat. Mai estava satisfet amb les seves obres, i sovint en pintava múltiples versions, amb anys de diferència. També canviava i ajustava els seus mètodes constantment per tal d'obtenir una ordenació, agrupació i poder colorístic més efectius. L'estil de retrat de Repin era únic, però tenia alguna influència d’Édouard Manet i Diego Velázquez.

## Llegat

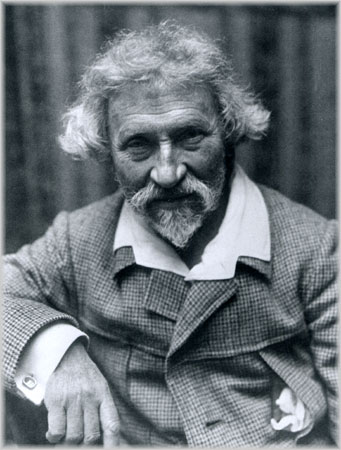
Fotografia de Repin de Rentz i Schrader, 1900

Repin va ser el primer artista rus que va aconseguir fama a Europa utilitzant temes específicament russos. La seva pintura de 1873 Els sirgadors del Volga, radicalment diferent de les anteriors pintures russes, el va convertir en el líder d'un nou moviment de realisme crític en l'art rus. Va triar la naturalesa i el caràcter per sobre del formalisme acadèmic. El triomf d'aquesta obra va ser generalitzat, i va ser elogiat per contemporanis com Vladimir Stasov i Fiódor Dostoievski. Les pintures mostren el seu sentiment de responsabilitat personal per la dura vida de la gent comuna i el destí de Rússia.
El 5 d'agost de 2009, Google va celebrar l'aniversari d'Ilià Repin amb un doodle.

## Galeria de pintures

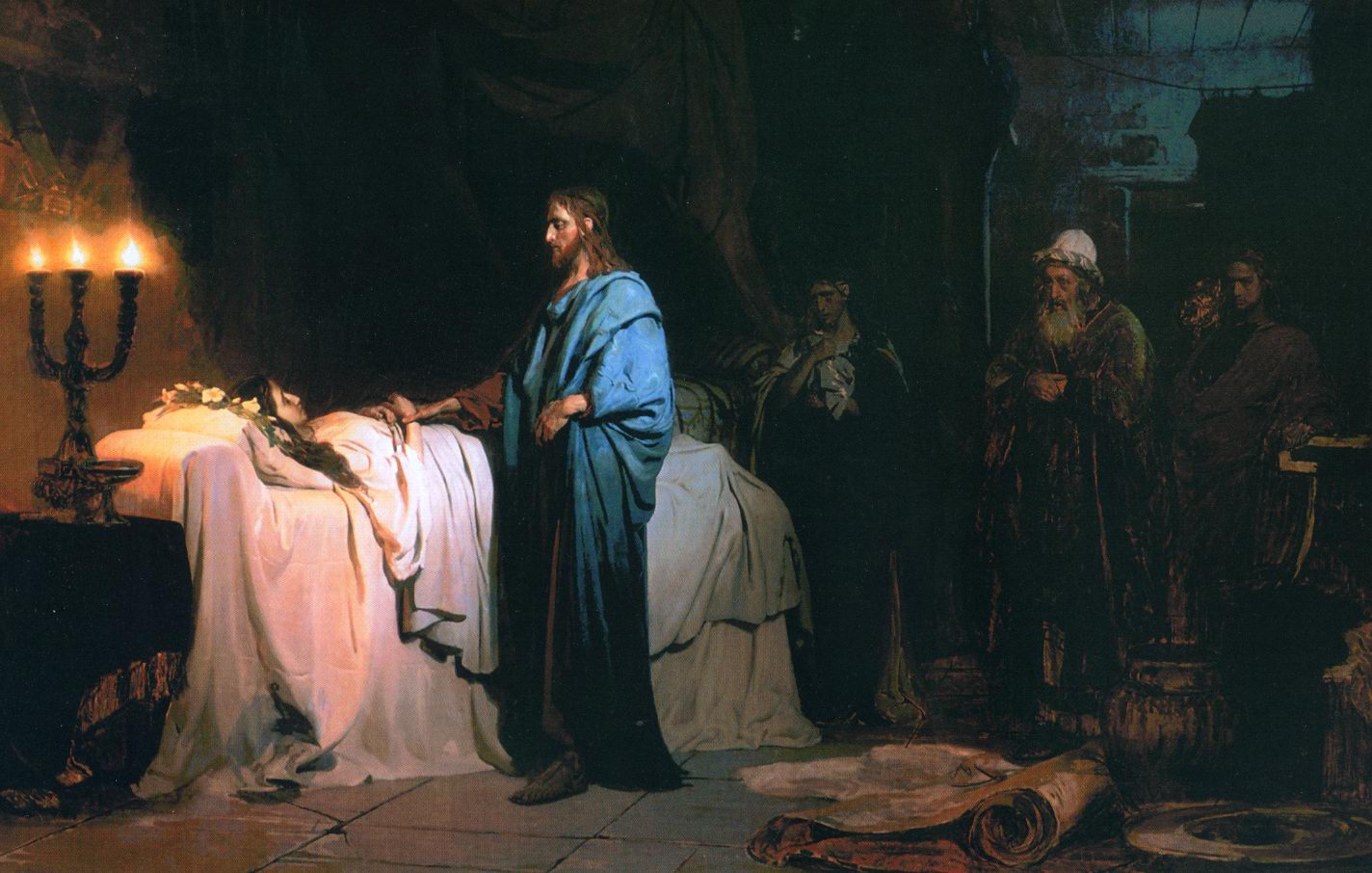
La resurrecció de la filla de Jaire (1871)
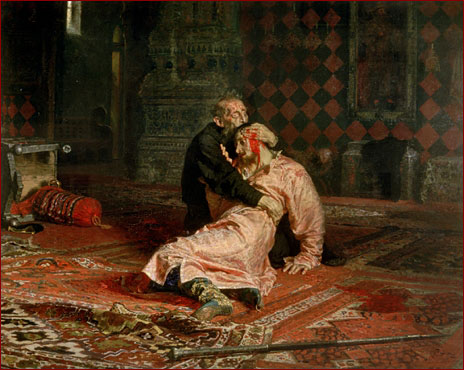
Ivan el Terrible i el seu fill (1885)
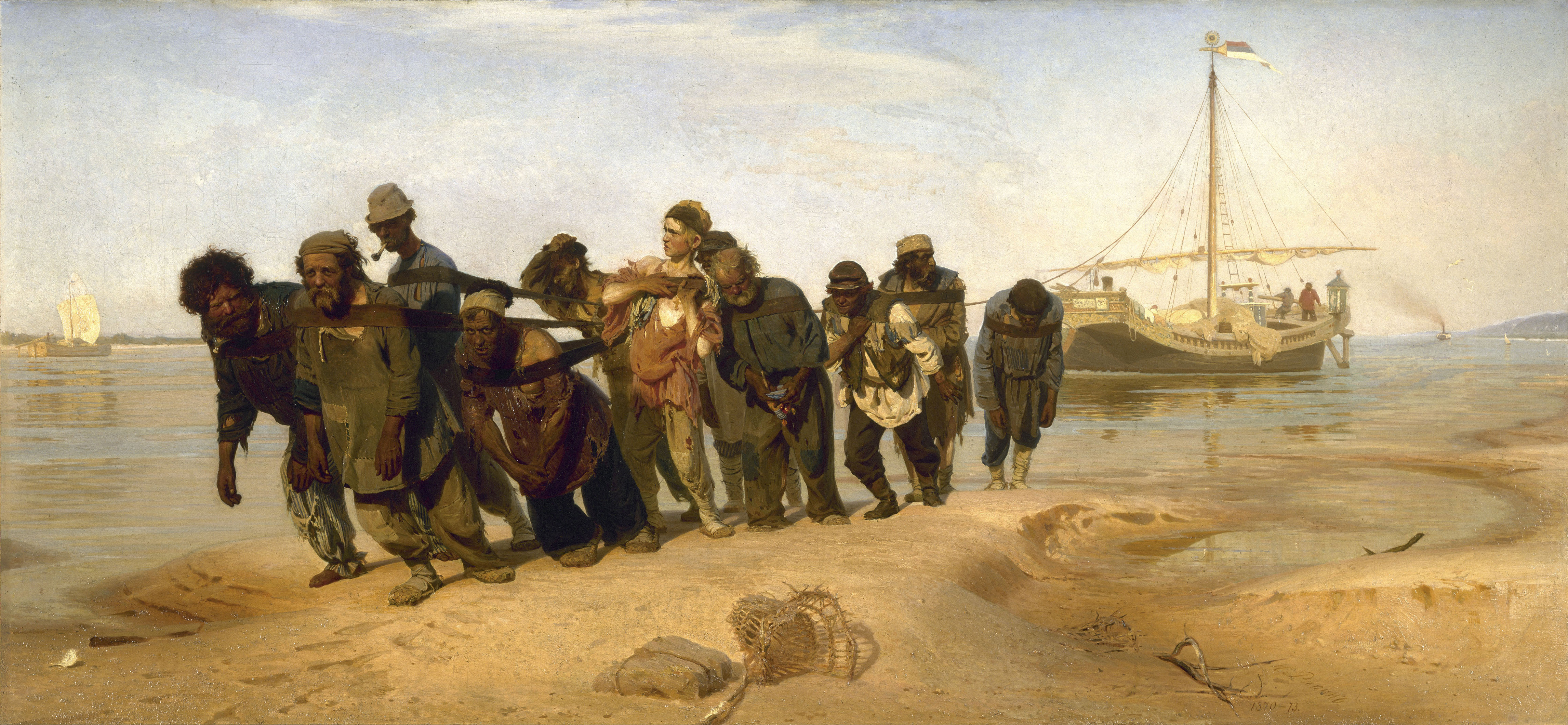
Els sirgadors del Volga (1870-1873)
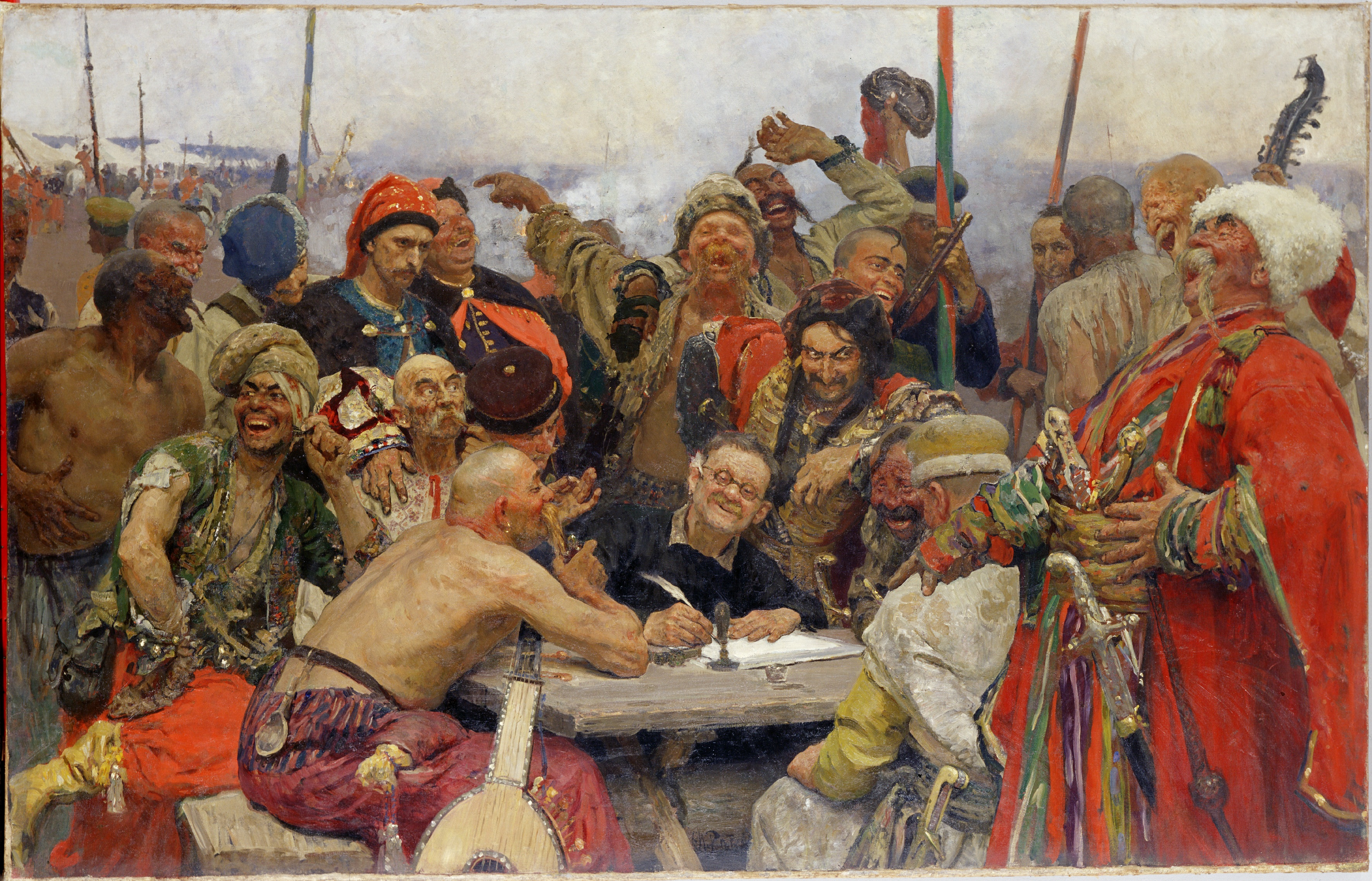
Els cosacs de Zaporíjia escriuen una carta al sultà de Turquia (1889-1896)
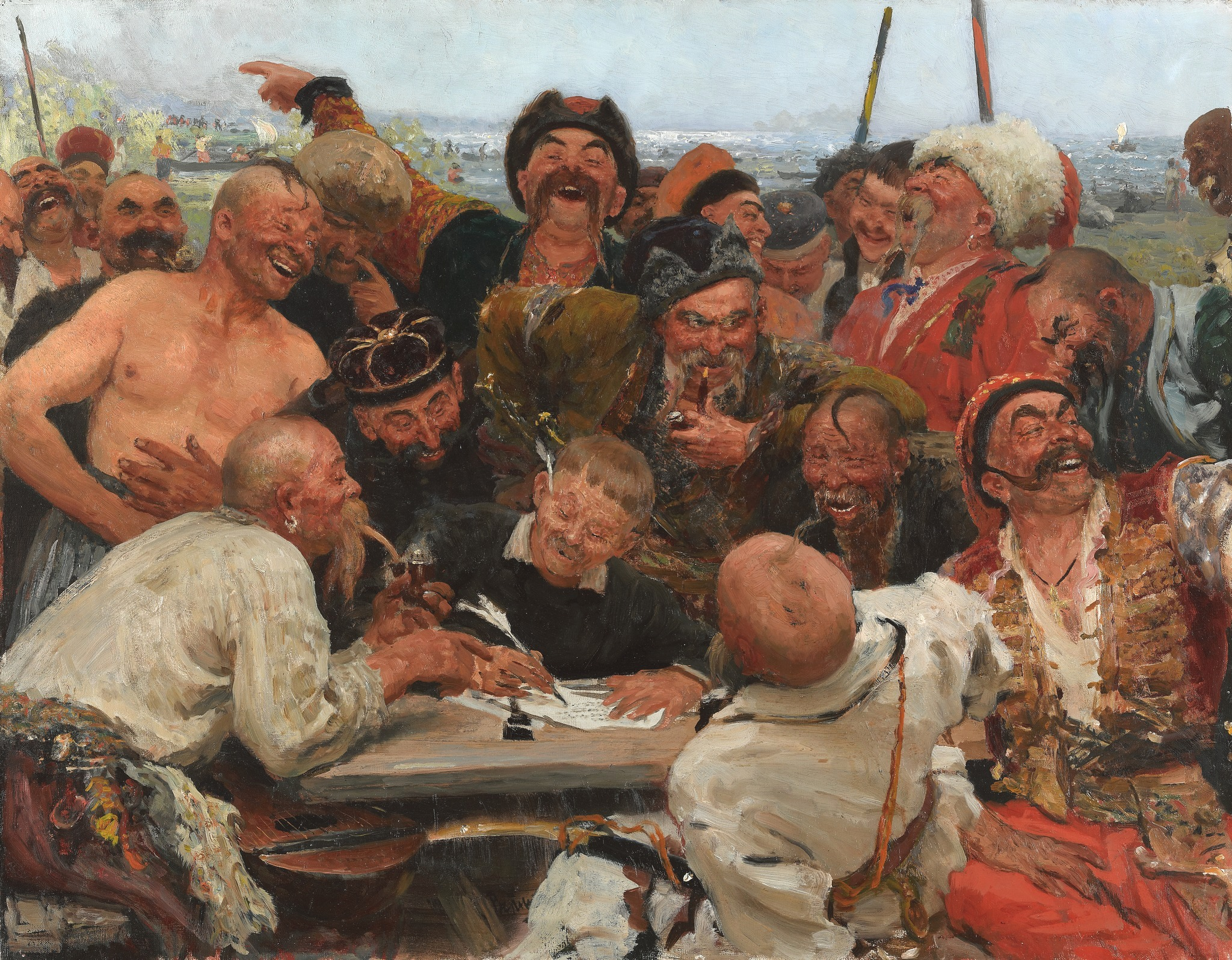
Els cosacs de Zaporíjia escriuen una carta al sultà de Turquia (esbós a l'oli, 1878)
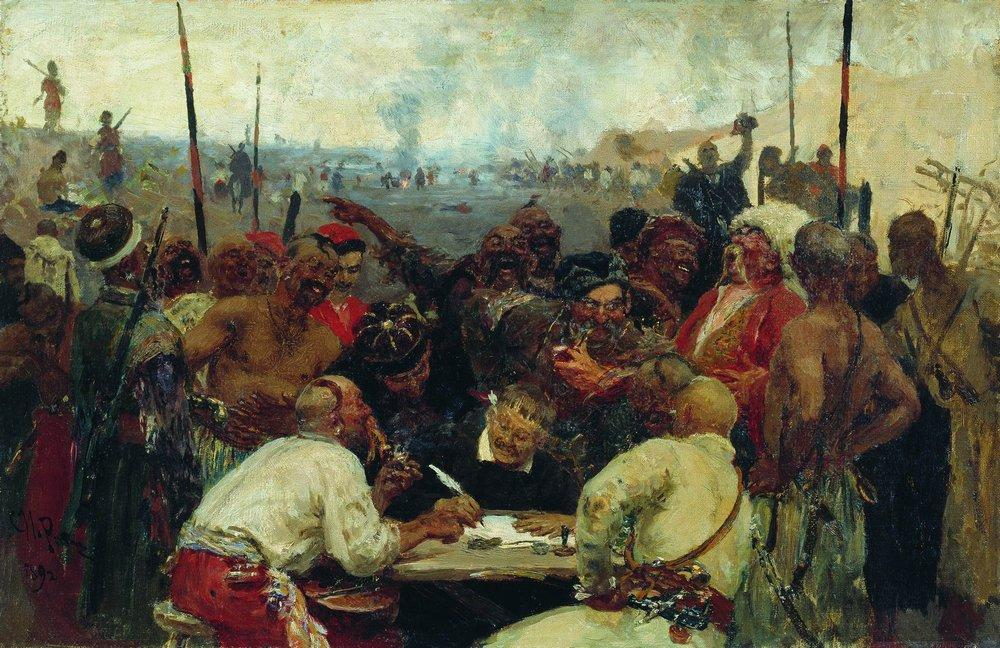
Els cosacs de Zaporíjia escriuen una carta al sultà de Turquia (esbós a l'oli, dècada de 1880)
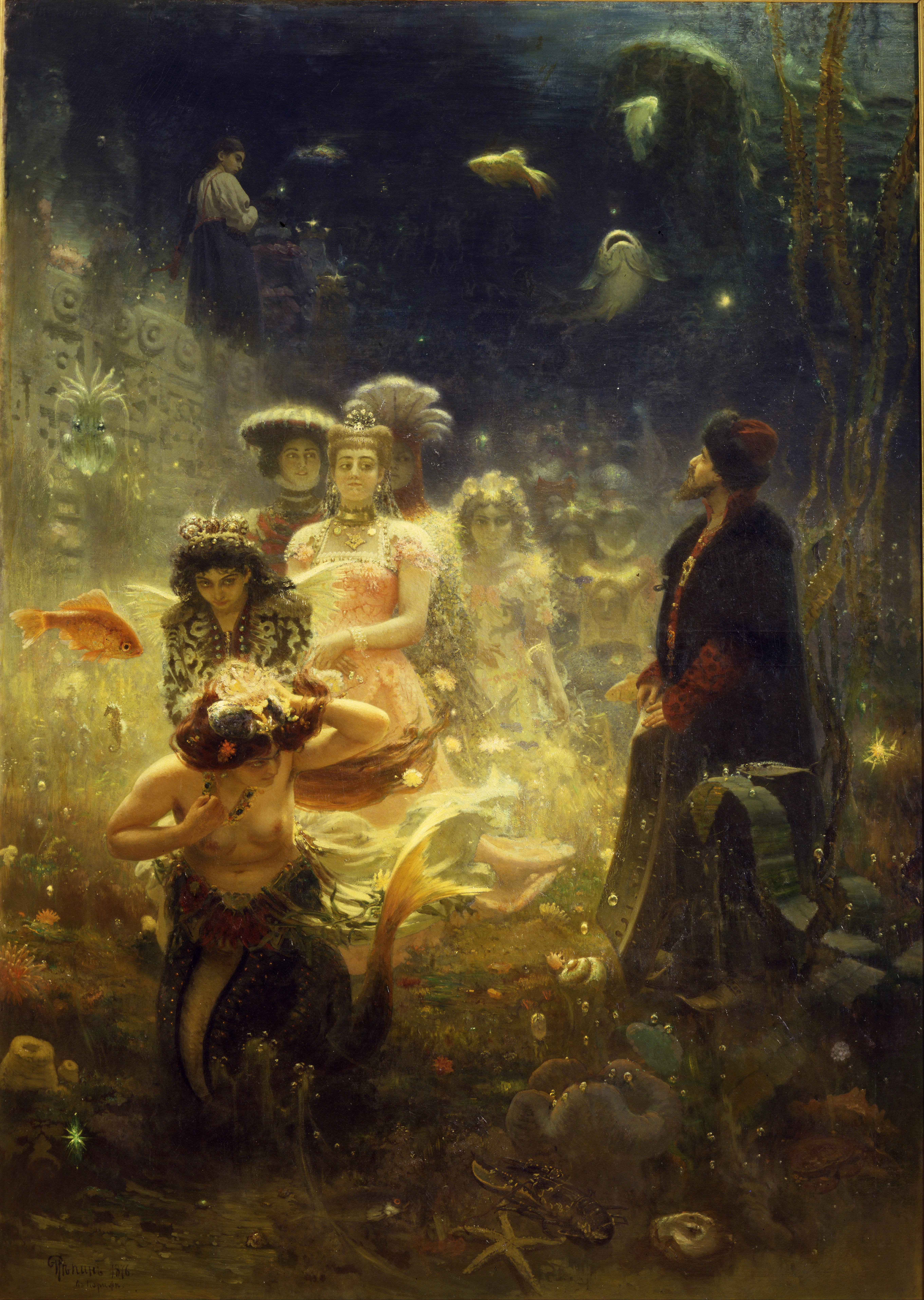
Sadkó al regne subaquàtic (1876)
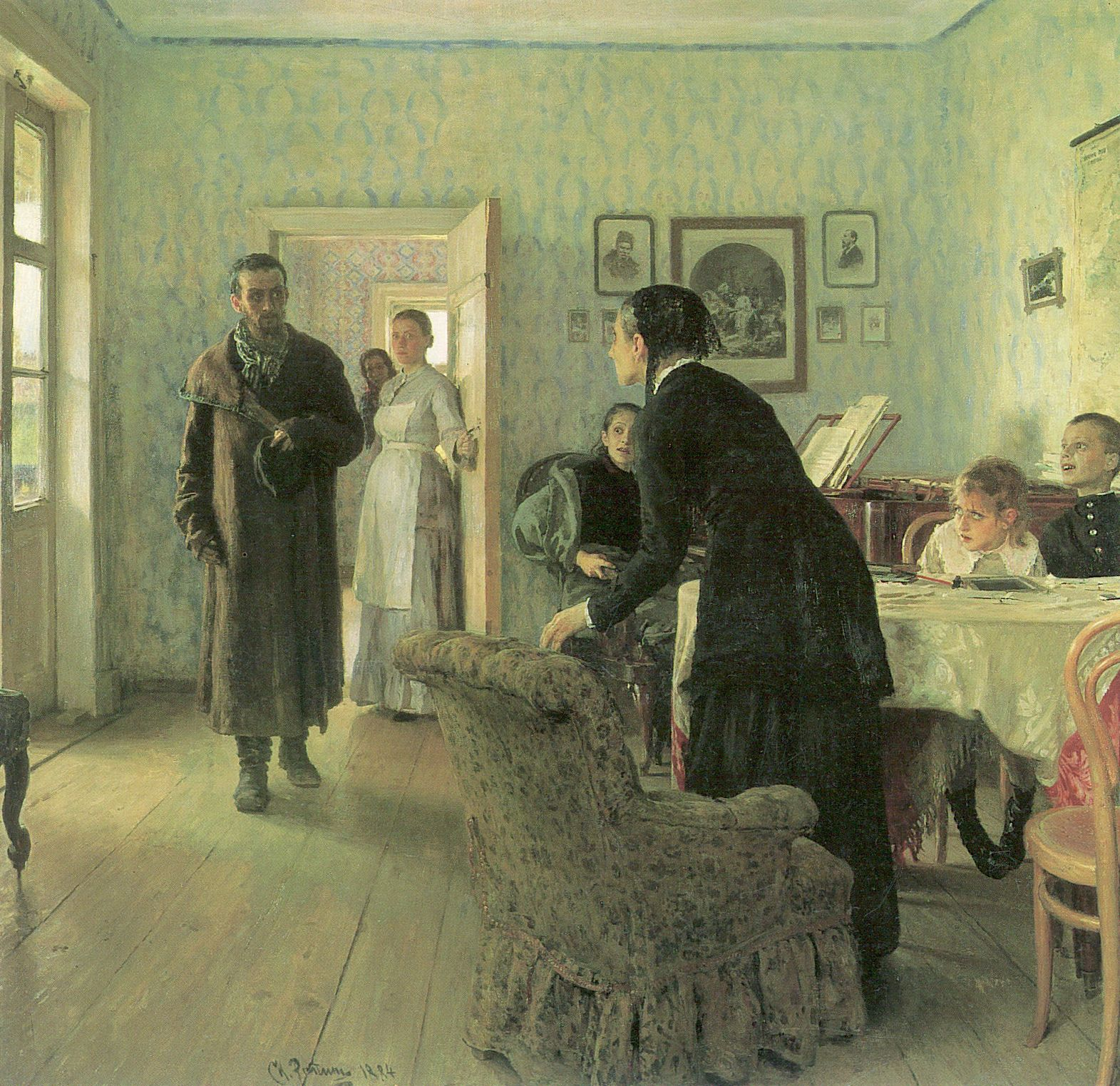
No l'esperaven (1884-1888)
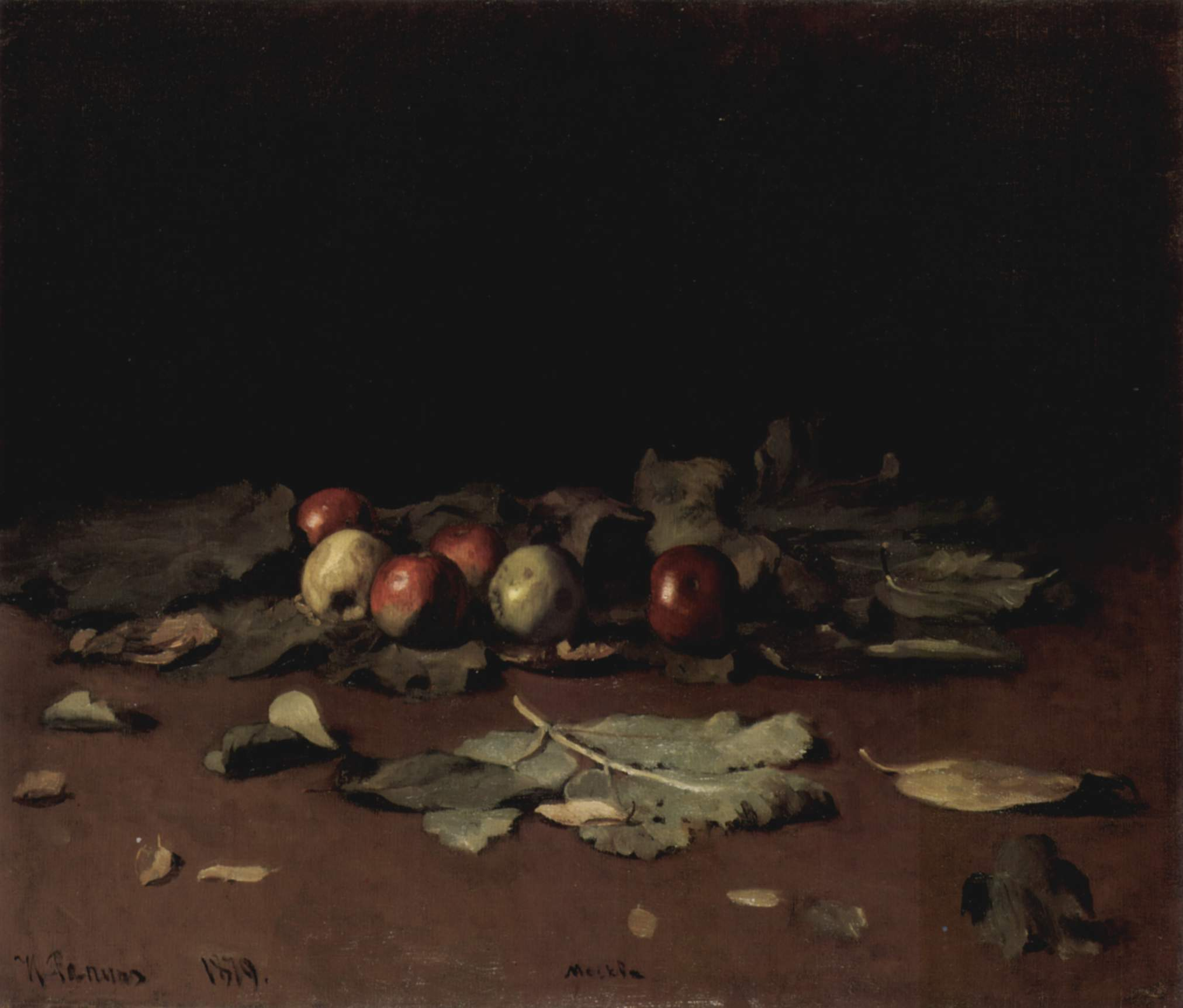
Pomes i fulles (1879)
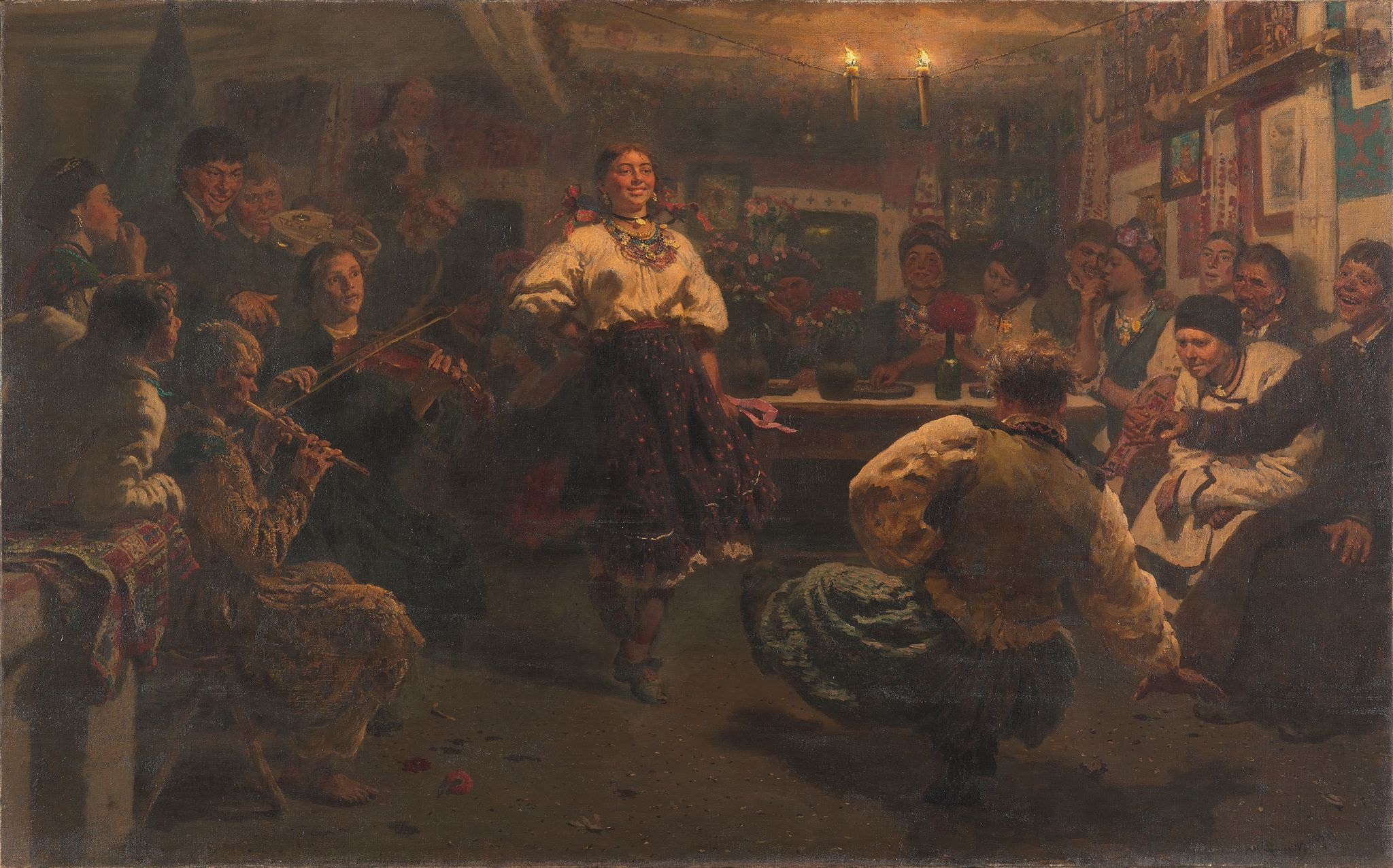
Festa (1883)
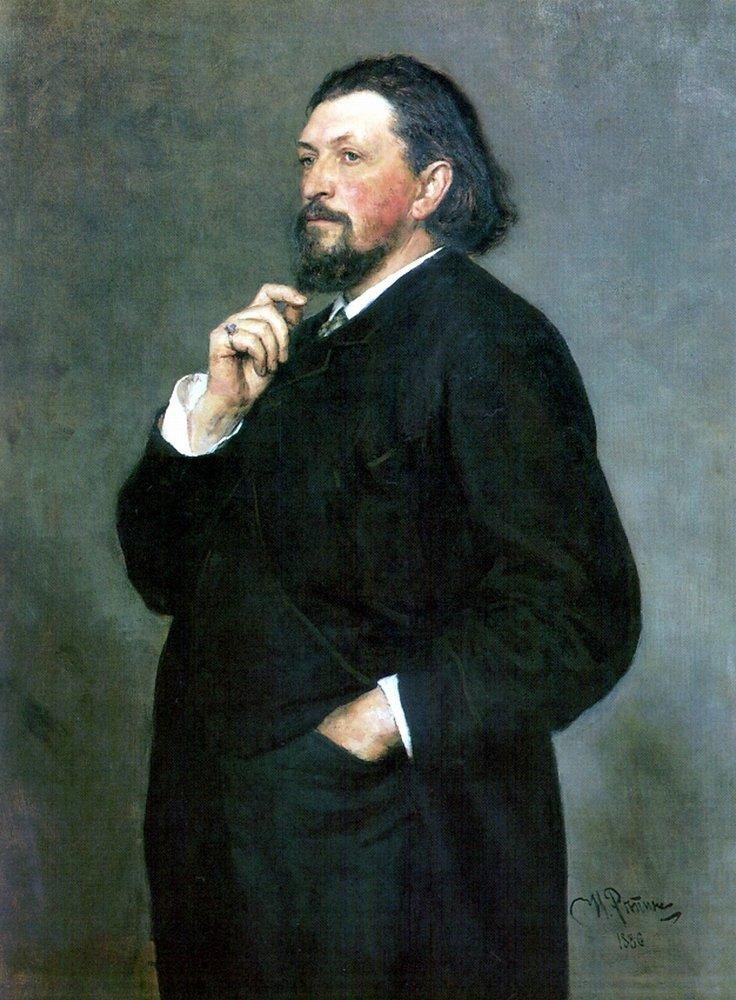
Retrat de Mitrofan Beliàiev (1886)
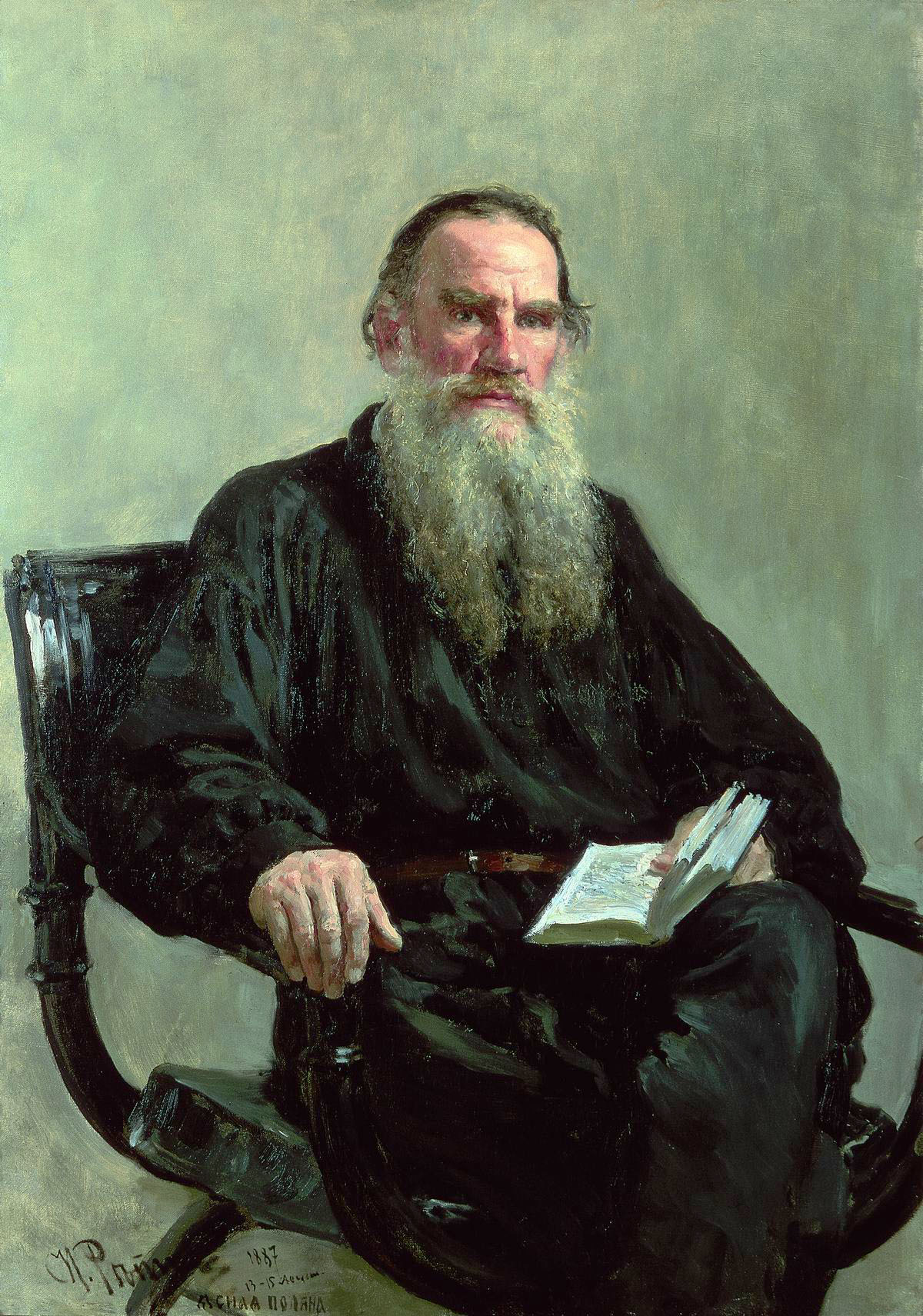
Retrat de Lev Tolstoi (1887)
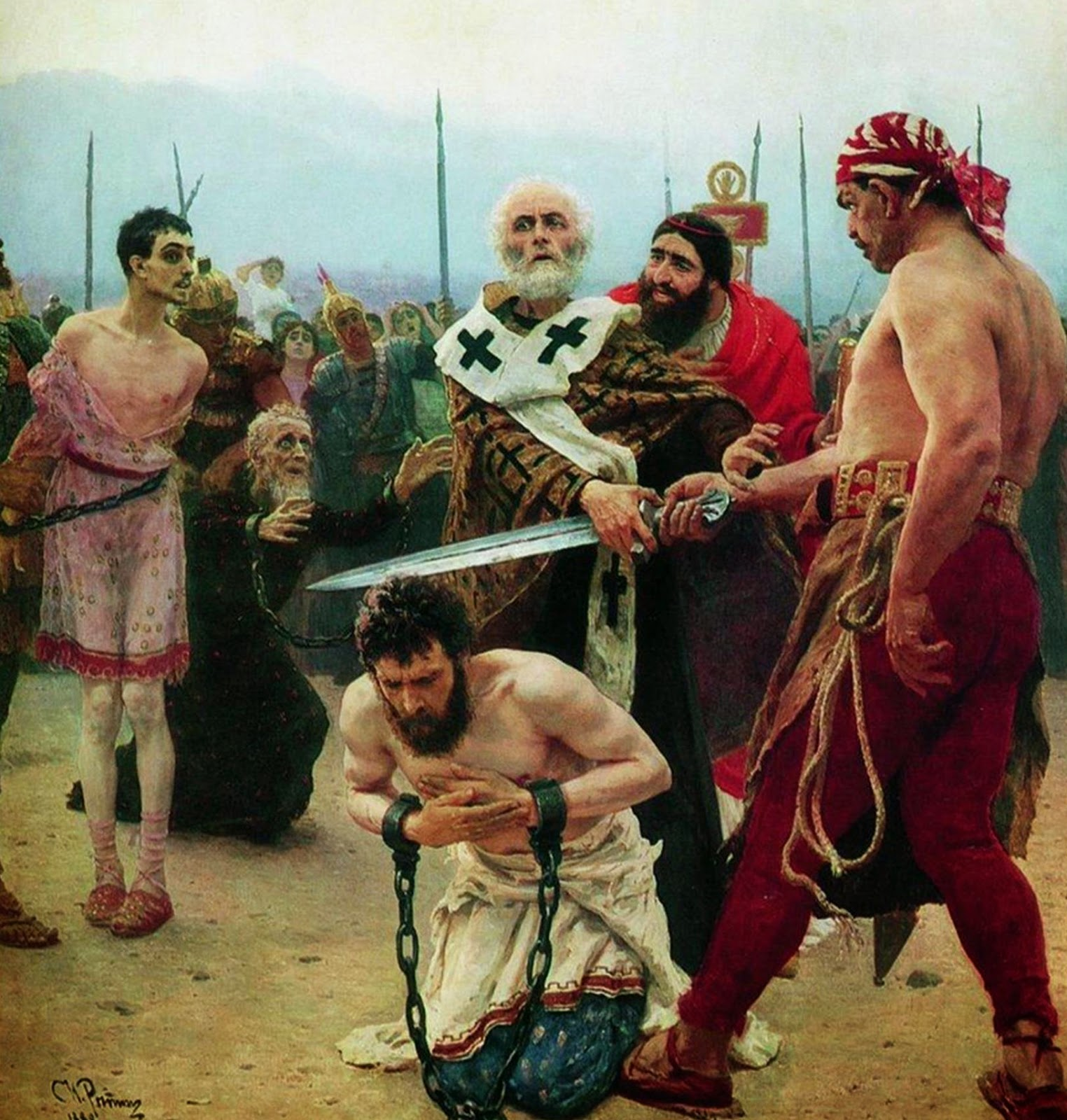
Sant Nicolau de Myra salva tres innocents (1889)
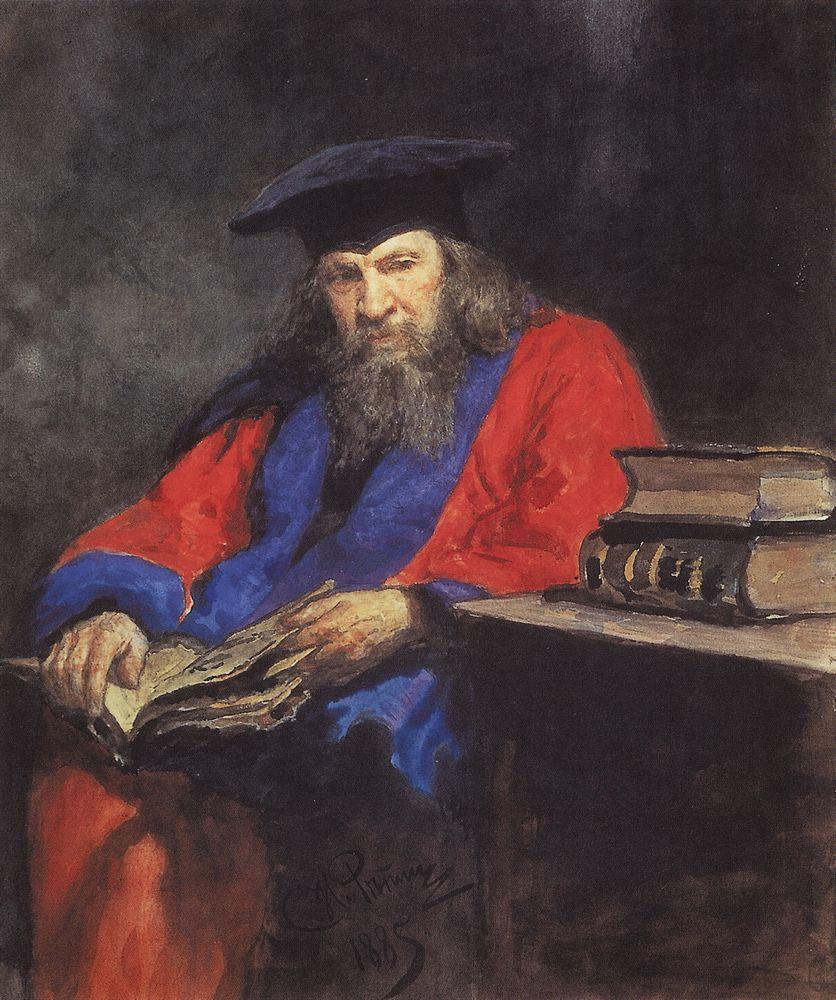
Retrat de Dmitri Mendeléiev (1885)
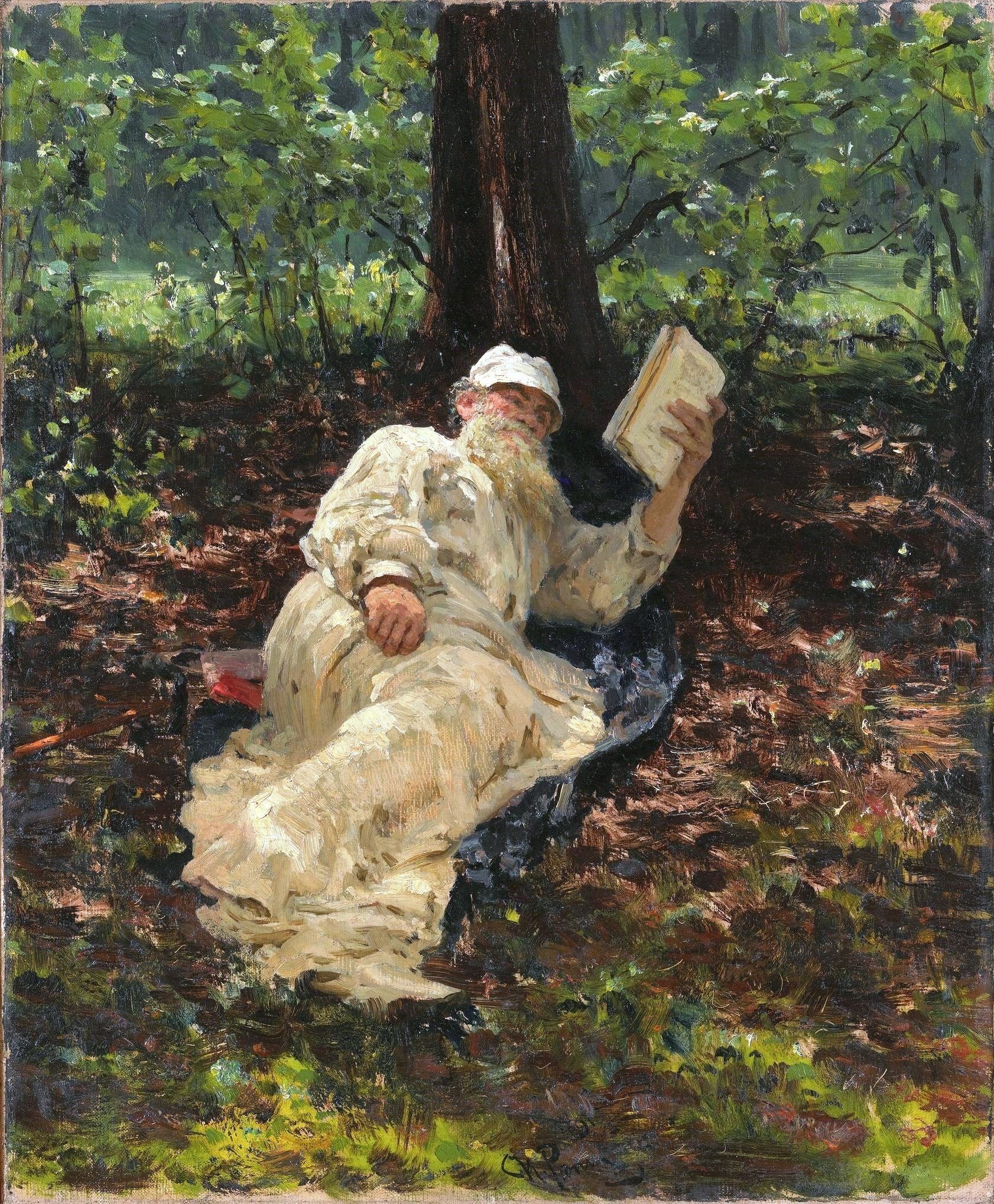
Retrat de Lev Tolstoi (1893)
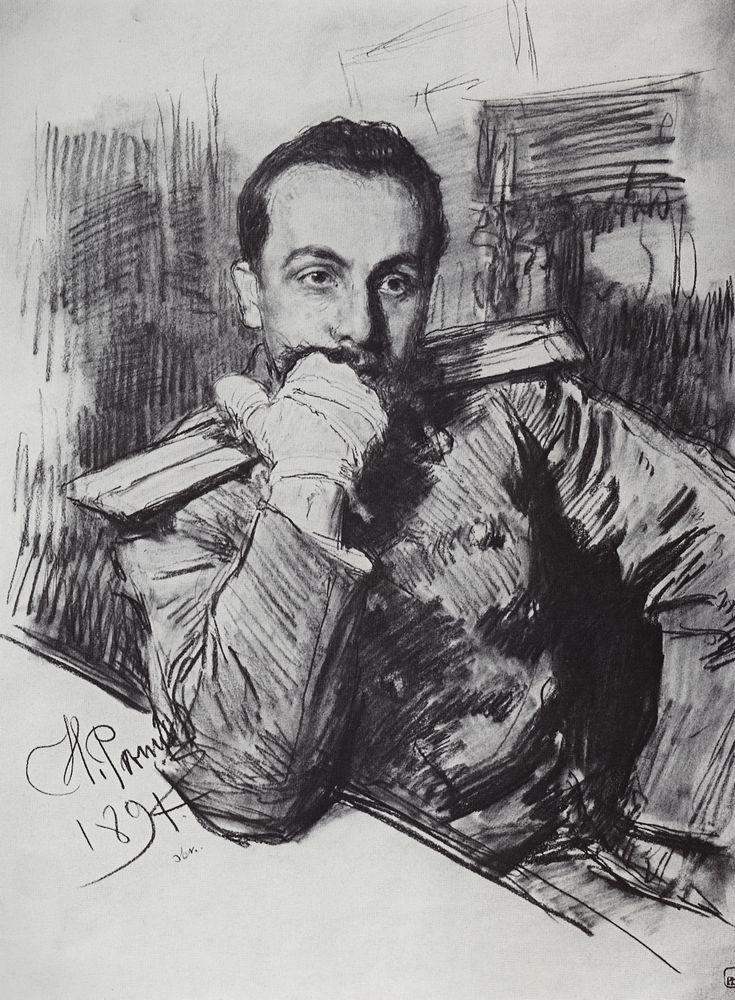
Retrat de l'escriptor Aleksandr Jirkévitx (1894)
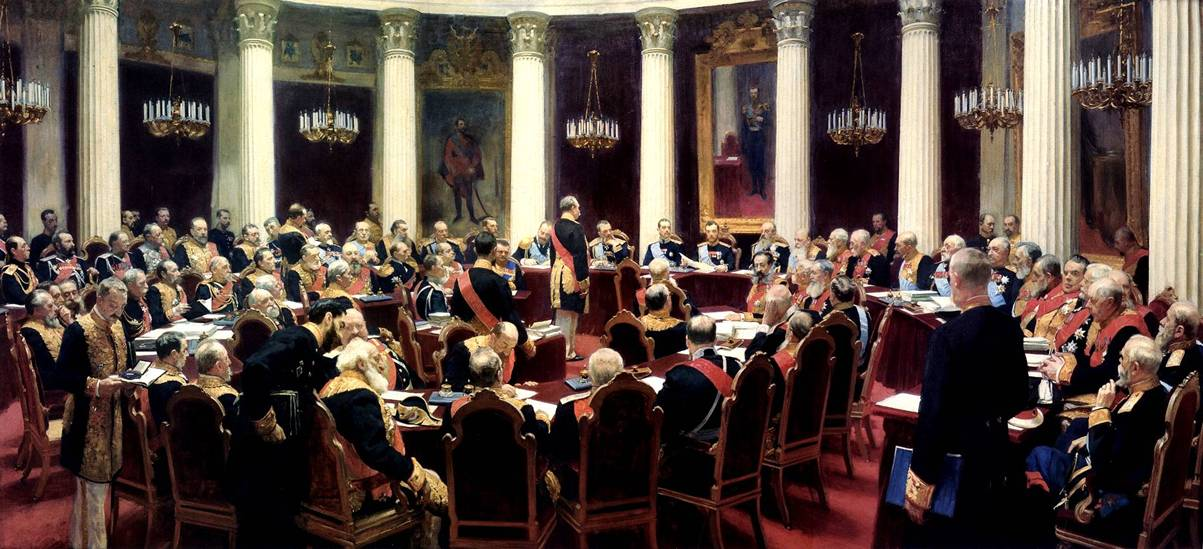
Sessió solemne del Consell d'Estat (1903)
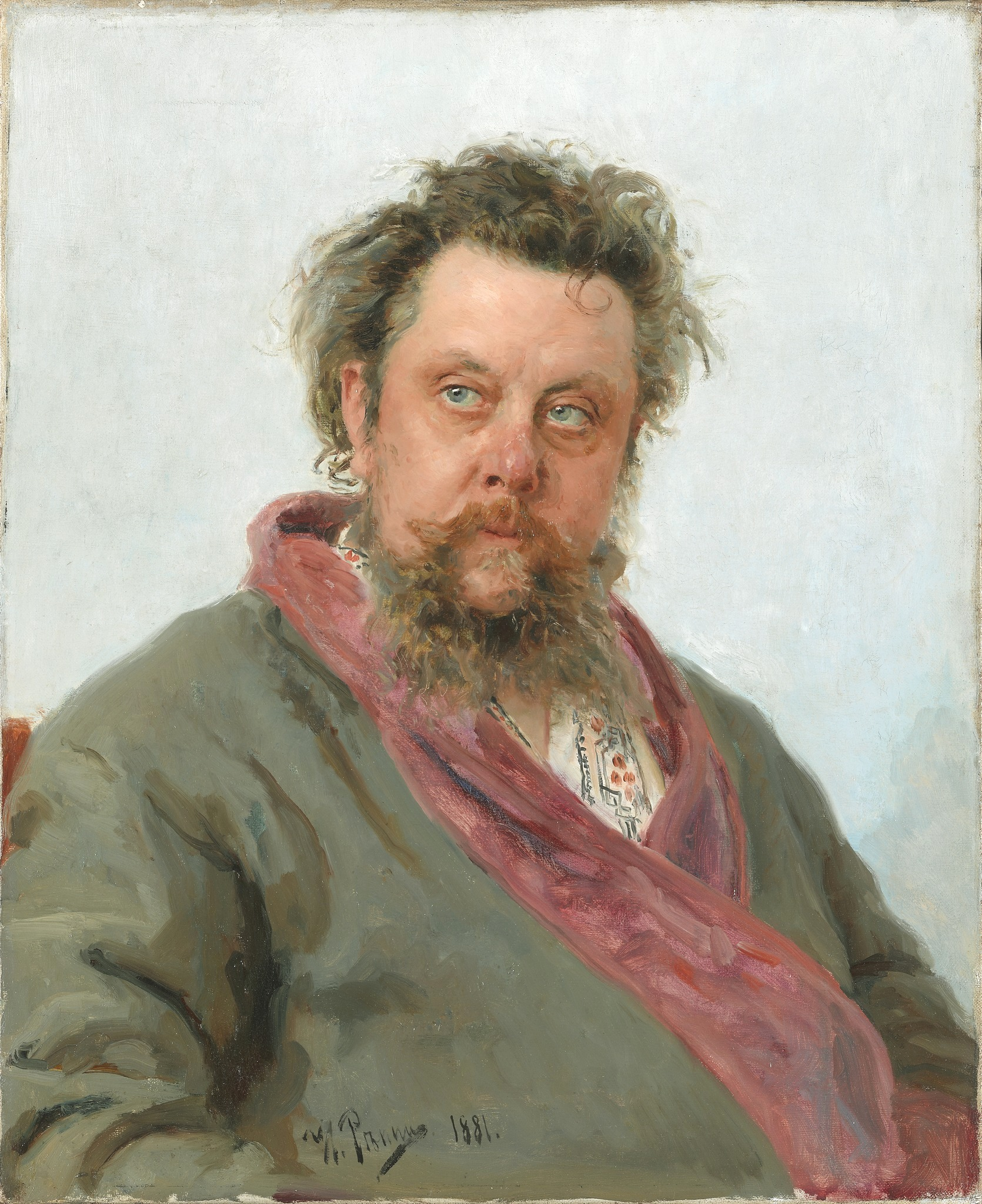
Retrat del compositor Modest Mússorgski (1881)
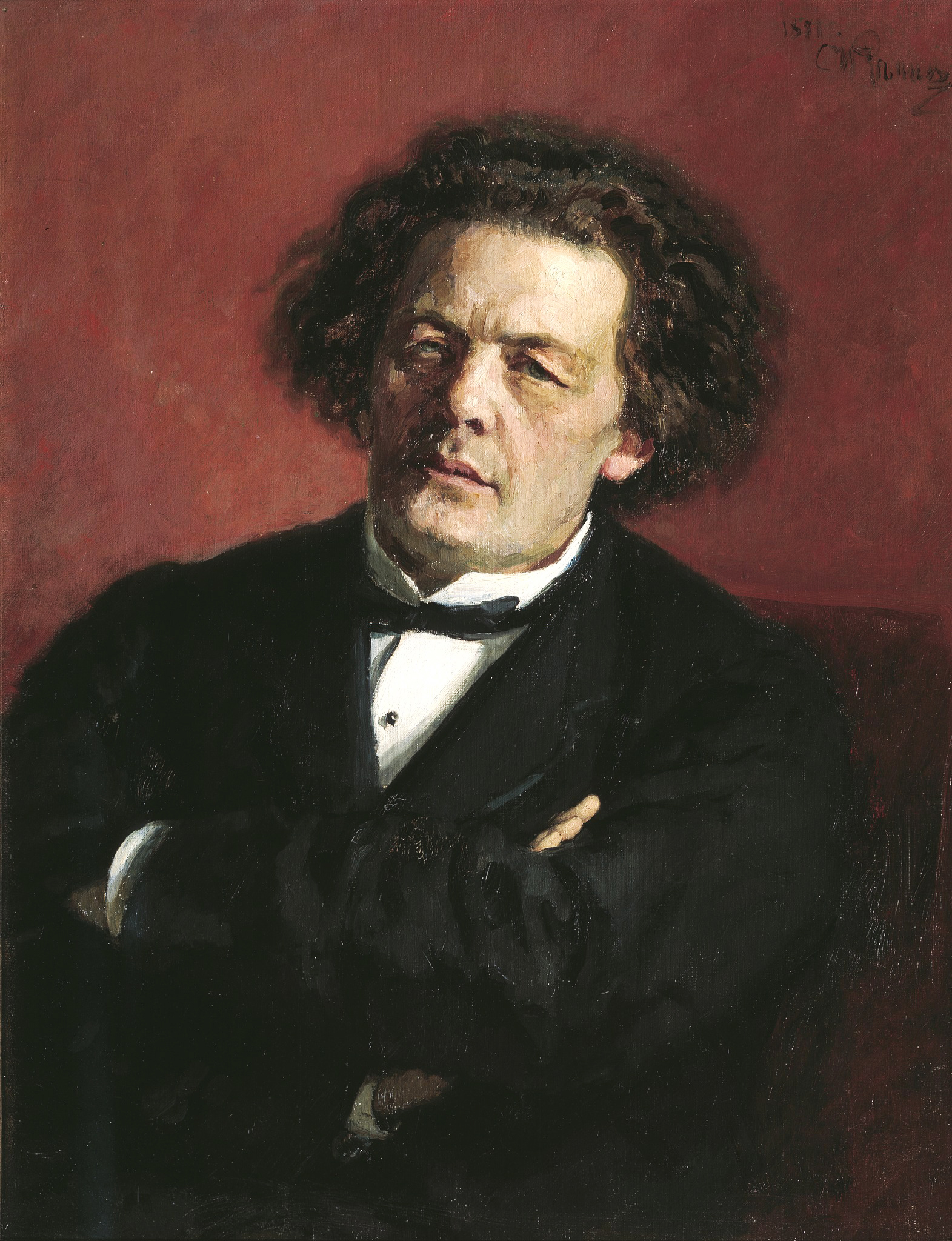
Retrat del compositor Anton Rubinstein (1881)
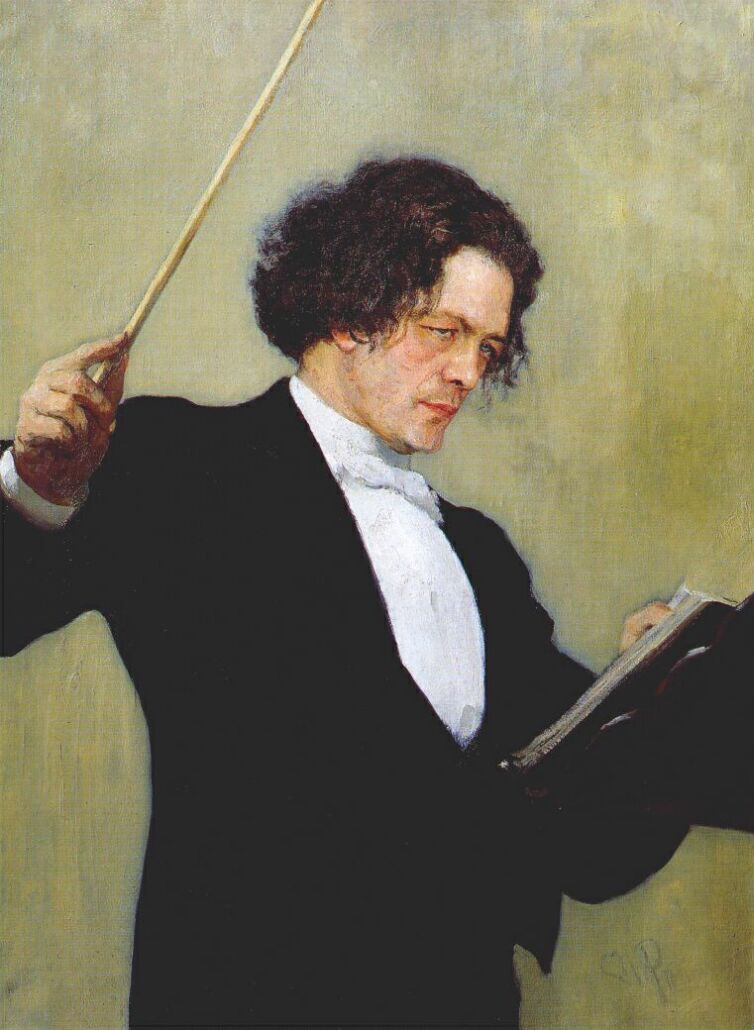
Retrat d'Anton Rubinstein (1887)
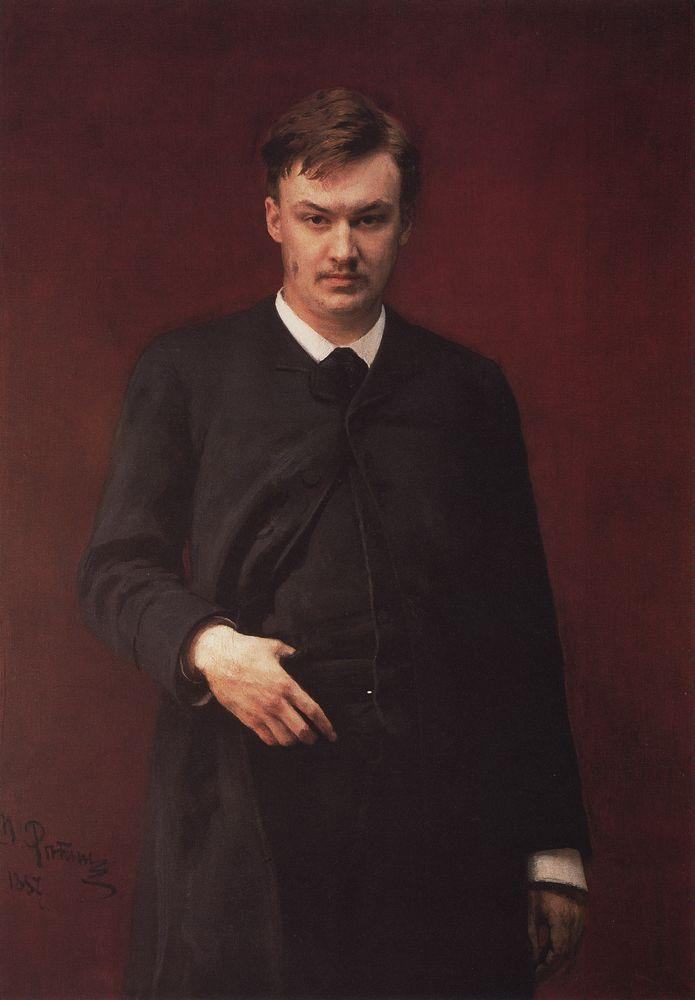
Retrat del compositor Aleksandr Glazunov (1887)
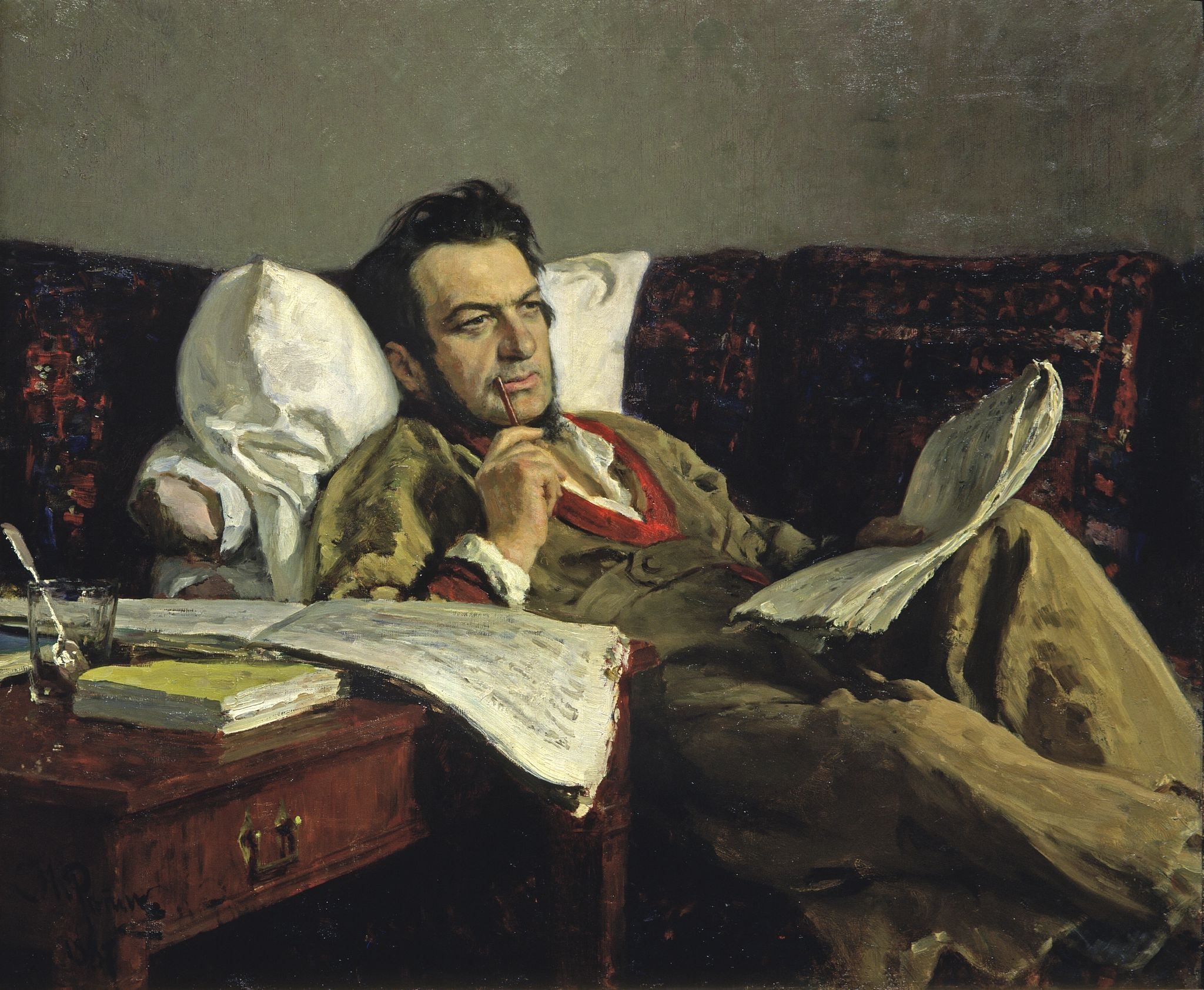
Retrat del compositor Mikhaïl Glinka (1887)
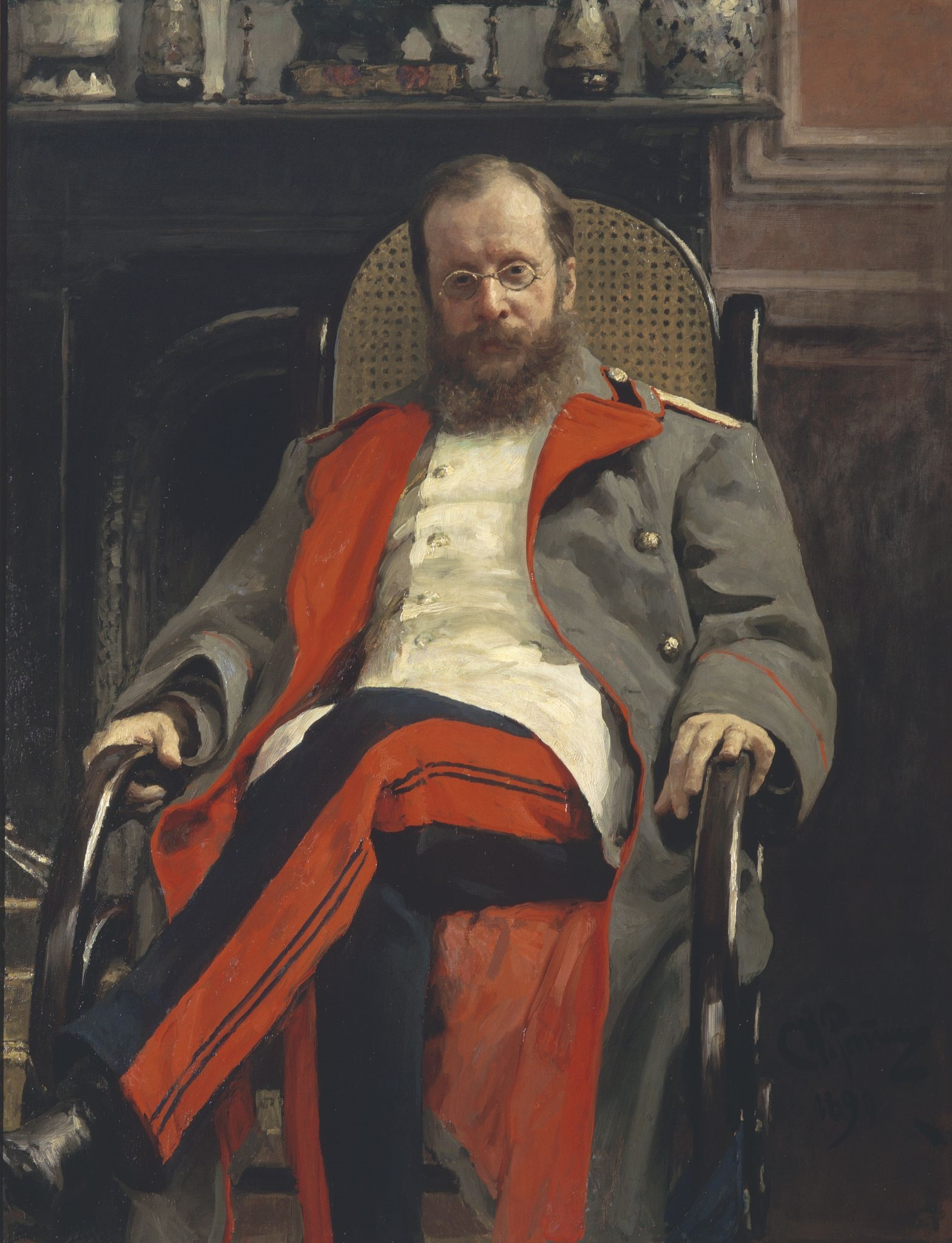
Retrat del compositor César Cuí (1890)
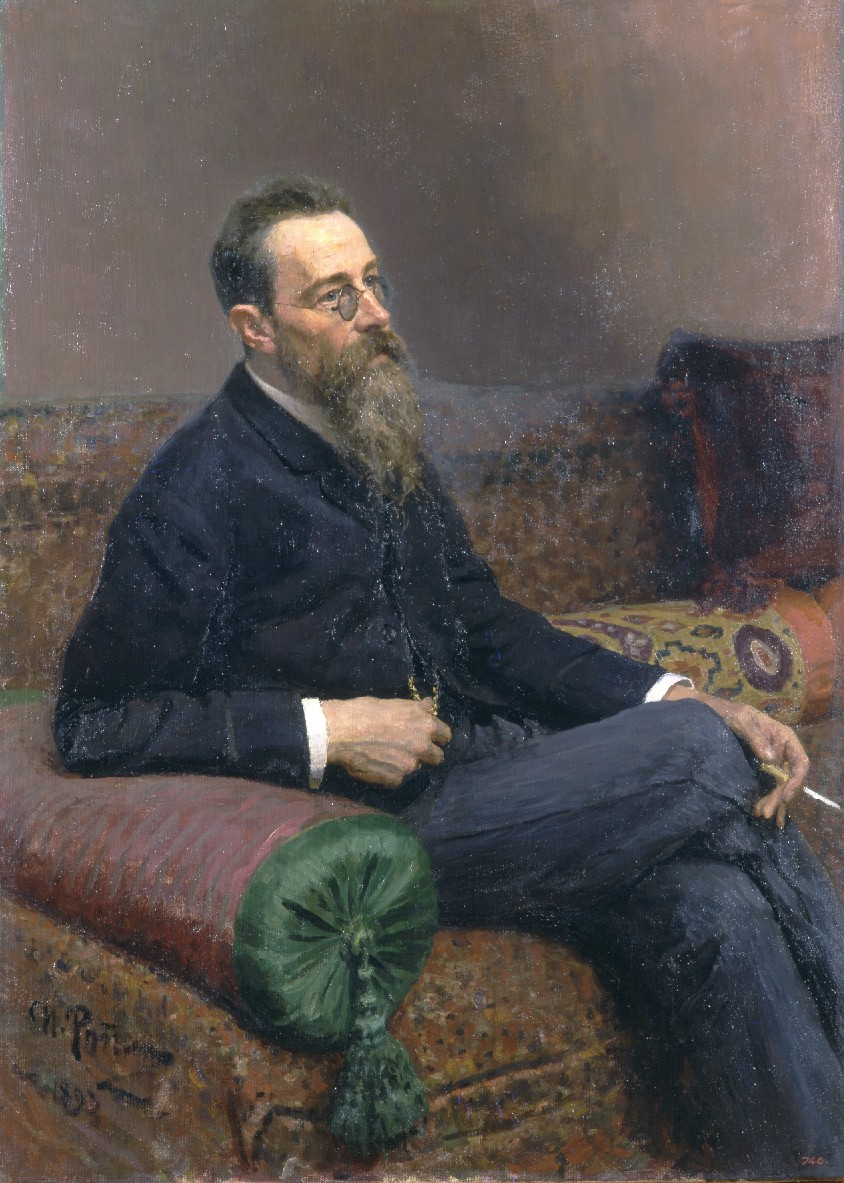
Retrat del compositor Nikolai Rimski-Kórsakov (1893)
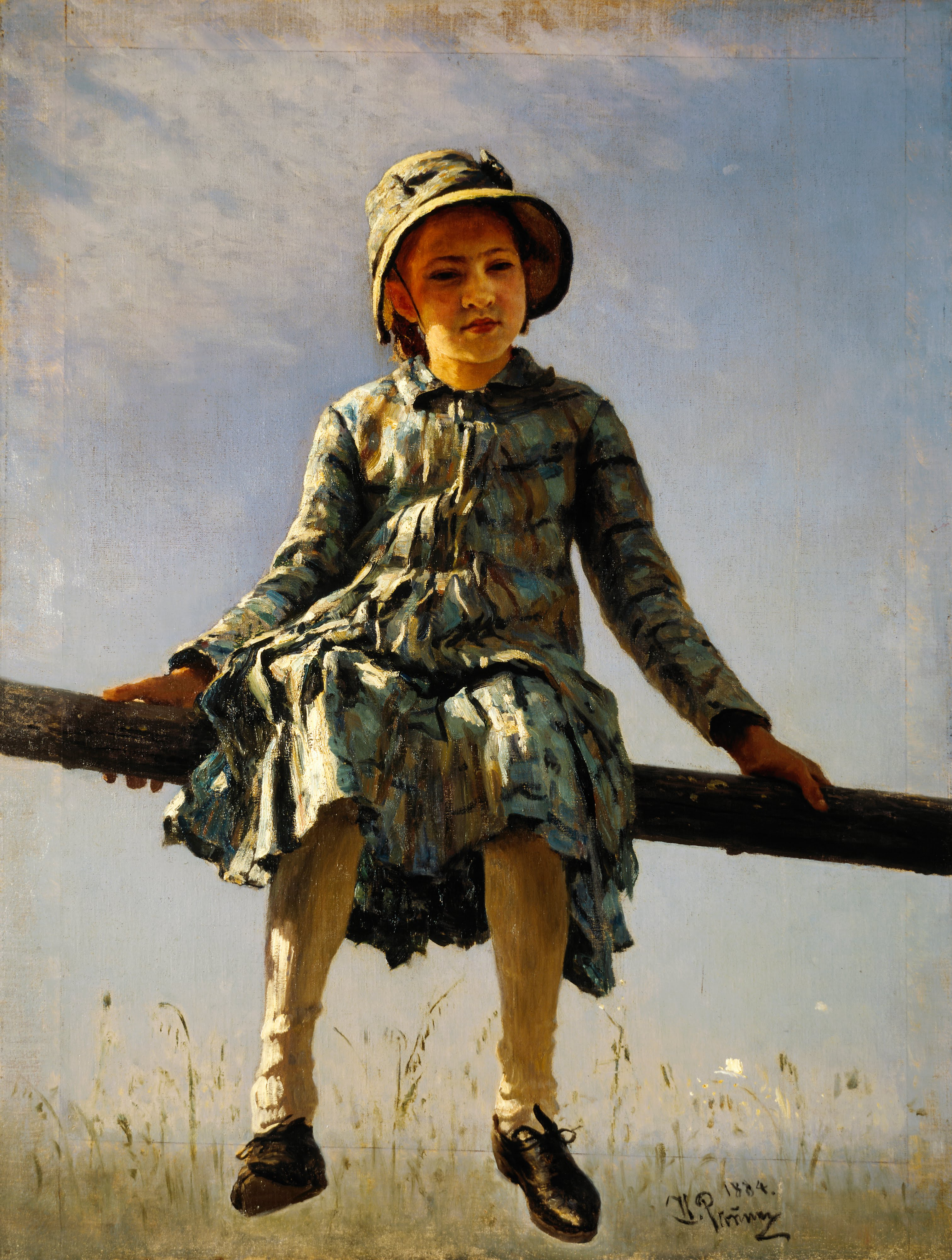
Retrat de Vera,, la filla de l'artista (1884)
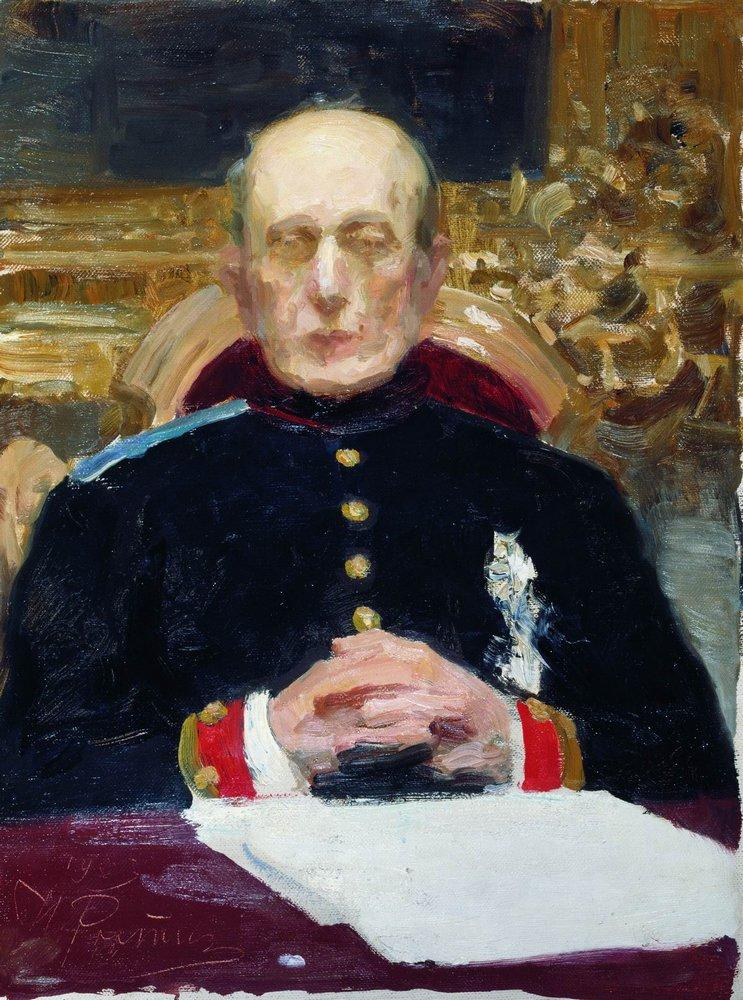
Retrat de Konstantín Pobedonóstsev (esbós, 1903)
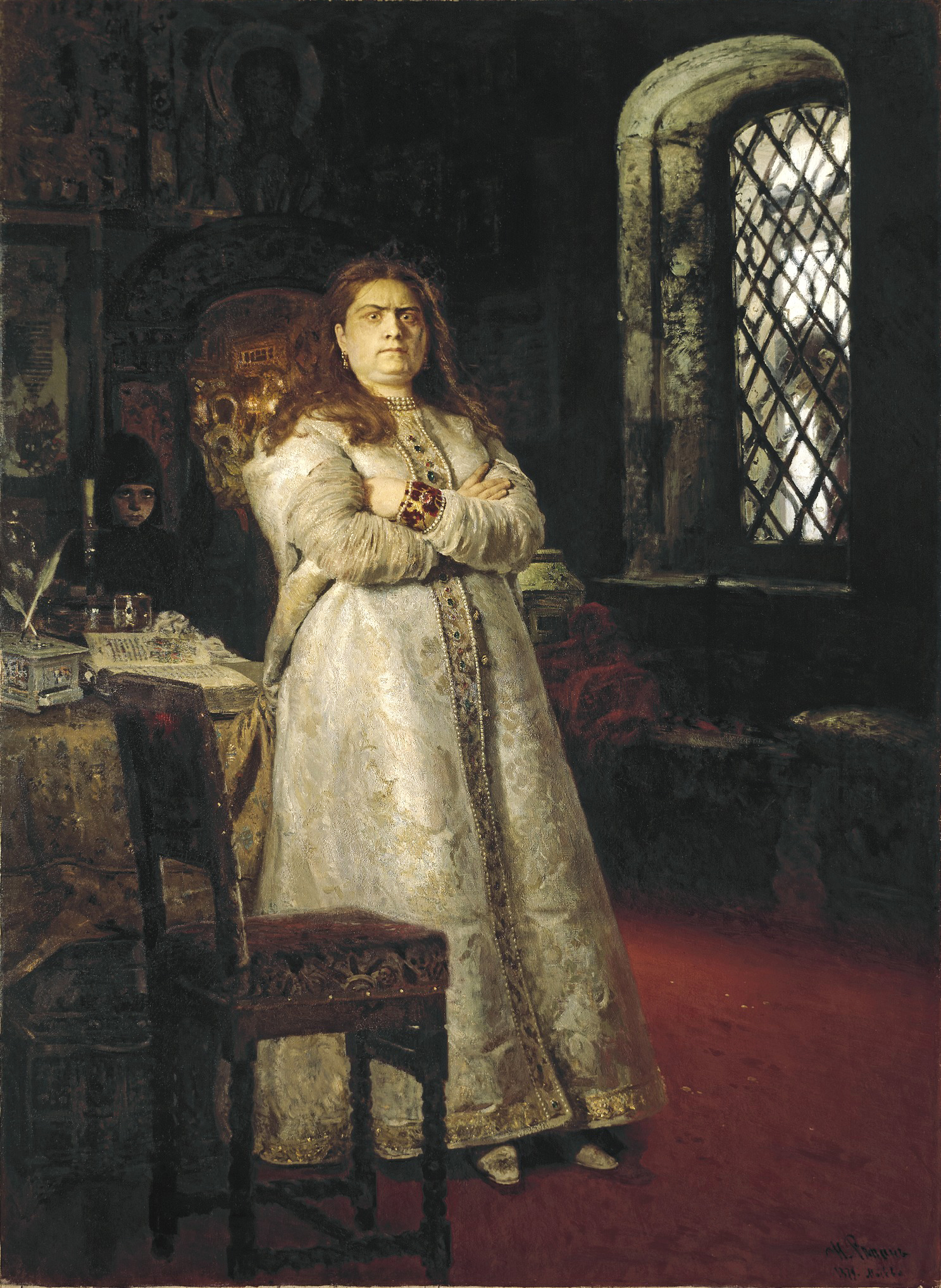
Retrat de la regent Sofia Alekséievna (1879)
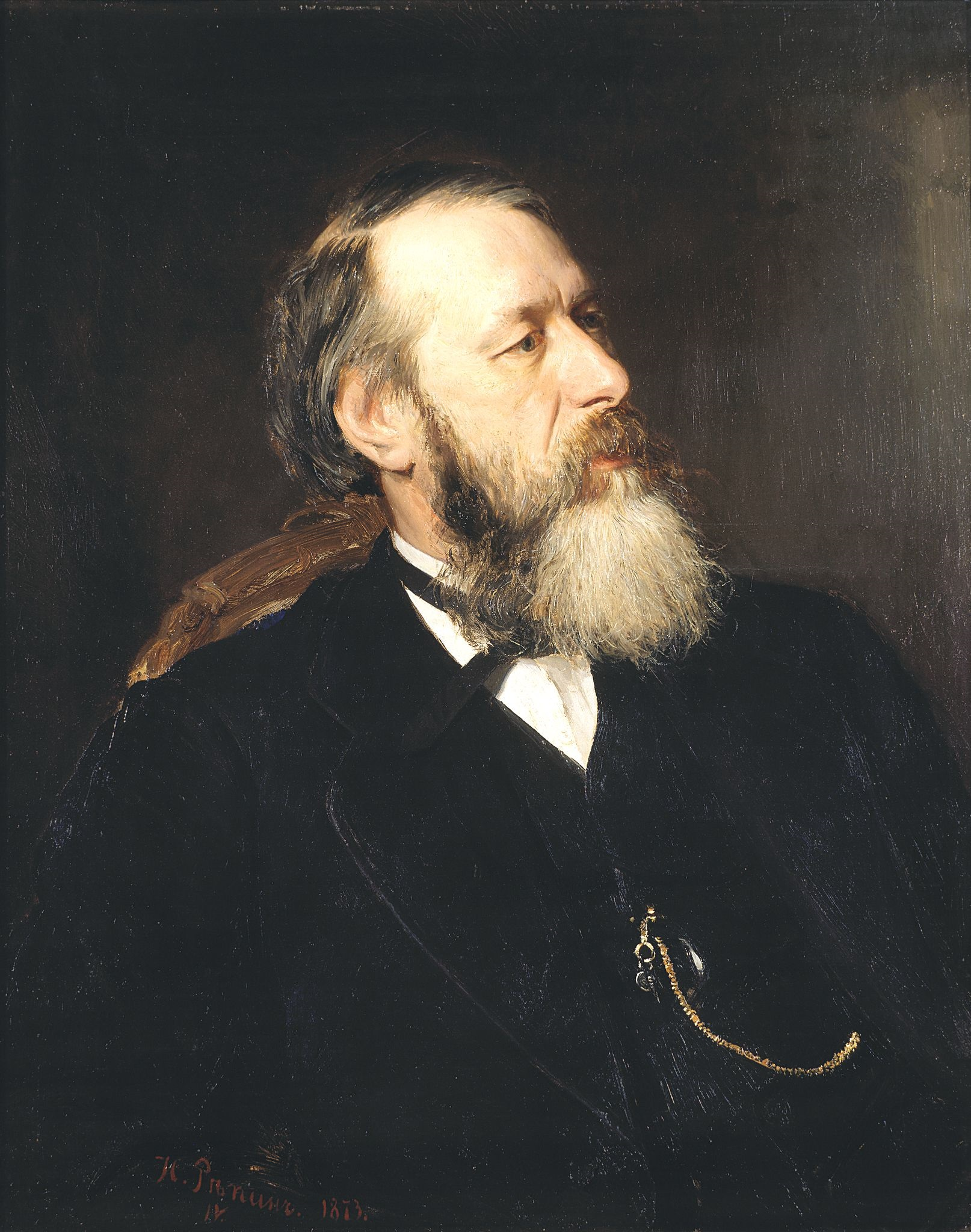
Retrat de l'historiador d'art i crític musical Vladímir Stàsov (1873)
Retrat de Vladímir Stàsov (1883)
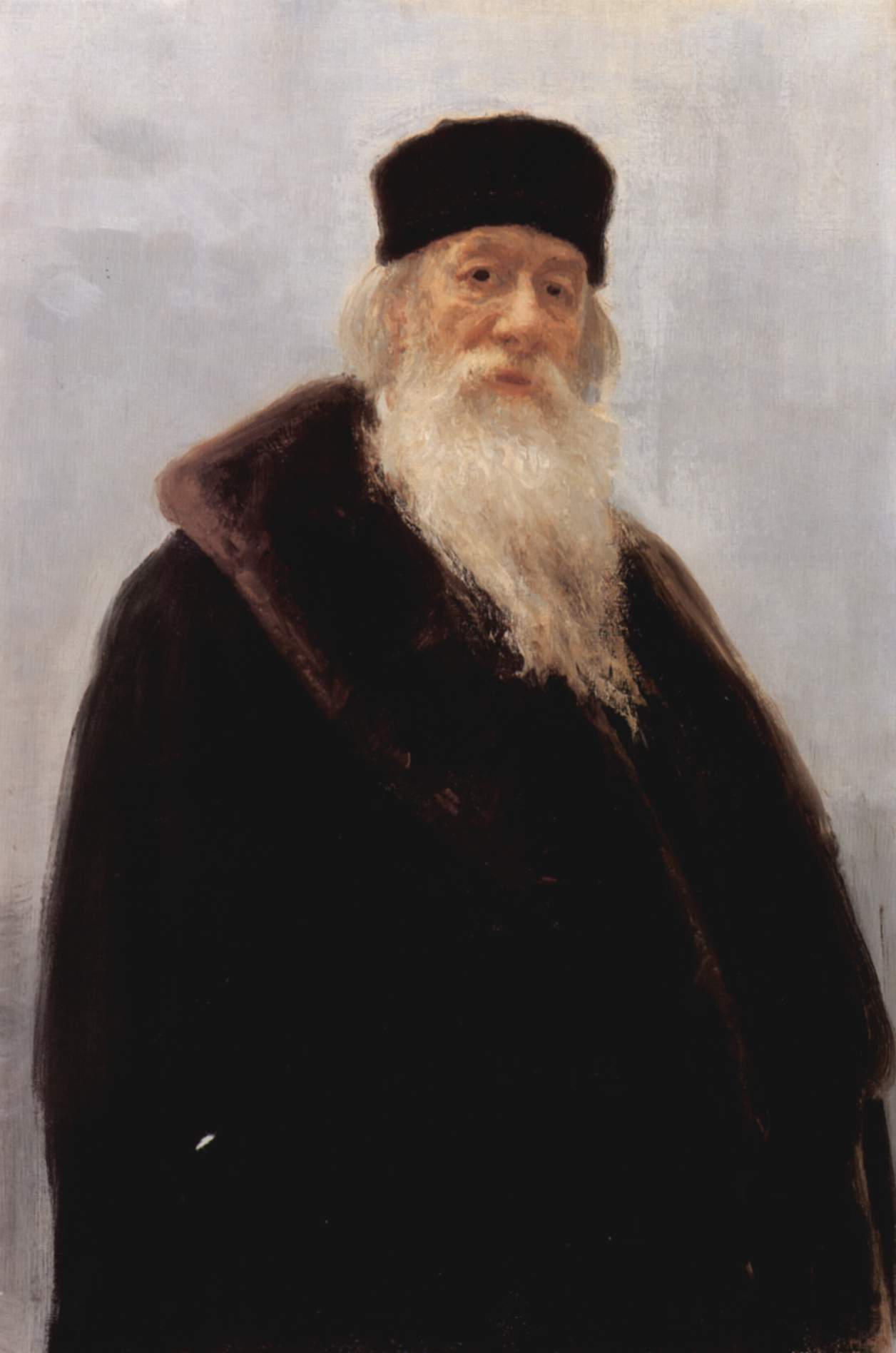
Retrat de Vladímir Stàsov (1900)
Retrat del filantrop Pàvel Tretiakov (1883)
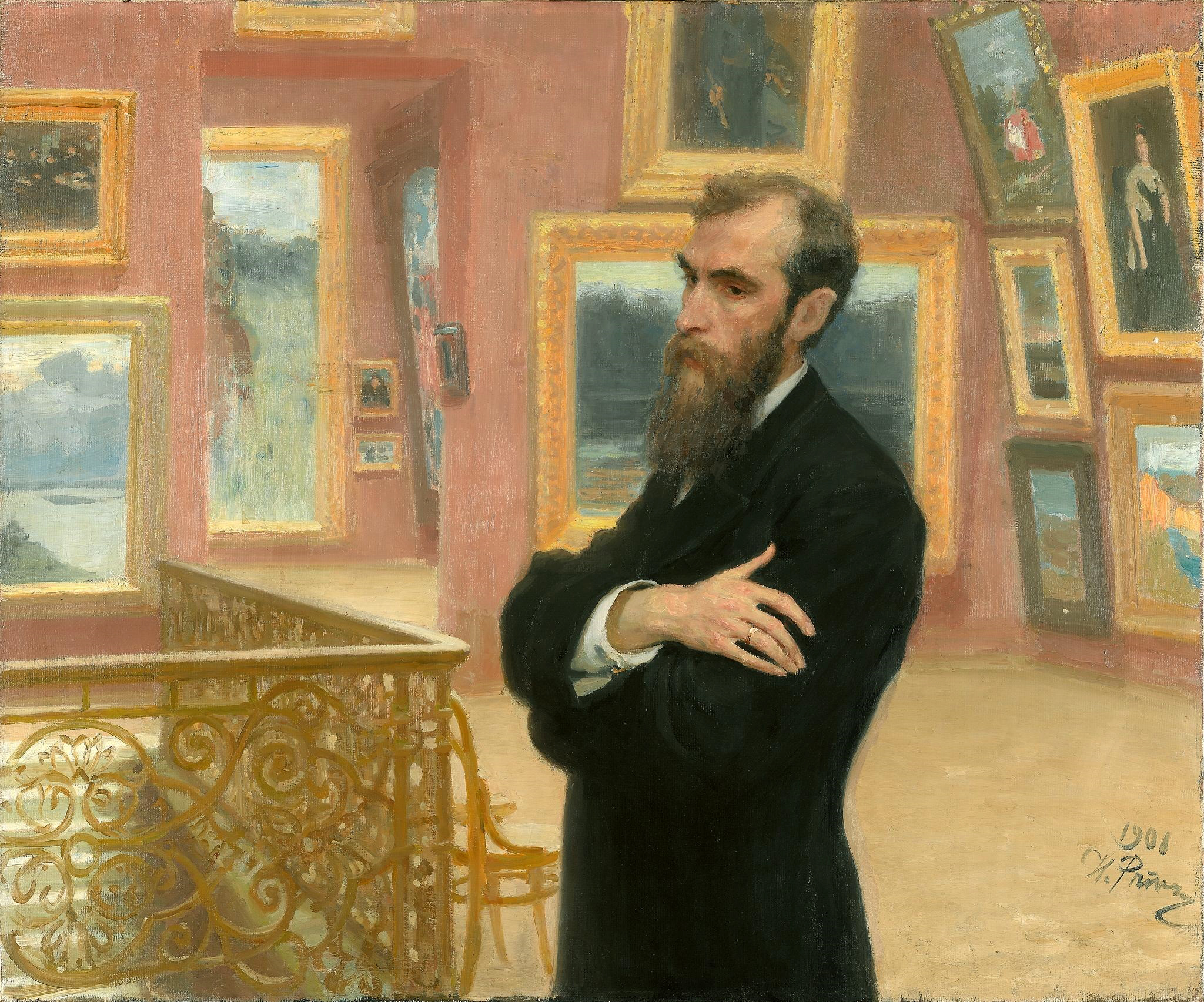
Retrat de Pàvel Tretiakov (1901)
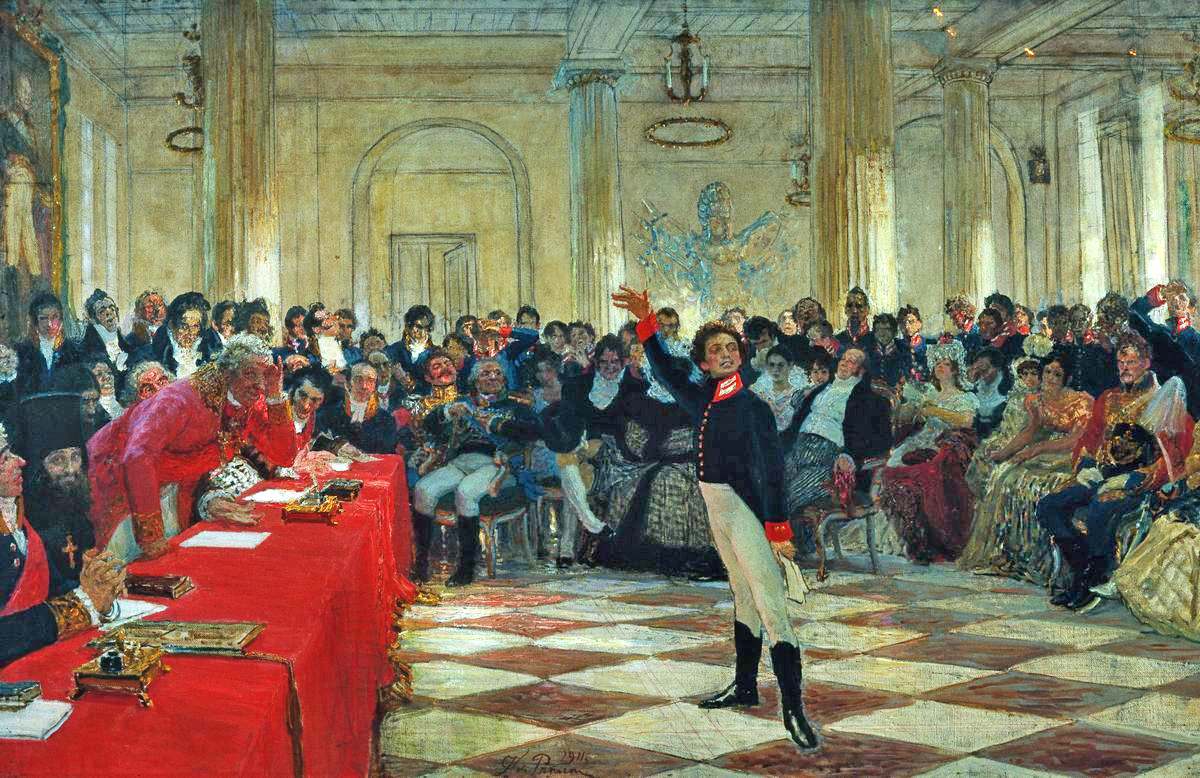
Aleksandr Puixkin amb 14 anys recitant un poema davant de Gavriïl Derjavin (1911)
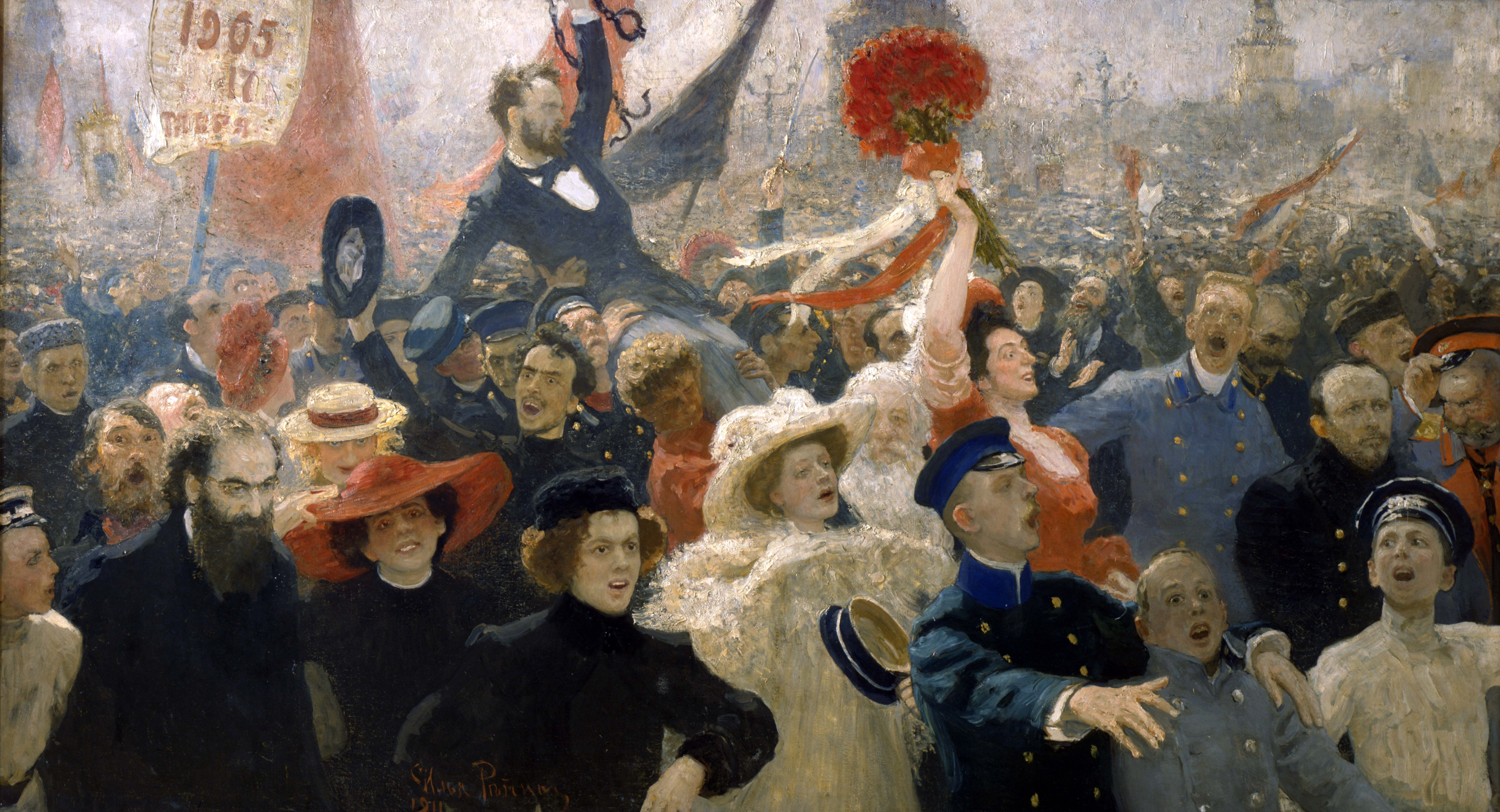
Manifiest d'Octubre (1906-1911)
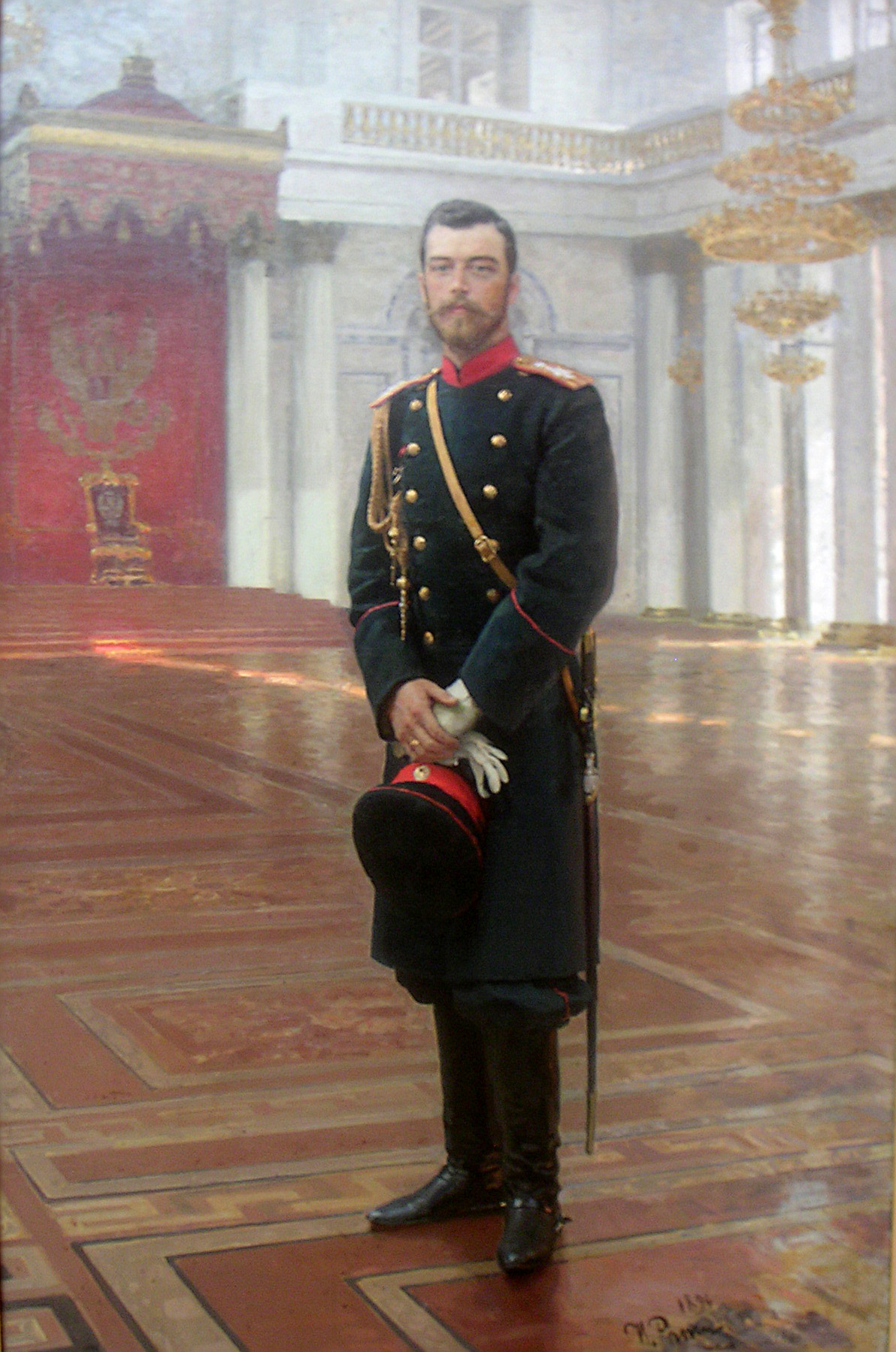
Retrat de l'Emperador Nicolau II (1896)
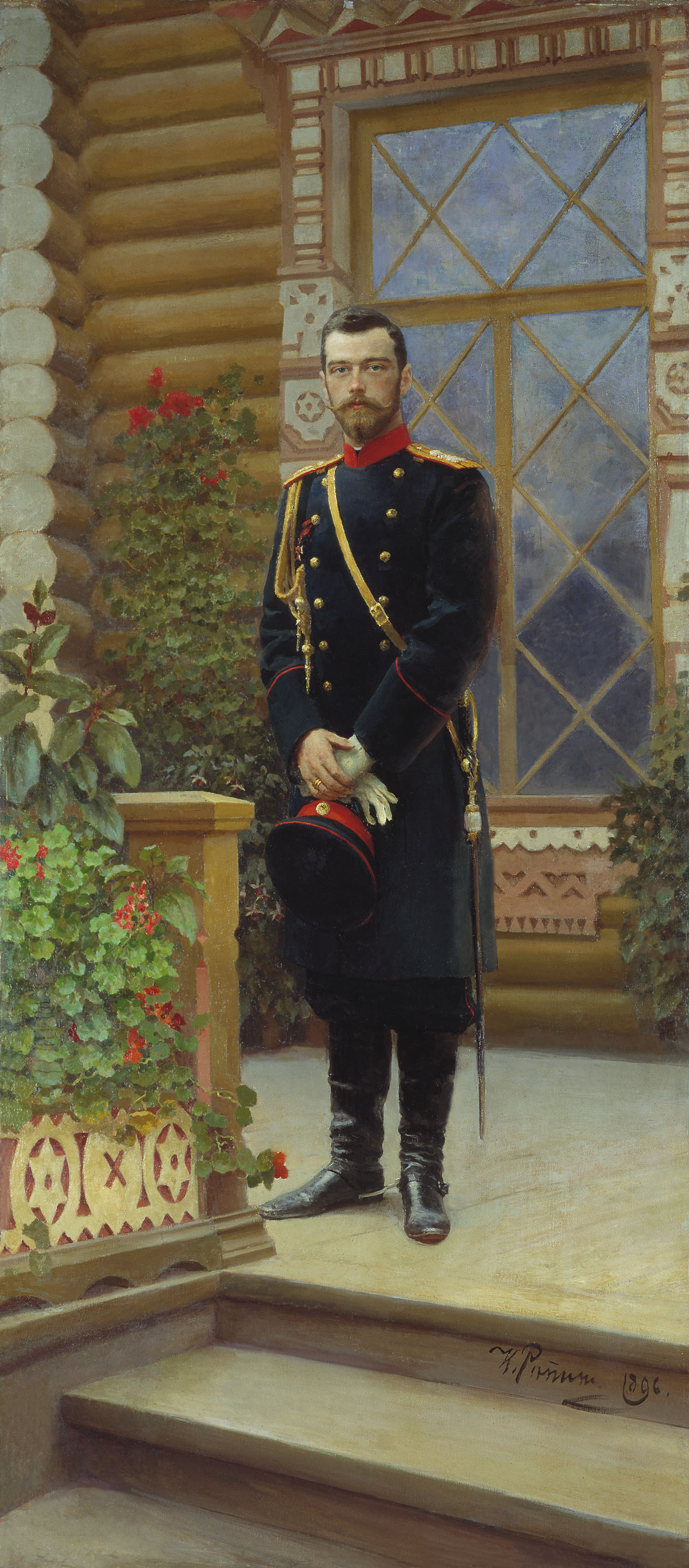
Nicolau II (1896)
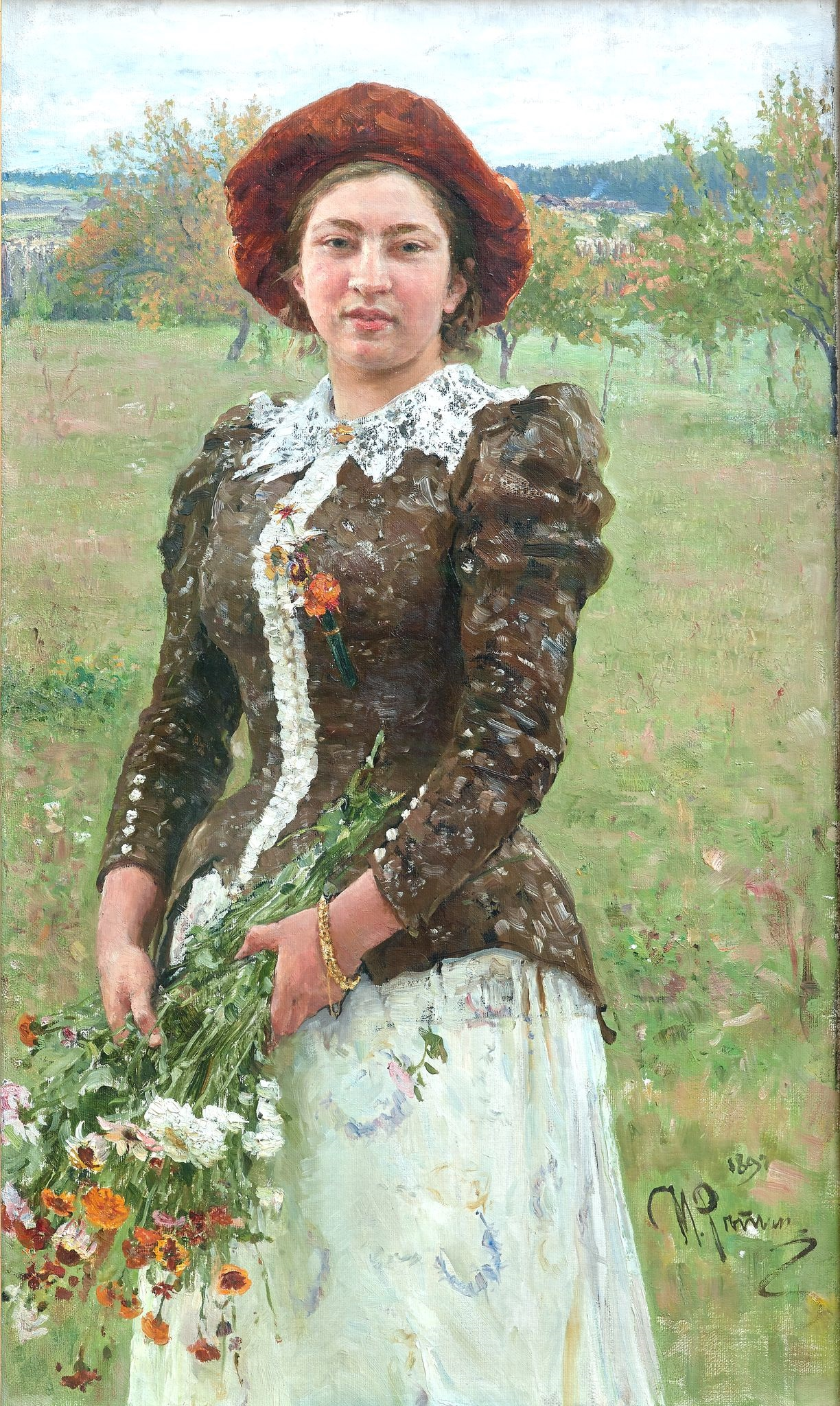
El ram de tardor. Retrat de Verónika Répina (1892)
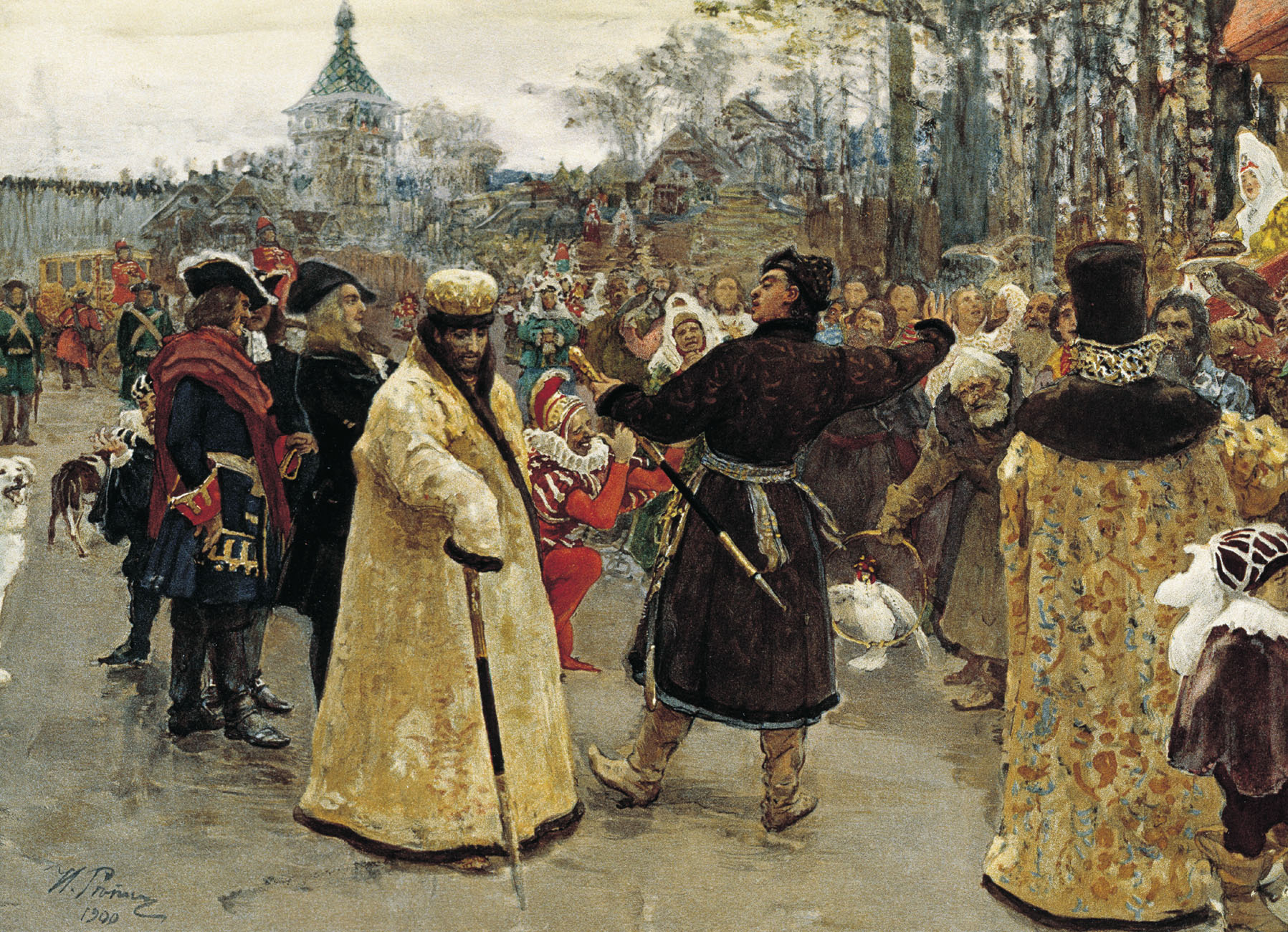
Arribada dels tsars Pere I i Ivan V (1900)
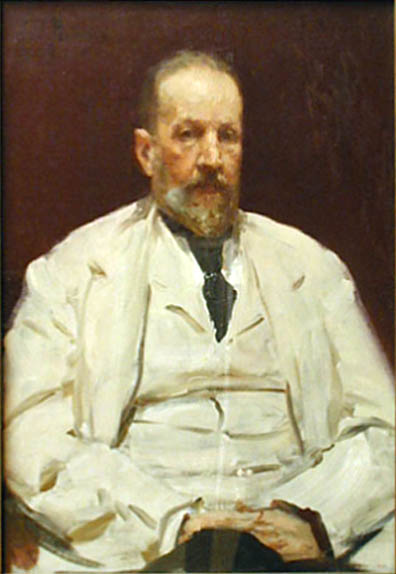
Retrat del ministre de finances Serguei Witte (1903)
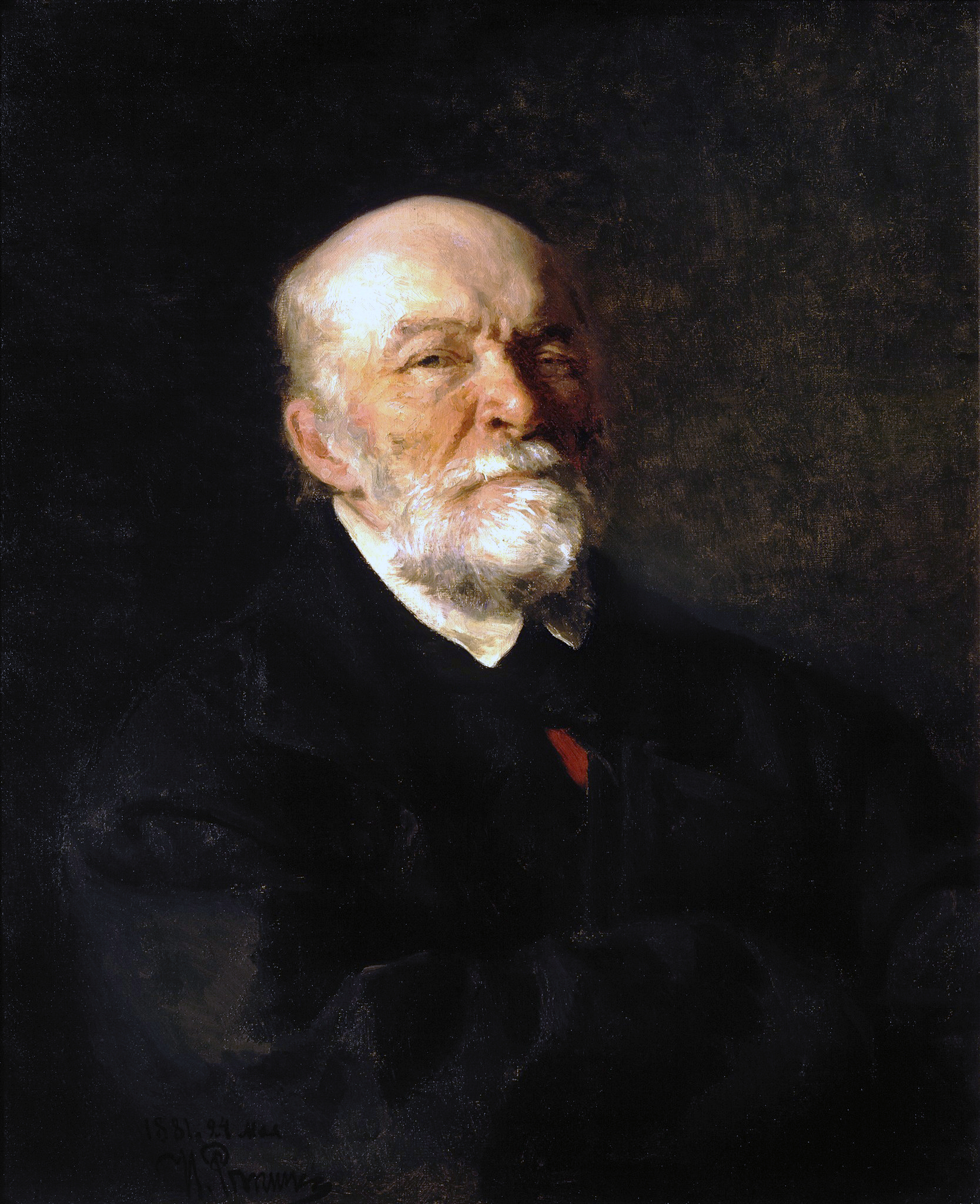
Retrat del científic i cirurgià Nikolai Pirogov (1881)
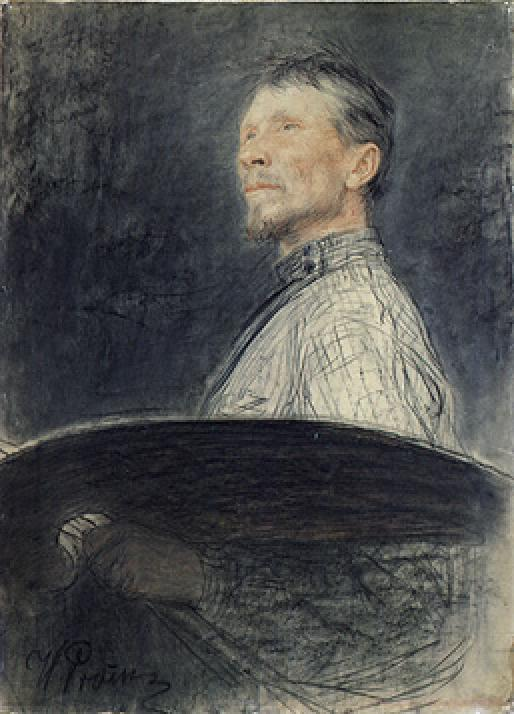
Retrat del pintor Abram Iefímovitx Arkhípov
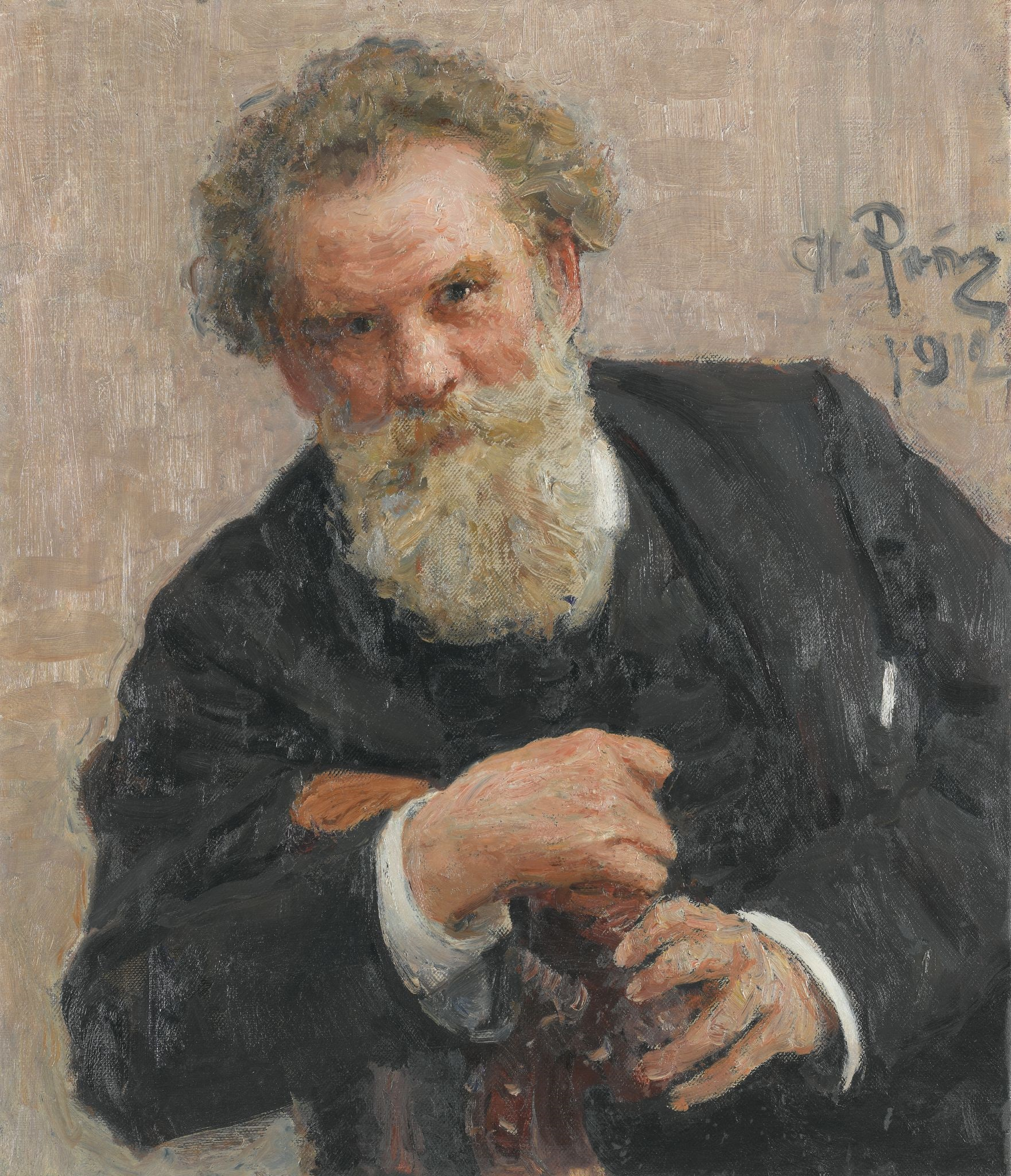
Retrat de l'escriptor i periodista Vladímir Korolenko (1912)
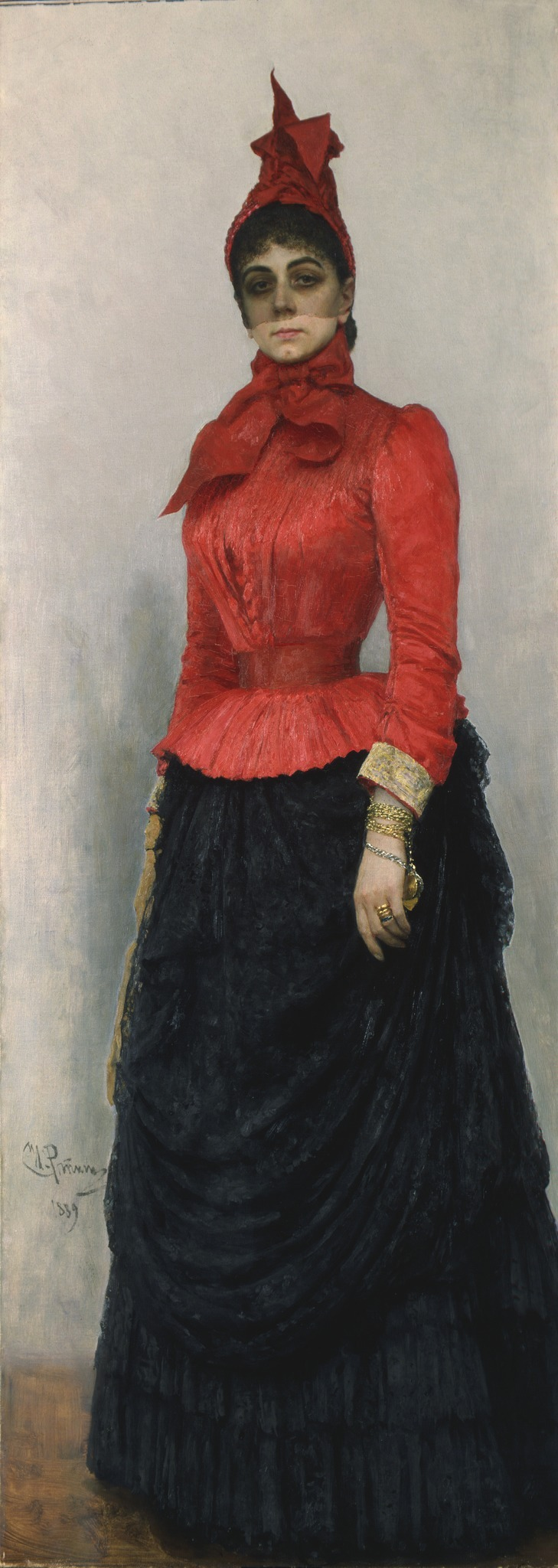
Retrat de la baronessa Varvara Ikskul von Hildebrandt (1889)
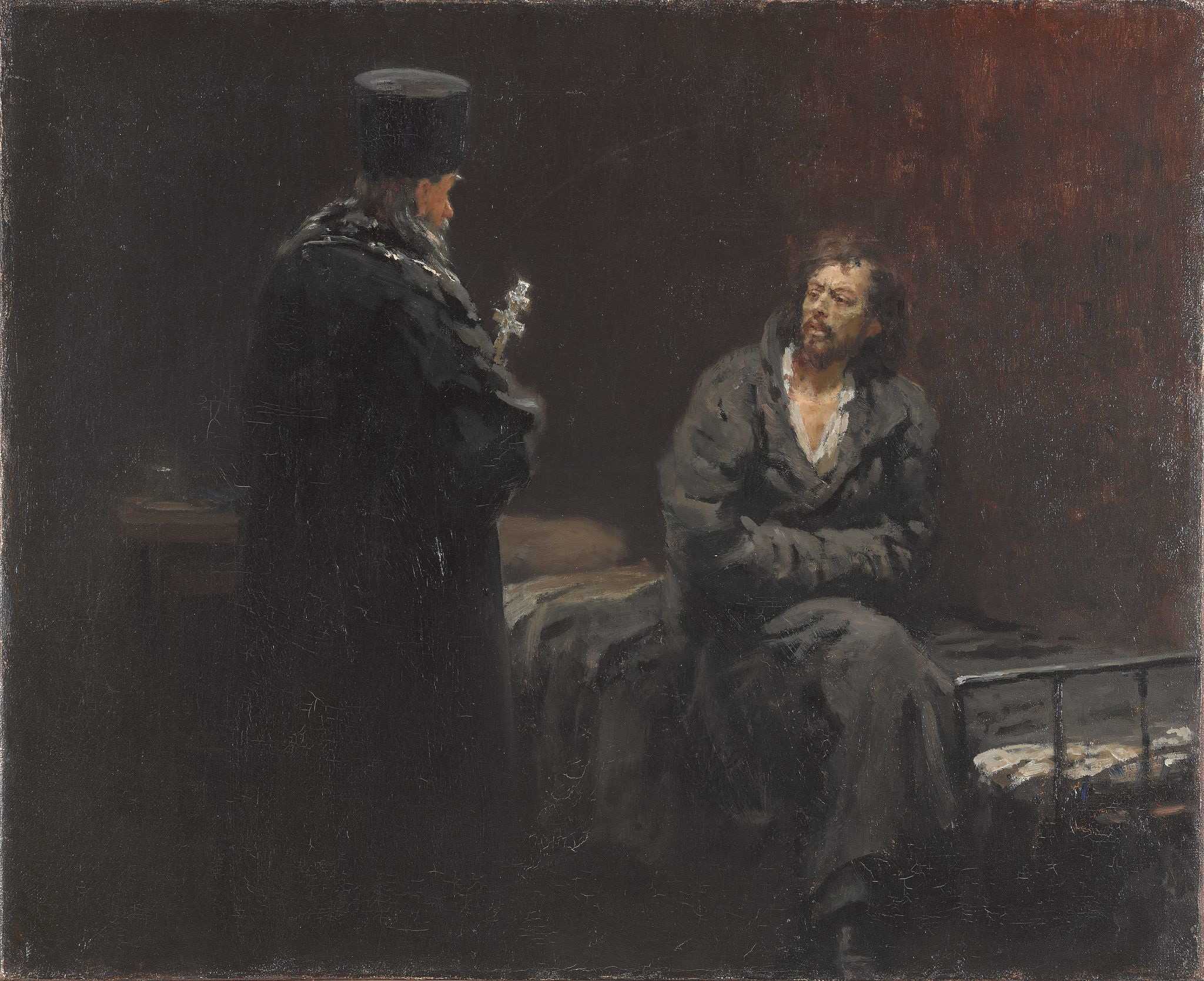
Negativa a confessar-se (1879-1885)
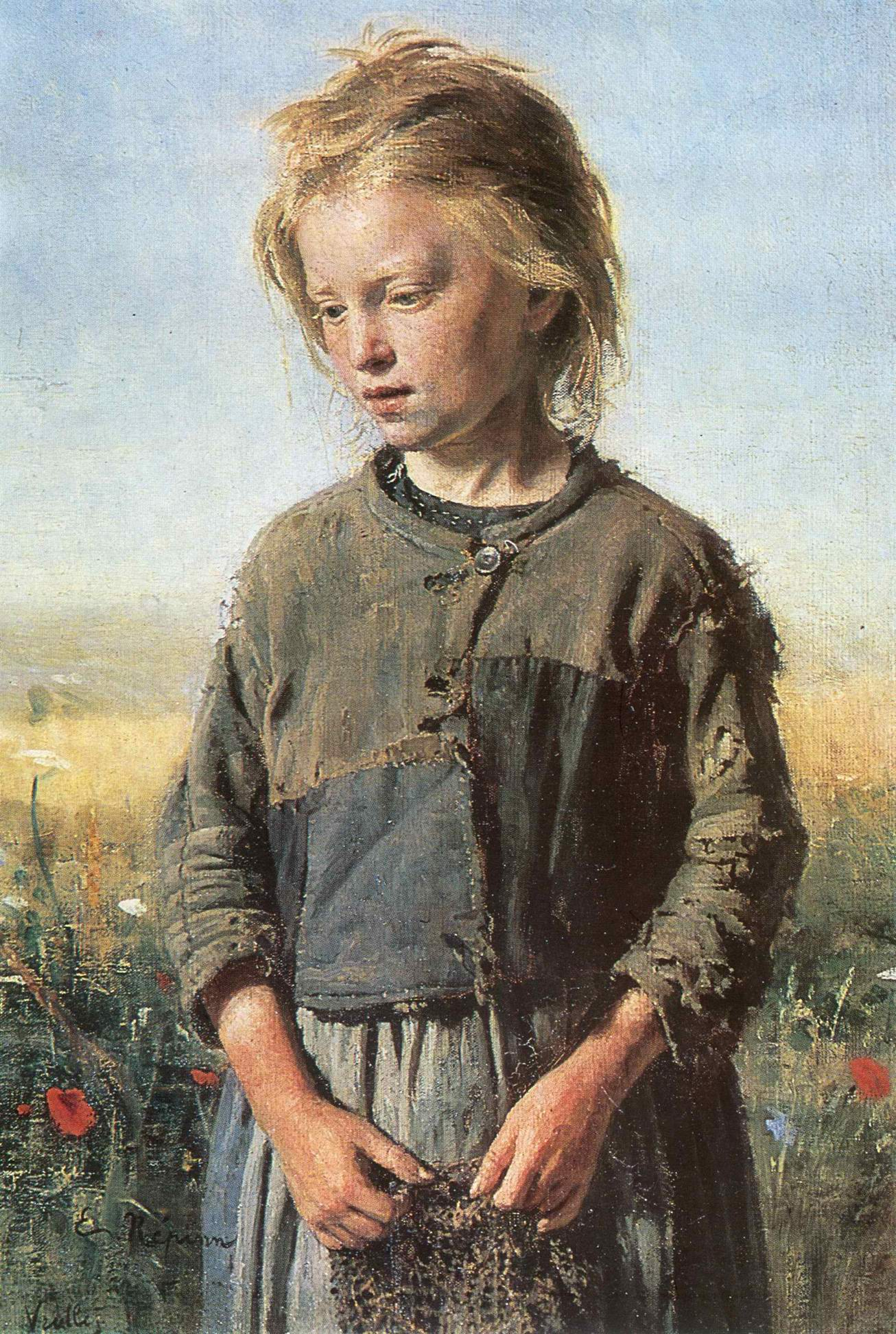
Nena pescadora (1874)
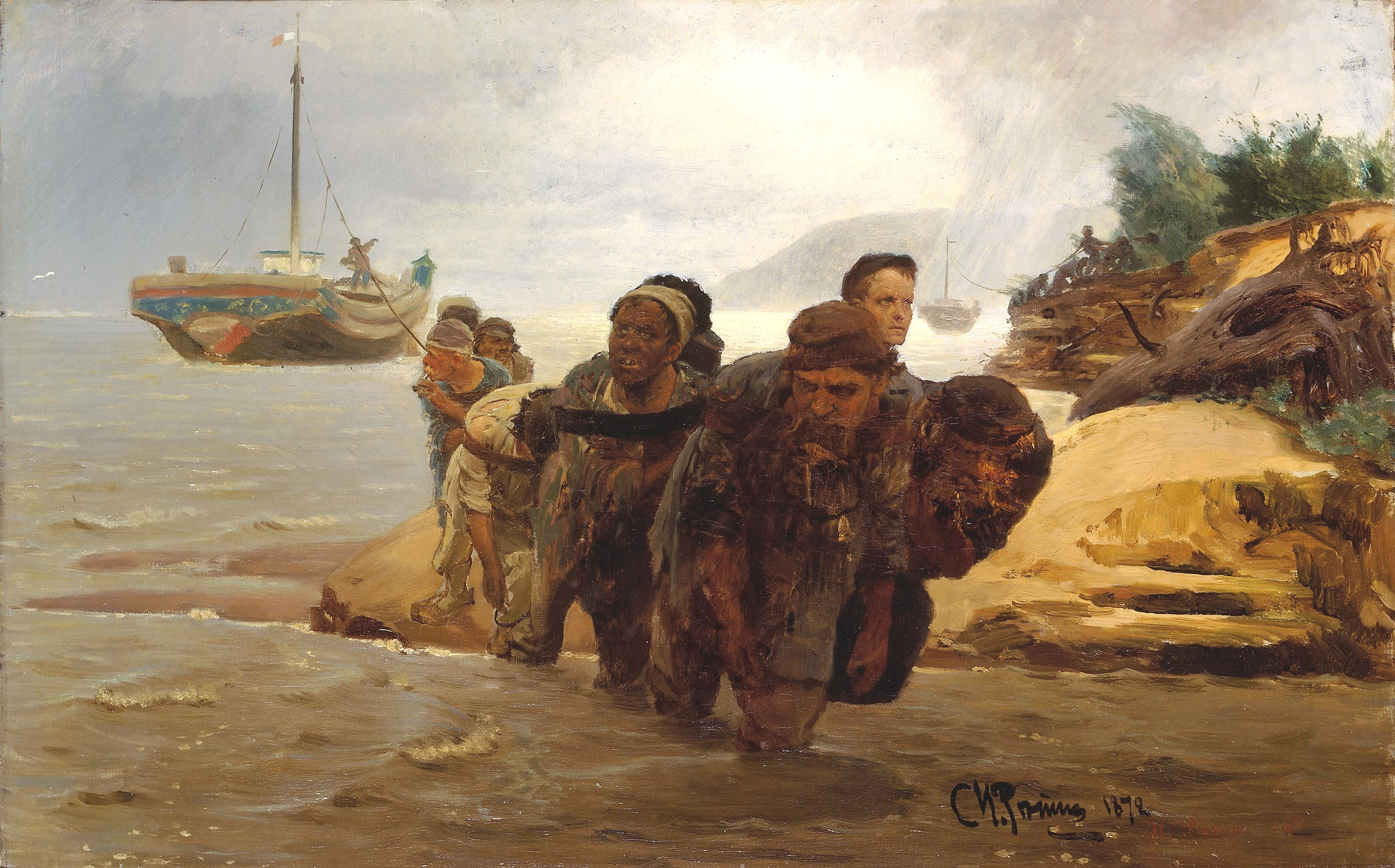
Sirgadors creuant un gual (1872)
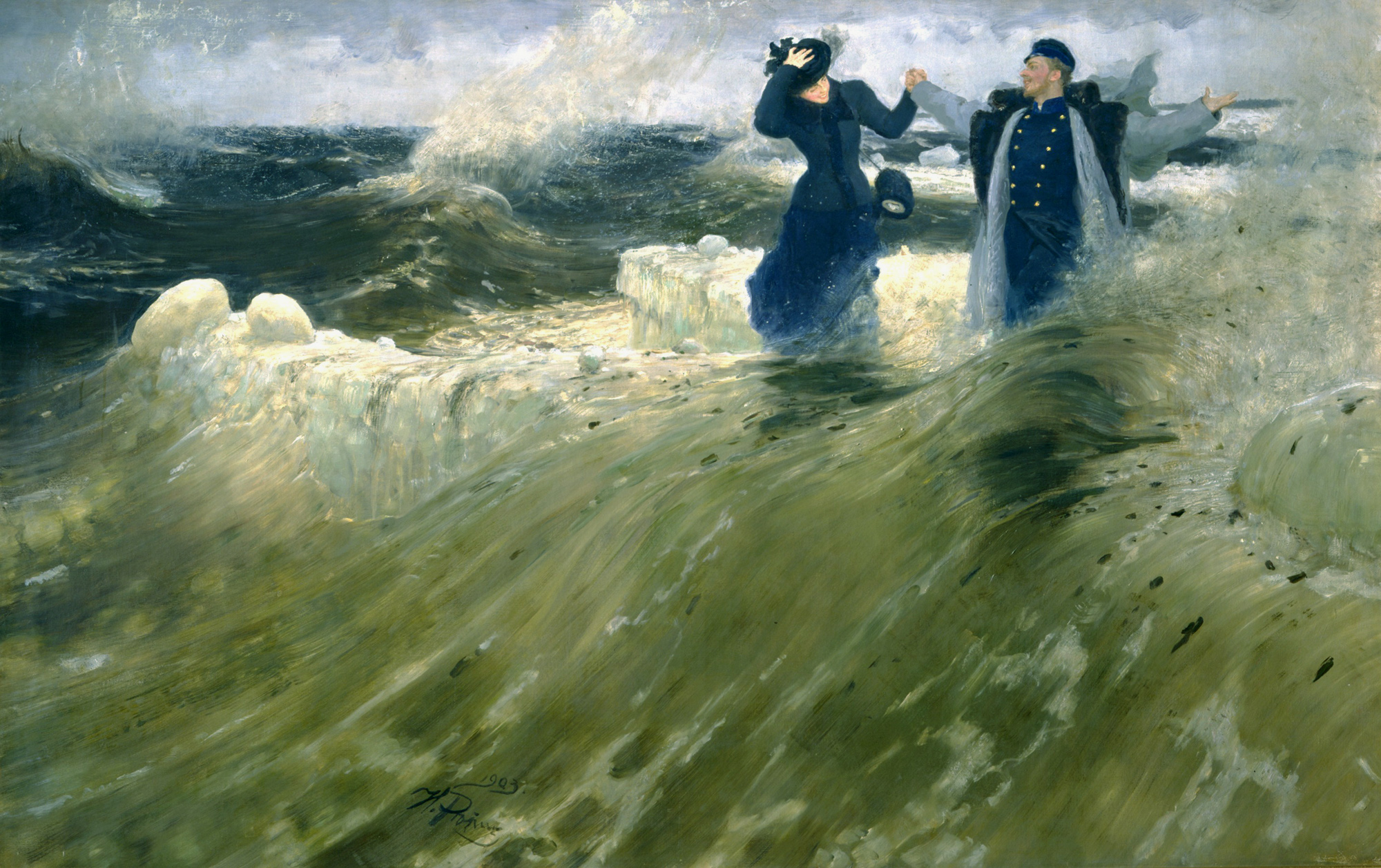
Quina llibertat! (1903)
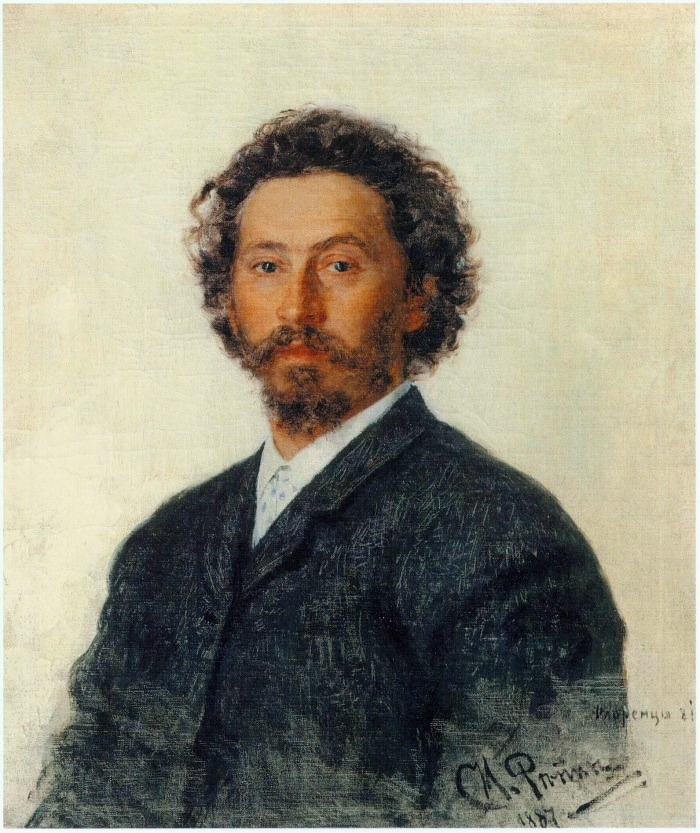
Autoretrat(1887)
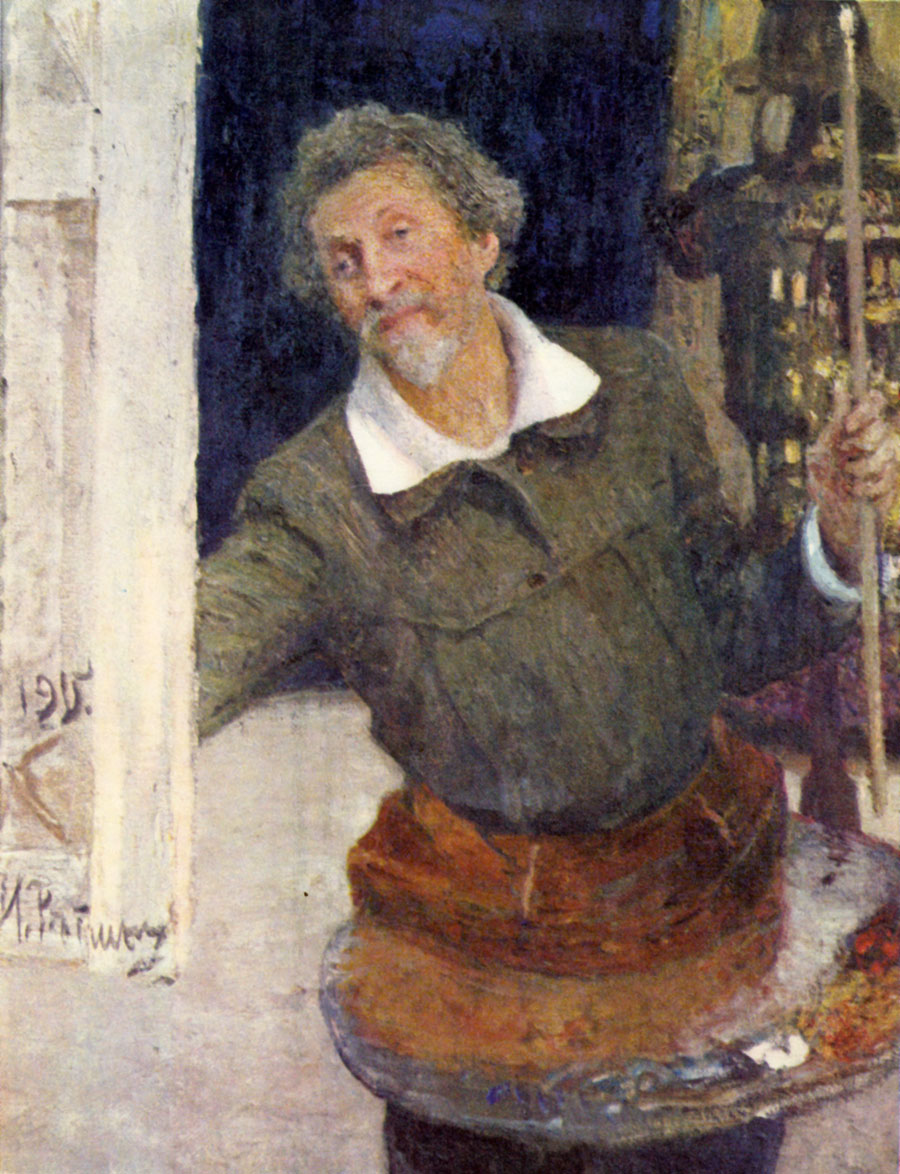
Autoretrat treballant (1915)
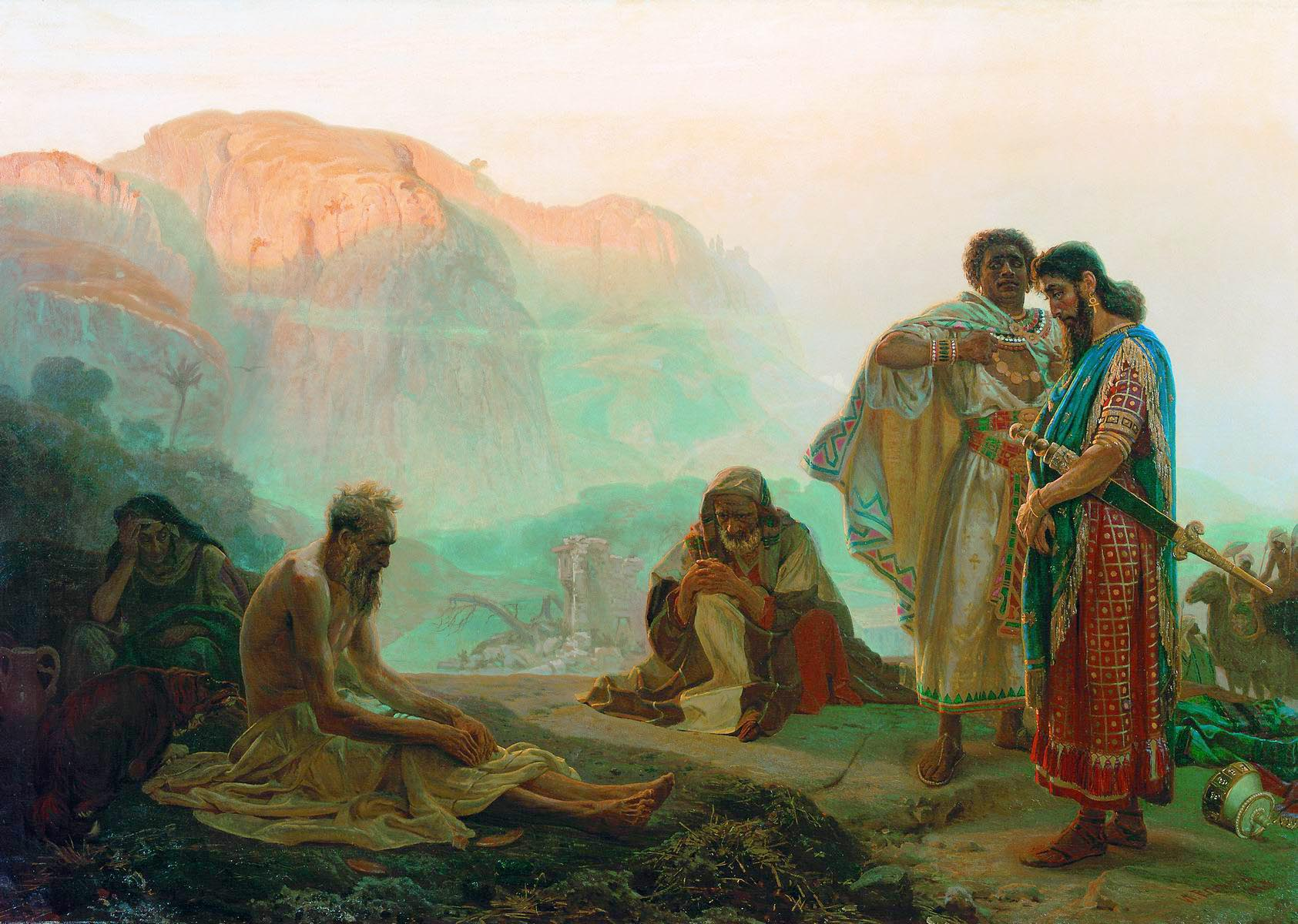
Job i els seus amics, (1869)
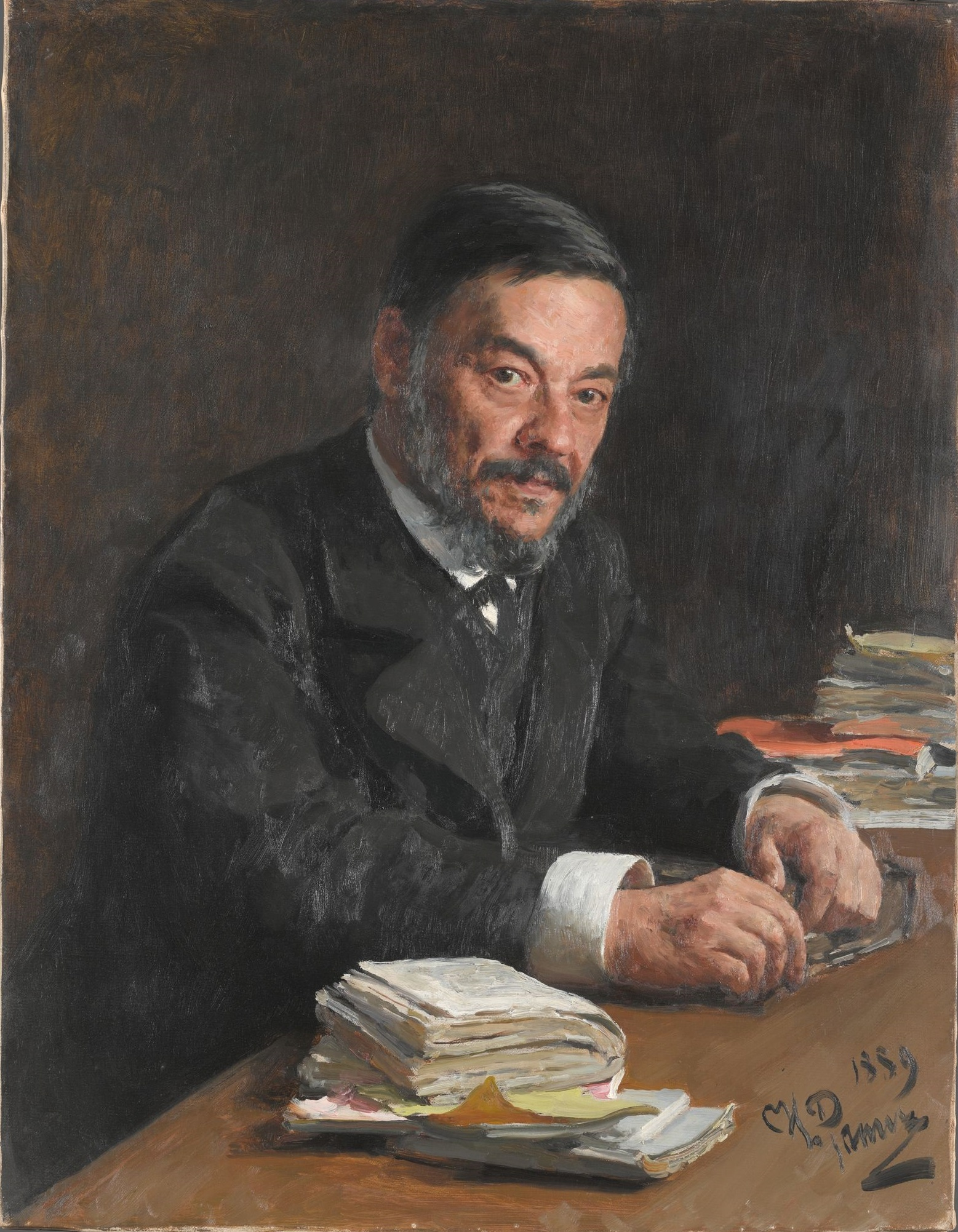
Retrat del fisiòleg Ivan Mikhàilovitx Sétxenov (1889)
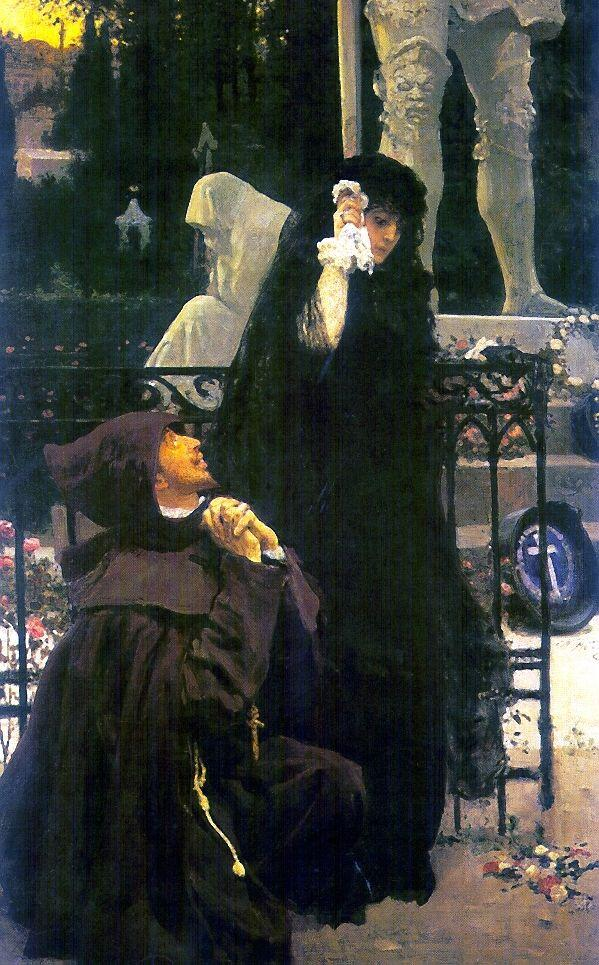
El convidat de pedra. Joan i Anna (1885)
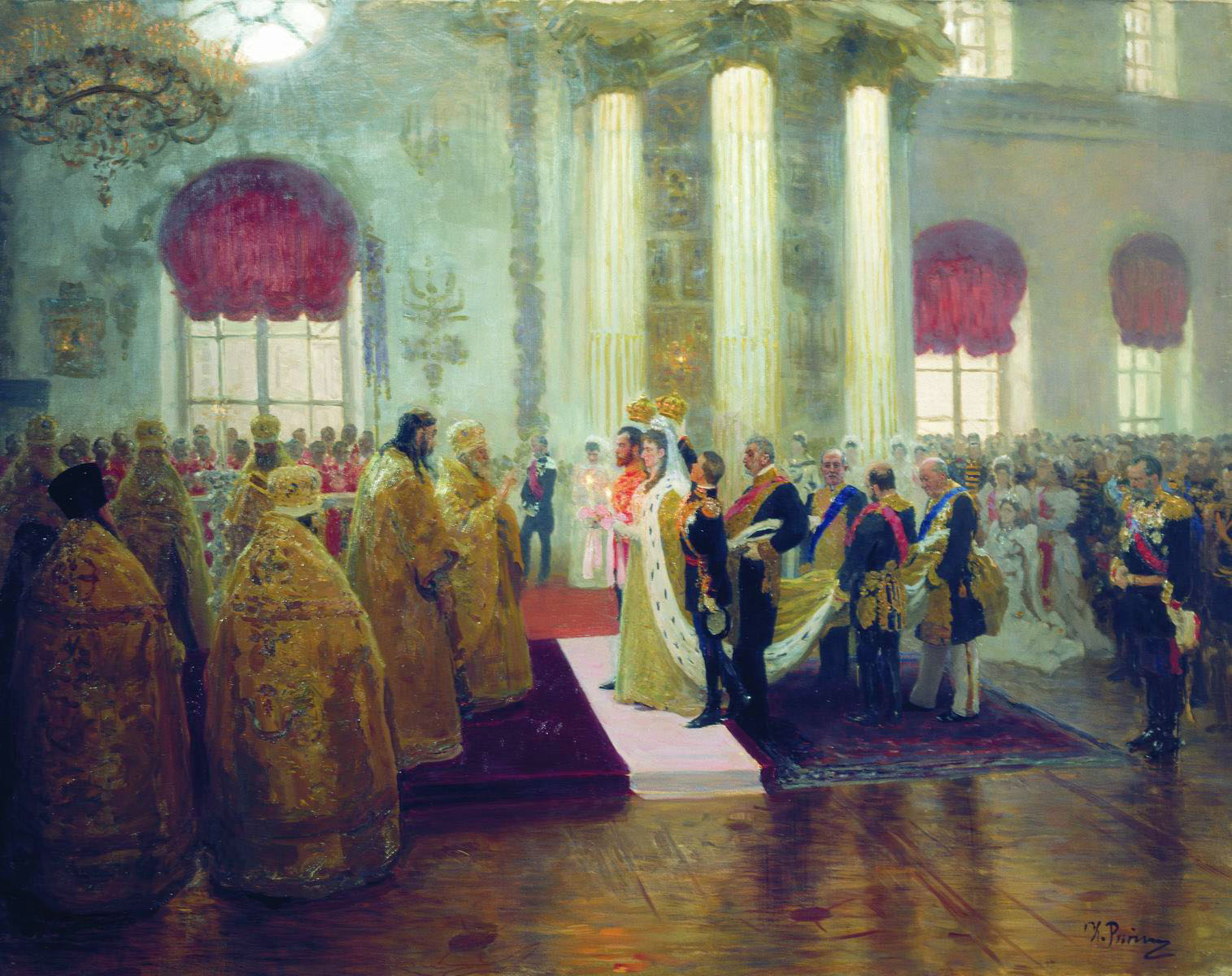
Cerimònia nupcial de Nicolau II i la Gran Duquessa Alexandra Fiódorovna (1894)
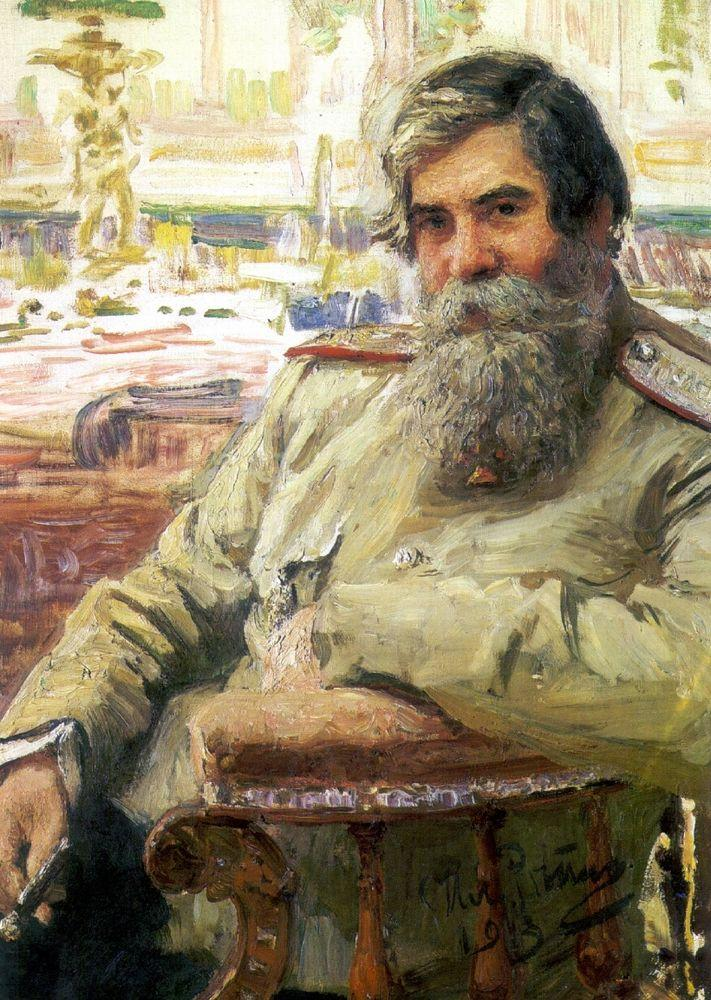
Retrat del neurofisiòleg i psiquiatra Vladímir Békhterev (1913)
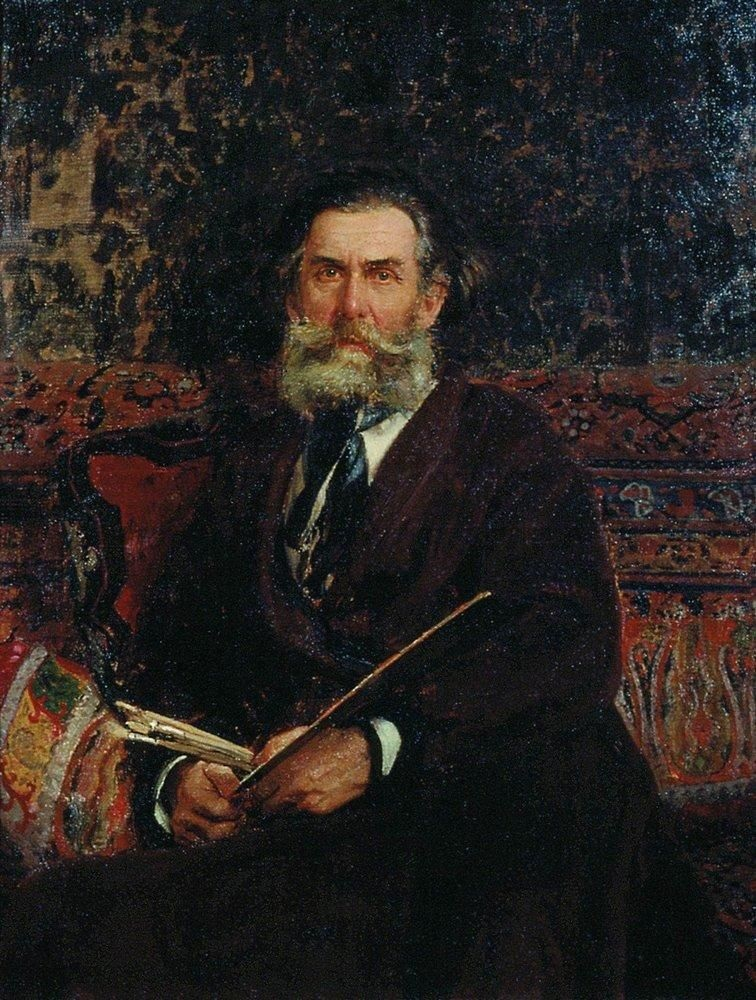
Retrat del pintor Alekséi Bogoliúbov (1876)
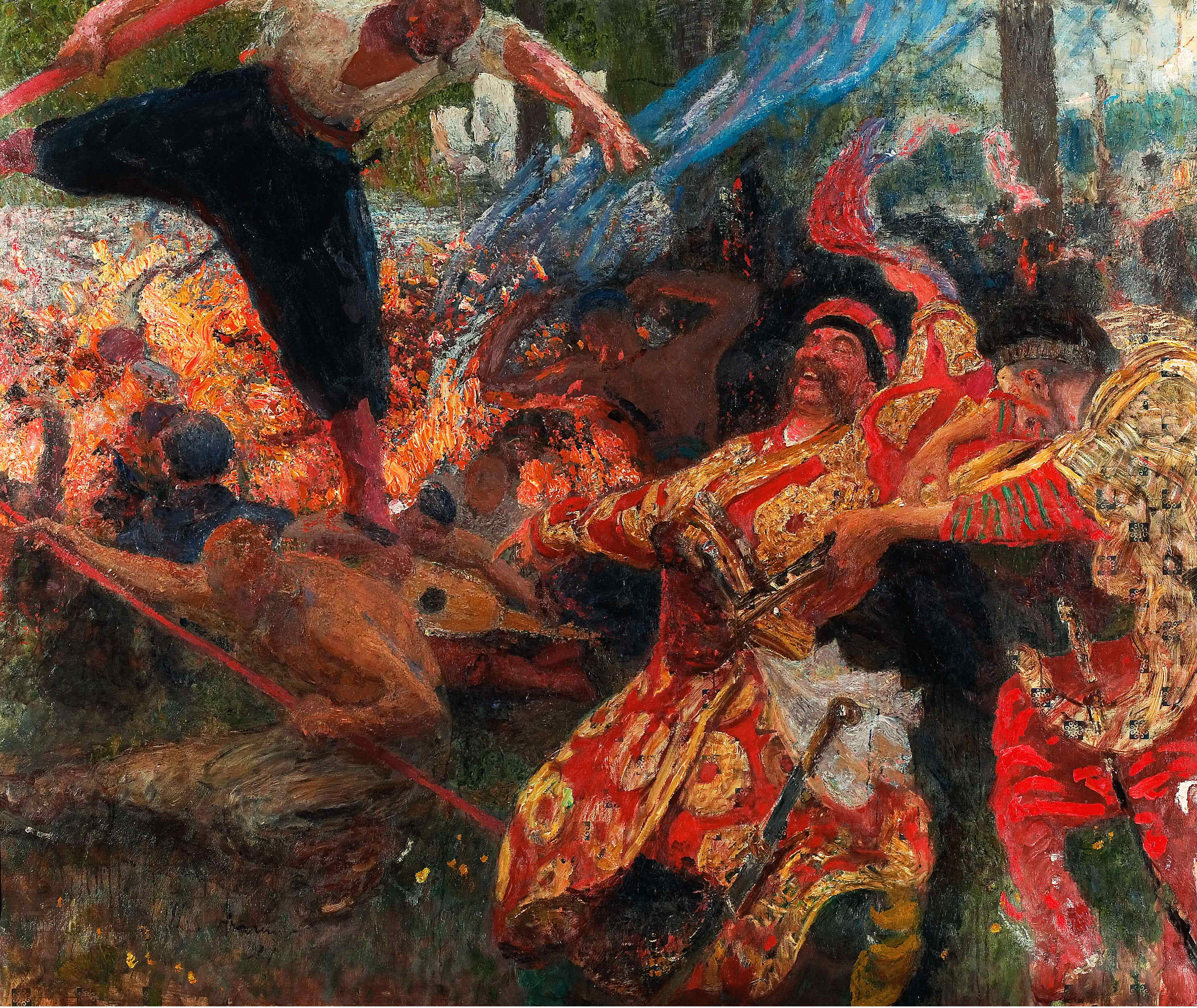
Hopak (dansa ucraïnesa) (1927)
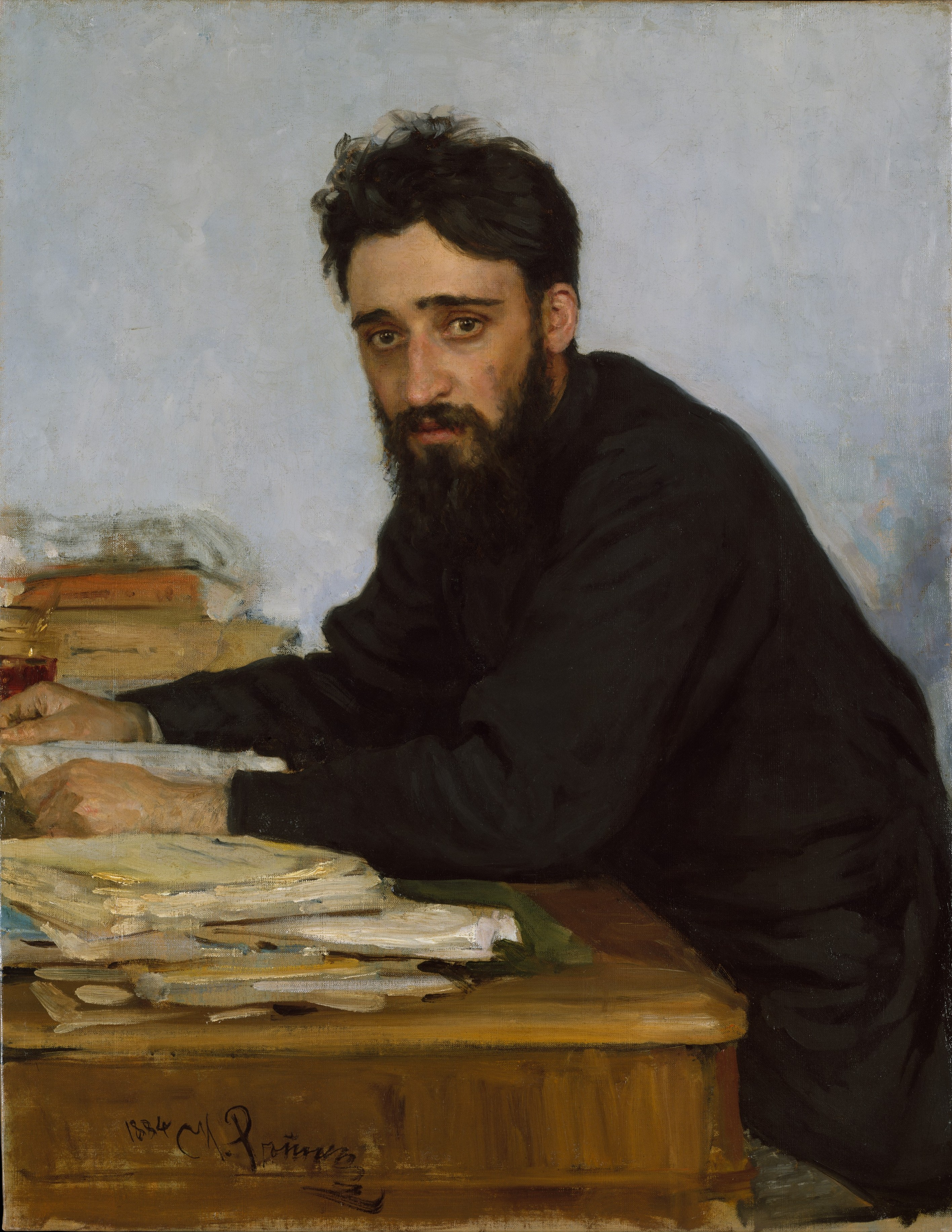
El retrat més conegut de l'escriptor Vsévolod Garxin (1884)